# Târgu Mureș
Târgu Mureș, (română: [ˈtɨrɡu ˈmureʃ] ⓘ) cunoscut și sub denumirile de Mureș-Oșorhei, Oșorheiu, Târgul Mureșului (în maghiară Marosvásárhelyⓘ, mai demult Székelyvásárhely, Vásárhely, Újszékelyvásár, Újvásár, germană Neumarkt, Neumarkt am Mieresch, latină Asserculis, Novum Forum Siculorum) este municipiul de reședință al județului Mureș, Transilvania, România, format din localitățile componente Mureșeni, Remetea și Târgu Mureș (reședința). Se află în centrul Transilvaniei istorice, pe ambele maluri ale cursului superior al râului Mureș. Situat în zona central-nordică a României, orașul are ca delimitare geografică râul Mureș și dealul Cornești. Târgu Mureș se învecinează cu comunele Sângeorgiu de Mureș, Cristești, Livezeni, Corunca, Sântana de Mureș și Sâncraiu de Mureș. De-a lungul timpului, a fost centrul cultural, industrial, economic și de educație al Ținutului Secuiesc. Târgu Mureș a fost reședința Scaunului Mureș, Comitatului Mureș-Turda, apoi a Regiunii Mureș, a Regiunii Autonome Maghiare, a Regiunii Mureș-Autonome Maghiare, iar în prezent este reședința județului Mureș. Împreună cu autoritățile a douăsprezece comune și orașe din jur, primăria participă la proiectul Zonei Metropolitane Târgu Mureș. Ca mărime, orașul este al șaisprezecelea din România și al șaselea din Transilvania. Conform recensământului din 2002, aici trăia cea mai mare comunitate maghiară urbană din România.
Dintre obiectivele turistice ale orașului face parte Centrul, cu piața centrală, numită Piața Trandafirilor, unde se află nenumărate clădiri construite în stil baroc, neoclasicist și secesionist, cum ar fi: Biserica Sfântul Ioan Botezătorul, Turnul franciscanilor, Palatul Culturii sau fosta primărie, care creează o atmosferă tipic perioadei dualiste. Zidurile cetății medievale sunt dovada istoriei îndelungate a orașului care a avut o putere politico-economică importantă în Principatul Transilvaniei. În interiorul Bisericii din Cetate au fost ținute nenumărate sinoade protestante, 37 de adunări naționale, la care au participat personalități ca Ludovic I al Ungariei, Ioan de Hunedoara sau Ioan Sigismund Zápolya. Totodată, aici a fost ales ca principe regent al Ungariei și principe al Transilvaniei Francisc Rákóczi al II-lea.

## Nume
În prima menționare cunoscută a orașului, din anul 1230, acesta este consemnat cu numele de Asserculis în lucrarea Curiesiera et Selectiera Variarum Scienetiomm Miscellanea a iezuitul Szentivány Márton din Nagyszombat, Ungaria, menționând de asemenea faptul că în acesta existau doi administratori (... in Asserculis, hoc est"). În latină „aserculis” înseamnă "din scândură", deci o localitate unde existau construcții realizate din material lemnos. O altă lucrare a lui, din 1699, Dissertatio Paralipomenonica Rerum Memorabilium Hungariae consemnează următoarele: „Asserculis, hoc est Szekely Vasarhely” însemnând "Asserculis, adică Szekely Vasarhely".
În anul 1316, Analele Franciscane arată că la Târgu-Mureș, consemnat ca Forum Siculorum se afla una dintre cele patru mănăstiri franciscane din Transilvania.
Primele mențiuni mai cunoscute ale orașului încep cu anul 1332, datorită preotului Romanus în numele căruia a fost înregistrată plata zeciuielii în cadrul Registrului de dijme papale ale Arhidiaconatului de Tileagd. Astfel, în 1332, numele orașului este consemnat ca fiind Novo Foro (Târgul Nou).
În aceleași dijme papale este numit Novoforo Siculorum în 1333, Foro Novo Syculorum în 1334 iar în 1335 Novo Foro Sicularum.
Apoi, în anul 1349, apare menționat în diplomele regelui Ludovic I al Ungariei, în forma maghiară Sekulvasarhel, care cu trecerea timpului a devenit Székelyvásárhely. Majoritatea etnografilor afirmă că prima parte (székely, adică secuiesc) a numelui orașului provine din așezarea sa geografică. Scaunele secuiești au fost unități de administrare judecătorească ale secuilor din Transilvania. Orașul Târgu Mureș a fost reședința scaunului Mureș din evul mediu și până la desființarea scaunelor secuiești și săsești din anul 1876, când a devenit reședința comitatului Mureș-Turda.
În 29 aprilie 1616 localitatea a primit rangul de oraș liber regesc (în maghiară szabad királyi város, iar în latină libera regiae civitas). Pentru a demonstra noul statut al orașului, principele Transilvaniei, Gabriel Bethlen, lider al mișcării anti-habsburgice, a modificat numele orașului. A lăsat substantivul Vásárhely (loc de târg), dar a adăugat prefixul Maros, făcând referire la apropierea râului Mureș. Orașul a fost cunoscut până în perioada antebelică în rândul comunității românești sub denumirea de Murăș-Oșorhei. Atât Avram Iancu, cât și ceilalți fruntași români care au studiat sau au activat în orașul de pe Mureș, foloseau cu consecvență numele de Oșorhei, derivat din cuvântul maghiar vásárhely (a se pronunța „vașarhei”), ceea ce înseamnă loc de târg. Denumirea de Târgu Mureș a fost adoptată în timpul administrației interbelice.

## Geografie
Târgu Mureș este amplasat la intersecția a trei zone geografice: Câmpia Transilvaniei, Valea Mureșului și Valea Nirajului, la o altitudine de aproximativ 320 m față de nivelul mării. Ridicat inițial pe terasa inferioară de pe partea stânga a râului Mureș, orașul s-a dezvoltat de-a lungul timpului ocupând și povârnișurile și dealurile din apropiere. În prezent municipiul se întinde pe ambele părți al cursului râului Mureș și pe dealul Cornești și dealul Nirajului.

### Climă
Pentru mai multe detalii, vezi și clima județului Mureș.
Clima municipiului Târgu Mureș este plăcută, de tip continental moderată cu veri călduroase și ierni aspre. Este influențată de vecinătatea cu Munții Gurghiu, iar toamna și iarna orașul resimte și influențele atlantice de la vest. Trecerea de la iarnă la primăvară se face, de obicei, la mijlocul lunii martie, iar cea de la toamnă la iarnă în luna noiembrie. Verile sunt călduroase, iar iernile în general sunt lipsite de viscole. Temperatura medie anuală din aer este de cca 8,2 °C. Temperatura medie în ianuarie este de - 3 °C, iar cea a lunii iulie, de 19 °C. Temp. minimă absolută a fost de - 32,8 °C (înregistrată în ianuarie 1963), iar maxima absolută, de 38,5 °C (înregistrată în august 1952). Media precipitațiilor anuale atinge 663 mm, cea mai ploioasă lună fiind iunie (99 mm), iar cea mai uscată, februarie (26 mm). În ultimii ani, se observă faptul că iernile devin din ce în ce mai blânde, cu temperaturi care rareori scad sub - 15 °C și cu zăpadă din ce în ce mai puțină. Verile sunt din ce în ce mai calde, crescând numărul de zile tropicale (în care maxima depășește 30 °C). Temperaturile sunt cuprinse între următoarele valori extreme: -32,8 °C și +39 °C.

### Faună și floră

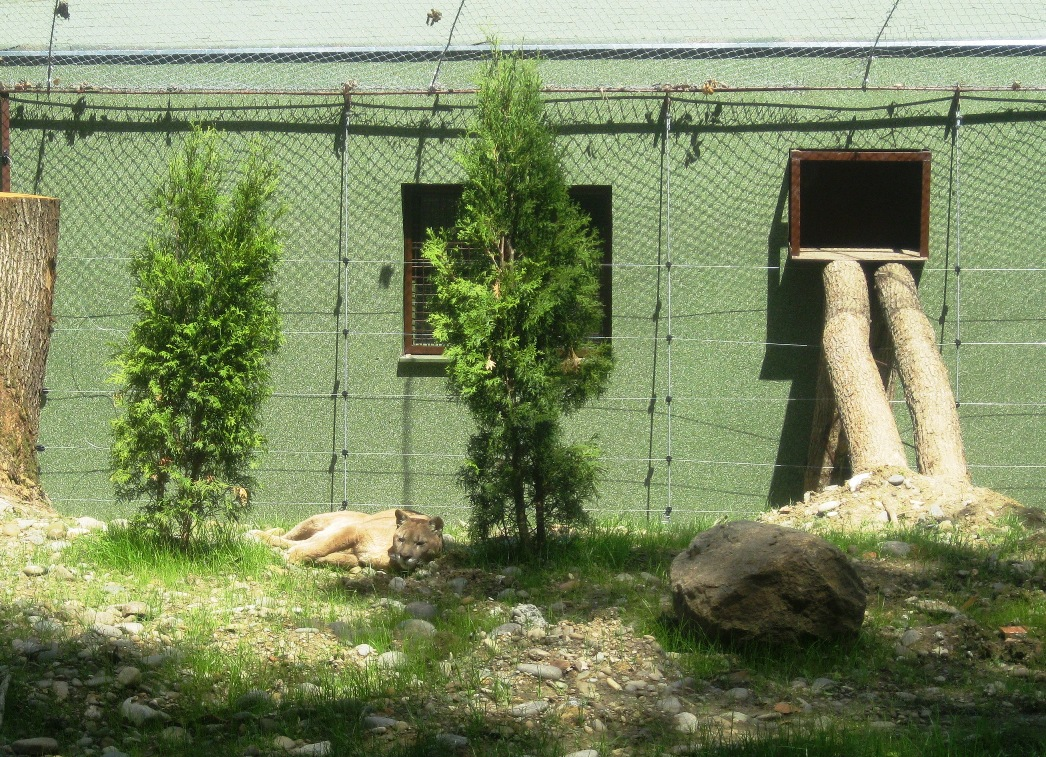
Grădina Zoologică

Cea mai întinsă zonă de pădure din municipiul Târgu Mureș se află la cea mai înaltă cotă a orașului, pe Platoul Cornești. Pădurea Mare, la 505 m deasupra Mării Negre și la 190 m deasupra localității, este alcătuită din stejar și carpen. Râul Mureș a creat în mai multe zone o luncă, unde vegetația este tipică acestui relief.
Grădina Zoologică din Platou reprezintă un loc de atracție pentru localnici și turiști, fiind cea mai mare, diversificată și populată astfel de instituție din România. În prezent sunt în jur de 500 de animale aparținând la 120 de specii, atât de faună locală, cât și exotică. Anual Zoo Târgu Mureș este vizitată de un număr de 100 000 de vizitatori. În Mureș trăiesc de asemenea mai multe specii de pești, cum ar fi: avatul, bibanul, carasul, crapul, linul, păstrăvul, roșioara, somnul, șalăuul, știuca și cleanul.

### Hidrografie
Pentru detalii, vezi: Mureș și Pocloș
Localitatea se întinde mai accentuat pe partea stângă al râului Mureș, care izvorăște din Munții Hășmașu Mare, străbate Depresiunea Gurghiului și defileul Toplița - Deda ca să ajungă la Târgu Mureș. Râul a fost de-a lungul istoriei o sursă de energie. Din inițiativa primarului György Bernády conducerea orașului a alocat fonduri semnificative pentru construirea Canalului de Turbină și amplasarea unei turbine cu scopul de a crea energie electrică pentru orașul în dezvoltare. Tot atunci s-au pus bazele sistemului de alimentare cu apă și canalizare în localitate. În prezent Aquaserv este operatorul licențiat din regiune, fiind câștigătorul unor proiecte ale Uniunii Europene.
Pocloșul (în maghiară Poklos patak) derivă din unirea pârâurilor din Sânișor și Corunca. Străbătând orașul ajunge la Canalul Turbinei, apoi în râul Mureș. Denumirea română provine de la numele maghiar al pârâului, care este de fapt un adjectiv și înseamnă lepros, infectat. Termenul face conotație la fenomenele prezente și astăzi, când în verile cu temperaturi ridicate se simte un miros specific. Lângă Pocloș în localitate se găsesc încă două pârâuri mai importante, Vulpea (în maghiară Róka patak) izvorând din Viile Dealului Mic și Budiul (în maghiară Bodon patak) din Budiul Mic.
Cultura apei din Târgu Mureș s-a manifestat prin înființarea fântânilor publice care au devenit adevărate opere de artă. Fântâna Cântătoare, cel mai important monument de acest fel, a fost așezată în piața centrală din oraș, pe locul în care se află astăzi Biserica Ortodoxă „Înălțarea Domnului”. Opera meșterului Péter Bodor a fost ridicată în stil neoclasicist între anii 1810-1811, iar pe cupola fântânii se afla statuia lui Neptun. Construcția avea un mecanism bazat pe energia apei, mecanism care în fiecare dimineață la ora șase și în fiecare seară tot la ora șase cânta melodii, cum ar fi Cântecul lui Rákóczi. Potrivit articolelor de ziar în iarna anului 1836 a fost o furtună puternică în oraș, în timpul căreia statuia lui Neptun a căzut jos. Acest fapt a condus la deteriorarea mecanismului muzical. Astfel s-a născut mitul lui Bodor, conform căruia artistul ar fi fost refuzat de iubita sa, după care ar fi coborât în fântână și ar fi stricat mecanismul. Mitul fântânii a devenit o senzație în Ungaria, iar în perioada interbelică, în anul 1935, a fost așezată o copie pe Insula Margareta din Budapesta.

### Relief
Municipiul Târgu Mureș este așezat pe terasele râului Mureș. Dintre toate acestea Platoul Cornești (în maghiară Somostető) este cea mai înaltă cotă a orașului fiind situat la 488 m deasupra Mării Negre și la 197 m deasupra localității. Astfel teritoriul se caracterizează printr-un relief colinar fragmentat de văi largi și dealuri înalte. În mod tradițional geneza orașului istoric a avut loc pe terasele mai joase, apoi din motive agroalimentare au devenit cultivate pământurile din dealuri. În perioada postbelică, când au fost începute construcțiile cartierelor, autoritățile au preferat terasele mai înalte. Decizia lor a fost bună, fapt demonstrat de inundația gigantică din mai 1970, când au fost precipitații de 100–120 mm în Munții Călimani, Gurghiu și Harghita încă acoperiți de zăpadă. Blocurile de zece etaje proaspăt construite pe Aleea Carpații, lângă râul Mureș au devenit parțial ocupate de ape.

### Soluri
Pe terasele Râului Mureș, mai ales cele inferioare domină aluviunile recente precum și solurile hidromorfe și de mlaștini. În zonele de luncă apar solurile aluviale și lăcoviștile, tipuri de sol generate atât de materialul parental cât și de caracteristicile hidro-geologice și hidrologice ale zonei. Zona colinară este acoperită cu un strat de soluri negre, soluri brun acide, soluri coluviale, cernoziom și regosoluri. În cazul cursurilor de apă, cu debite mici sau sezoniere (ex. Pocloș), afluenți ai Râului Mureș, se dezvoltă soluri gleice din clasa solurilor hidromorfe.
Sursele de poluare a solurilor provin din depozitarea necontrolată a deșeurilor menajere și industriale, emisiile din activitățile de pe platforma chimică de 126 ha din Combinatul Azomureș, stocarea și distribuția produselor petroliere (SNTFM „CFR Marfă” S.A. - DELM Tîrgu Mureș), emisiile autovehiculelor.

## Istorie

### Preistorie

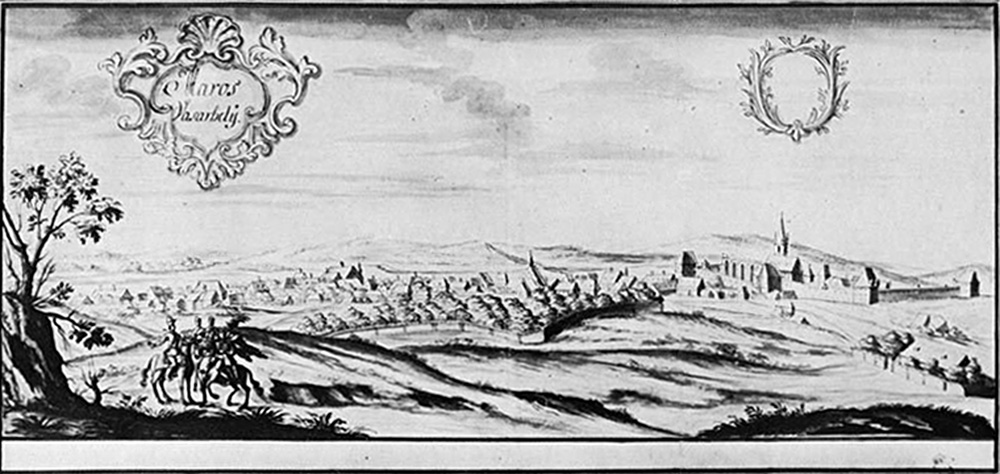
Târgu Mureș în 1735

Săpăturile efectuate de arheologul István Kovács au confirmat faptul că teritoriul de azi al orașului Târgu Mureș a fost locuit încă din preistorie. Au fost descoperite o serie de locuințe preistorice, resturi de oase, vase de lut, obiecte de cremene și de bronz, mici statuete de pământ datate ca fiind din 2000 î.Hr. Săpăturile arheologice au scos la iveală urme umane din epoca pietrei lustruite, epoca bronzului și din epoca fierului; s-au descoperit și vestigii aparținând culturii Criș, cea mai veche cultură neolitică din România.
Siturile arheologice din Dâmbul Pietros demonstrează că zona a fost locuită de către comunități omenești chiar din perioada Hallstatt, adică cuprinde intervalul de timp dintre secolele al XII-lea și al V-lea î.Hr. Pe terasa de deasupra drumului ce duce la Budiul Mic s-au găsit vestigii aparținând culturii La Tène și din epoca bronzului.
O așezare geto-dacică din perioada La Tène a fost descoperită în 1952 în punctul numit Cotitura Dâmbului alături de alte două așezări.
Descoperirile arheologice de la Cristești, Cetatea de la Morești, Cipău, Sântana de Mureș atestă continuitatea populației băștinașe dacice și după retragerea Aureliană. Cetatea de la Morești de lângă Târgu Mureș confirmă existența unor forme de organizare administrativă post-dacoromană în momentul invaziei triburilor migratoare.

### Perioada medievală

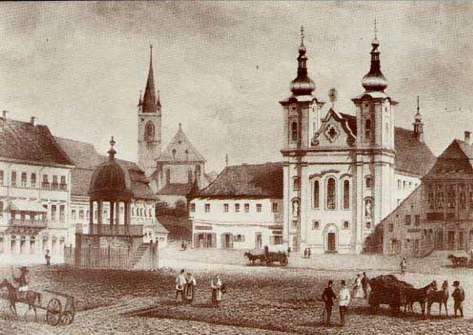
Centrul cu bisericile romano-catolice și reformate din secolul al XIX-lea

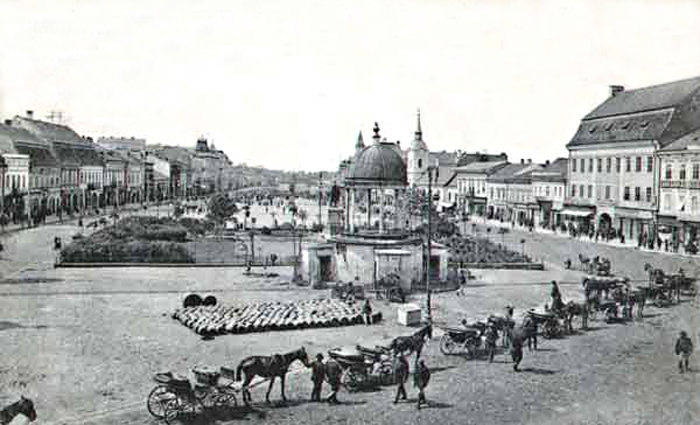
Centrul în 1911 cu fântâna cântătoare făcută de Péter Bodor

Prima mențiune cunoscută a numelui orașului este din 1230, când iezuitul Szentivány din Nagyszombat menționează că orașul exista deja, cu numele de Asserculis, consemnând de asemenea faptul că în acesta existau doi administratori (... in Asserculis, hoc est").
În 1230, călugări dominicani s-au stabilit la Târgu-Mureș.
Mănăstirea din Târgu-Mureș, cea mai estică a ordinului, apare menționată pentru prima dată în 1332. Într-un document din 1400 aflăm că s-au terminat lucrările din absida bisericii consacrate Sfintei Maria. Din același document reiese faptul că Scaunul Papal a acordat mănăstirii dreptul de pelerinaj. Clădirea rămâne cea mai mare clădire franciscană până la ridicarea ansamblului mănăstiresc din Cluj-Napoca în anul 1490.
În 1381, trei iobagi ai nobilului Ladislau de Nădășel (de lângă Cluj) se refugiază la Târgu-Mureș.
În 1444, cu ajutorul lui Iancu de Hunedoara, mănăstirea este preluată de la conventuali de către ramura observantă a franciscanilor. Sistemul de încălzire nemaiîntâlnit în Transilvania deocamdată, a fost probabil introdus în aceeași perioadă.
În 1482 Matei Corvin declară așezarea oraș regal.
În secolul XV, deceniul opt, mănăstirea a fost fortificată, invocându-se pericolul otoman, din ordinul voievodului Ștefan Bathory.
În 1503 este menționată casa călugărițelor franciscane, numite beghine.
În 1525, un document relatează faptul că franciscanul Hunyadi Kelemen copiază un breviar la comandă, aceasta fiind și prima atestare cunoscută a atelierului de copiat (scriptorium) al mănăstirii. Tot în același an, cei 24 de călugări franciscani menționați în surse reprezentau o comunitate înfloritoare în rândul franciscanilor transilvăneni. Odată cu răspândirea Reformei lui Luther, viața acestora intră în declin. Ultimii călugări franciscani sunt alungați în 1556 de către preotul protestant Káli Balázs.
După 1557, multe clădiri din cetate devin proprietate privată.
În ceea ce privește așezarea secuilor în Scaunul Mureș, majoritatea datelor sunt furnizate de arhitectura bisericească din secolele XII-XV la care se adaugă rezultatele obținute din periegeze și săpături arheologice. Având în vedere numărul destul de mare a lăcașurilor de cult în stil romanic din perioada arpadiană putem presupune că zona Mureșului era printre primele zone ocupate din Ținutul Secuiesc. Majoritatea bisericilor romanice pe parcursul secolelor erau lărgite sau transformate.

### Principatul Transilvaniei
Pentru mai multe detalii despre acest subiect, vedeți Principatul Transilvaniei.

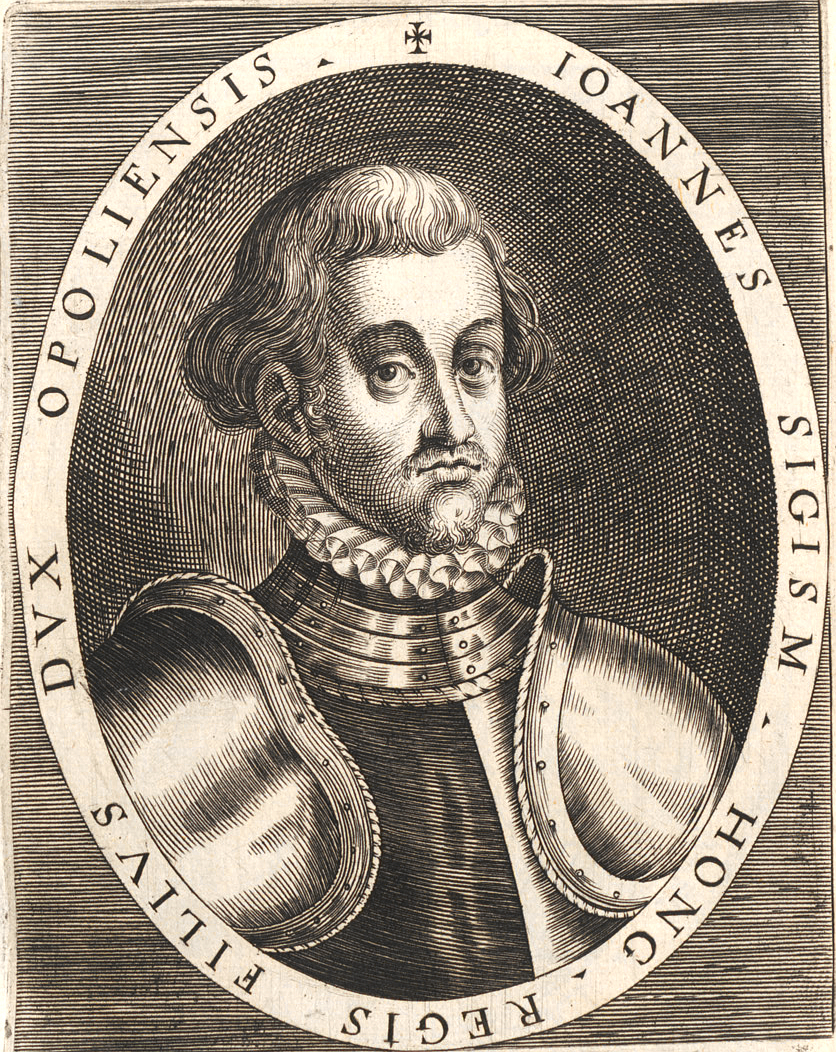
Ioan Sigismund Zápolya regele Ungariei și principele Transilvaniei

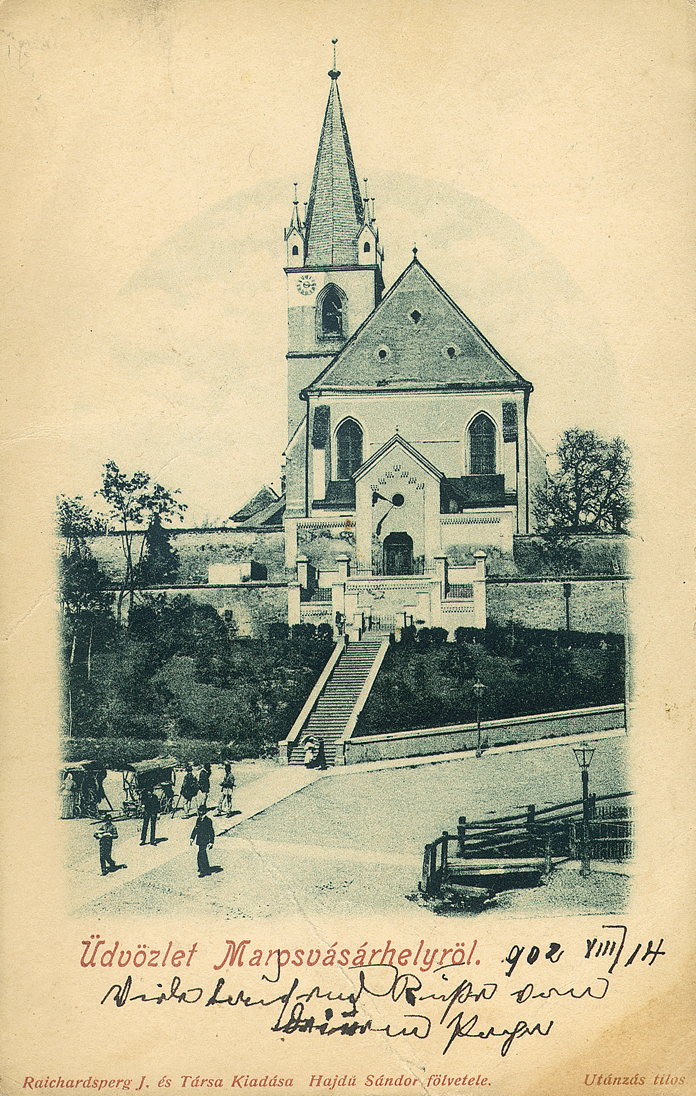
Biserica Reformată din Cetate, locul dietelor

În 1616 Tamás Borsos, judele orașului, primise de la Gabriel Bethlen, principele Transilvaniei, rangul de oraș liber regesc (în maghiară szabad királyi város) și totodată atunci s-a fixat și numele unguresc de Marosvásárhely.
În 1709 a izbucnit o epidemie de holeră care a pustiit orașul Târgu Mureș și împrejurimile din Scaunul Mureș. Potrivit datelor, în localitate au murit 3.500 de oameni, iar în tot scaun numărul lor a trecut pragul de 18.000. Între măsurile luate se numără și faptul că pe termen nelimitat toți elevii din Colegiul Reformat au fost trimiși acasă, iar preoții catolici au făcut spovedania numai prin geam pentru credincioșii din fața clădirii.
În anul 1754 sediul Tribunalului Suprem al Transilvaniei a fost mutat de la Mediaș la Târgu Mureș, unde inițial a funcționat în clădirea veche a primăriei din Piața Mare, astăzi Piața Trandafirilor. Instituția, abia în 1826 a fost mutată în Palatul Kendeffy din strada Bolyai, în actualul sediu a Curții de Apel Târgu Mureș .
În 1786 s-a înființat prima tipografie din Târgu Mureș care la sfârșitul secolului a trecut în proprietatea lui István Mátyus. Medicul însă fiind susținătorul educației și științelor, a dăruit-o pentru Colegiul Reformat. Astfel scrierile matematicienilor Farkas și János Bolyai, cum ar fi Tentamen sau Appendix au fost realizate aici. În Transilvania, în această perioadă mișcarea culturală și literară iluministă care a condus la apariția Școlii Ardelene avându-i ca reprezentanți pe Gheorghe Șincai, Petru Maior și alții, a avut contribuții la dovedirea continuității populației daco-romane în Dacia și după Dacia, a militat pentru dezvoltarea învățământului în limba română, pentru drepturi egale cu ale maghiarilor, secuilor și sașilor și pentru desființarea iobăgiei. Tot în această perioadă se remarcă Farkas Bolyai ca profesor la Colegiul Reformat, unde au urmat studiile cele doi pașoptiști mureșeni și fiul său, János Bolyai, creator al geometriei neeuclidiene. Astăzi numele lor este purtat de o stradă și de unul din cele mai prestigioase licee din oraș.
În 1848 orașul a susținut revoluționarii maghiari, iar în noiembrie trupele habsburgice au ocupat Târgu Mureșul de la ostașii secui. La data de 13 ianuarie 1848 generalul Tolnay reușește să reocupe orașul. După reocupare, în Casa Teleki au dormit și au plecat la ultima bătălie Sándor Petőfi și Józef Bem. După ce revoluția maghiară a fost înfrântă, în 1854 sunt executați generalii Mihály Gálffy, Károly Horváth și Török János de către ostașii habsburgi (la Târgu Mureș în locul numit Postarét din strada Secuilor Martiri). În 1874, după Compromisul Austriaco-Ungar,Ausgleich, un monument imens intitulat Monumentul Secuilor Martiri a fost construit la locul execuției. Acest obelisc a rămas în acel loc până astăzi, iar în fiecare an aici se țin manifestările prilejuite de „Ziua Maghiarilor de Pretutindeni”.
Anul 1848 găsește orașul Târgu Mureș cuprins de febra manifestărilor revoluționare românești. Avram Iancu și Alexandru Papiu Ilarian formulează ideile Adunării de la Blaj. Alexandru Papiu Ilarian, un exponent al tineretului român din acea perioadă, scrie o petiție în care afirmă: „să fie înscăunată dreptatea și egalitatea, să fie asigurată existența națională și folosirea dulcii limbi materne pentru toate națiunile ce locuiesc în Ardeal și Ungaria, să se desființeze robotele fără nici o despăgubire ....”. În Târgu Mureș, în casa lui Avram Iancu, au prins contur ideile care se regăsesc în programul Adunării de la Blaj.

#### Perioada dietelor transilvănene
Pentru mai multe detalii despre acest subiect, vedeți Dieta Transilvaniei.

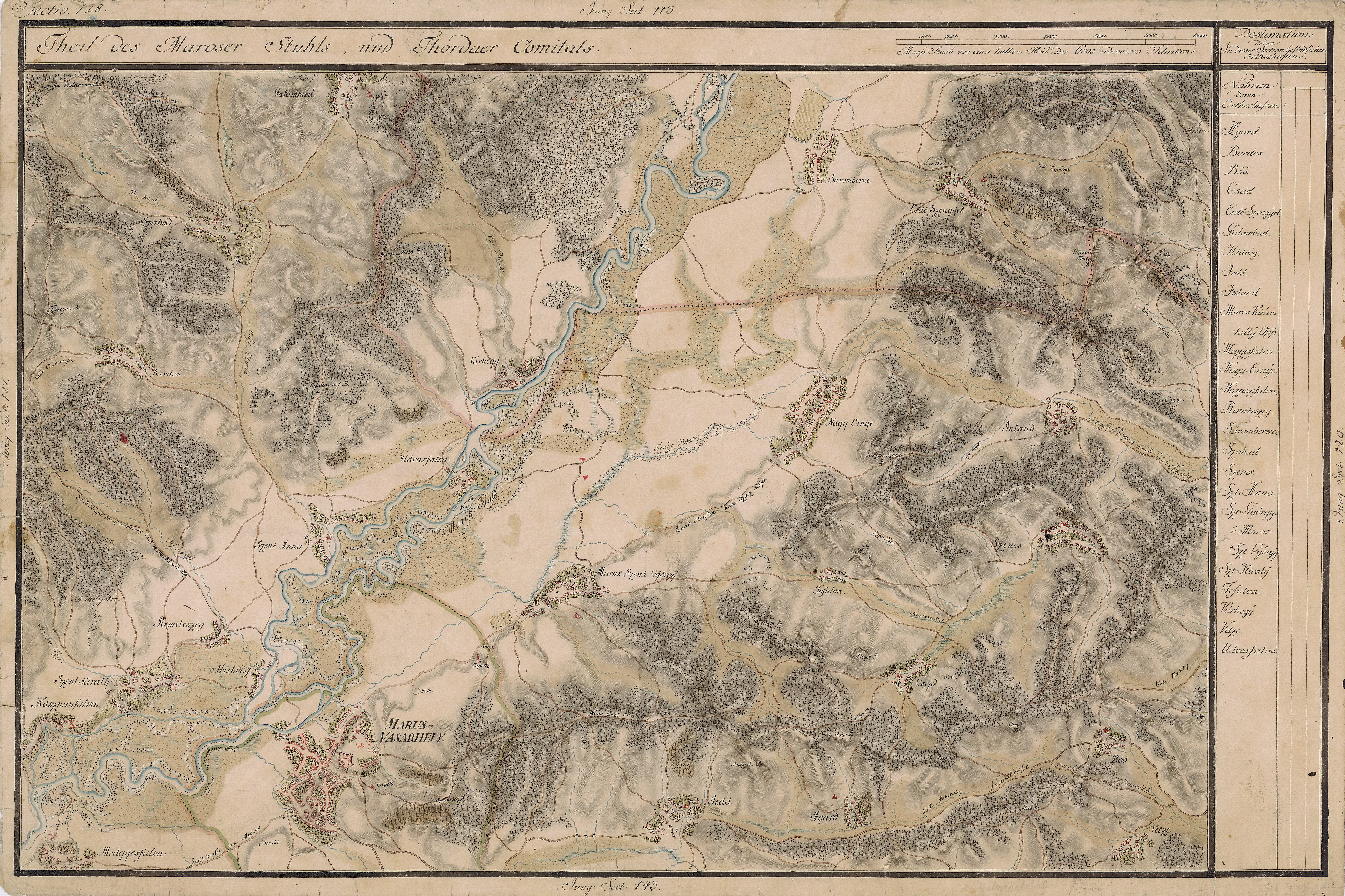
Târgu Mureș ca Marus Vásárhely pe Harta Iosefină

Dieta Transilvaniei (maghiară Erdélyi Dieta) a fost organul constituțional și politic pre-parlamentar al Principatului Transilvania, creat în secolul al XVI-lea și format din reprezentanții stărilor celor trei națiuni privilegiate (maghiarii, sașii și secuii) și ai religiilor recepte (romano-catolică, evanghelic-lutherană, reformată și, mai târziu, cea unitariană).
Dietele ardelenești au fost ținute în mai multe localități, de cele mai multe ori în orașe sau târguri situate în zona centrală a Transilvaniei, pe lângă cele mai importante drumuri, în centre demografice și economice importante. Locul de adunare a stărilor s-a stabilizat într-o oarecare măsură la Alba Iulia numai la sfârșitul secolului al XVI-lea. Până în 1613 în acest sens Târgu Mureșul a ocupat un loc de frunte, fiind al patrulea în ordinea așezărilor gazdă. Orașul a fost locul de întrunire frecventă a stărilor în cele mai tulburi două perioade din istoria Principatului Transilvaniei, adică în epoca de formare a noului stat și în intervalul de criză politică 1658-1661.
În prezența principelui Ioan Sigismund Zápolya, la 6 ianuarie 1571 dieta de la Târgu Mureș a hotărât adoptarea libertății conștiinței religioase în Transilvania a celor patru confesiuni: romano-catolic, reformat, evanghelic și unitarian. Neincluderea ortodocșilor care formau majoritatea populației din Transilvania a constituit o imensă discriminare care a dus la creșterea tensiunilor sociale. Această discriminare avea să fie reflectată și la rang de dietă

### Perioada dualismului austro-ungar
Pentru mai multe detalii despre acest subiect, vedeți Dualismul austro-ungar.

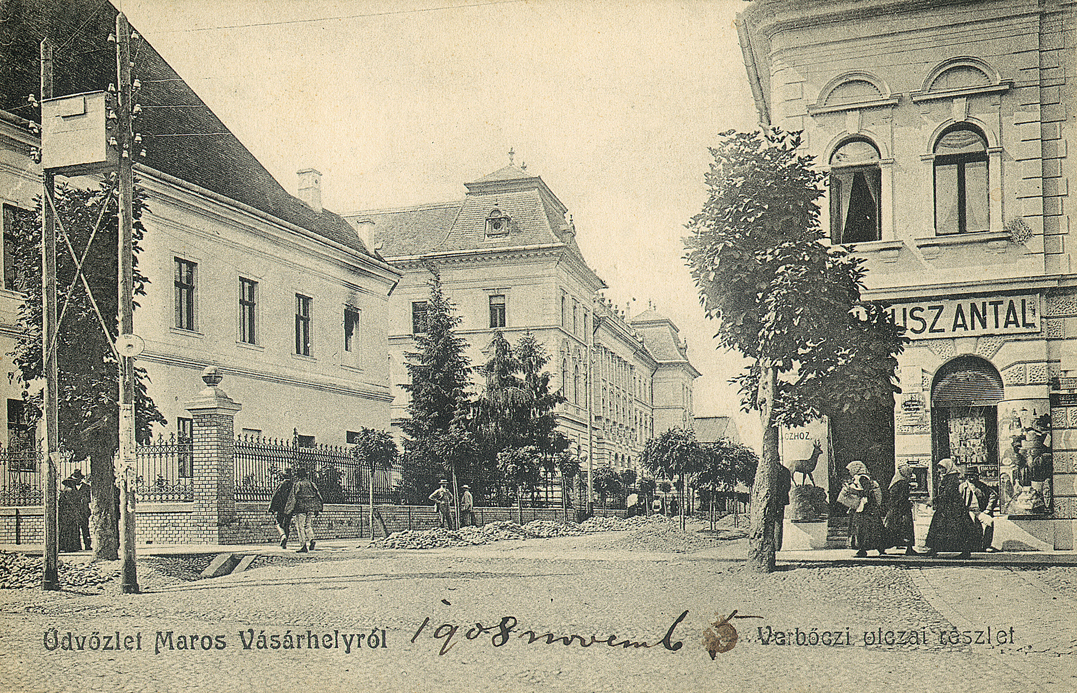
Tabula Regia și noua judecătorie din strada Verbőczy, astăzi Justiției

În urma reformei administrative din 1876 scaunele secuiești și săsești, juridic autonome au fost desființate, apoi încorporate în cele 15 noi comitate. Astfel orașul Târgu Mureș care până atunci a fost capitala Scaunului Mureș a devenit reședința Comitatului Mureș-Turda. Noua entitate administrativă a inclus vechiul scaun secuiesc și o parte din regiunea Turda.
În această perioadă era realizată inițiată infrastructura feroviară din Transilvania din care mare parte e folosită și astăzi. Prin construirea liniei secundare Războieni-Târgu Mureș în 1871, iar apoi prin linia de circulație locală Târgu Mureș-Reghin în 1886, atracția economică a localității s-a lărgit. Prin punerea în funcțiune a căii ferate de centură și calea ferată îngustă Târgu Mureș-Sovata, orașul a devenit un nod de cale ferată.
Ca urmare a reorganizării structurii armatei Ungariei dualiste, prin promulgarea Legii forțelor de apărare din anul 1869, a început construcția structurii armatelor naționale distincte pentru Austria și Ungaria din convenția din 1864. Sediul regimentului de cavalerie al honvezilor unguri a fost stabilit la Târgu Mureș. În context, una din stringentele probleme de organizare militară a fost realizarea cazărmii cavaleriei. Acest proces s-a realizat în urma unor consultări între conducerea orașului și comenduirea militară din localitate.

#### Epoca Bernády
Pentru mai multe detalii despre acest subiect, vedeți György Bernády.

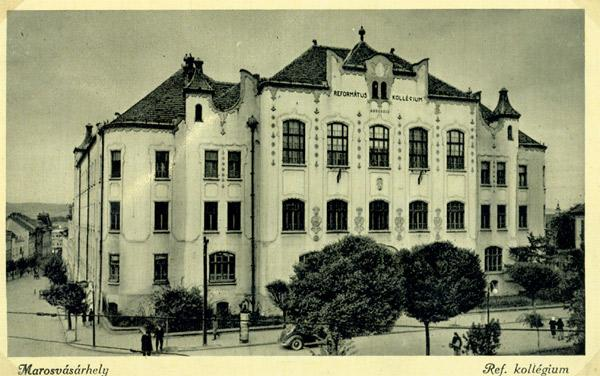
În Colegiul Reformat au făcut studiile Gheorghe Șincai și Petru Maior

Perioada între anii 1902-1912 de la începutul secolului al XX-lea este intervalul de timp în care mandatul de primar era ocupat de Dr. György Bernády, care a reușit să schimbe radical imaginea orășelului de la început de secol, reprezentând necontenit interesele cetățenilor. El s-a născut în Beclean și a urmărit studiile la Târgu Mureș, apoi la Budapesta, unde a devenit doctor în farmacie, dar s-a licențiat și în științe juridice. Bernády a început cariera politică ca deputat de Târgu Mureș în Parlamentul din capitala Ungariei.
În 1902 când a ajuns primarul orașului a ținut un discurs de program în care declarat că „va crea un oraș nou”. Conducerea orașului a pus un accent deosebit în primii ani pe crearea infrastructurii: dezvoltarea distribuției și furnizării energiei electrice prin construirea generatorului în Canalul Turbinei, realizarea digului pe Mureș, precum și construirea unui sistem de alimentare cu apă și canalizare. Tot atunci s-a modernizat abatorul din strada Tamás Ernő, s-au asfaltat 117 de străzi, s-au amenajat alei, parcuri și piețe. În 1904 s-a construit fabrica de cărămidă pentru a putea acoperi necesitățile de materiale de construcție care au fost necesare pe șantiere în anii următori.
Marosi Barna, cercetătorul lui Bernády și autorul diferitelor cărți îl caracterizează pe primar ca un om, care „a știut să facă bani”, fapt demonstrat de relațiile strânse ținute cu reprezentanții guvernului în diferite ministere. Astfel s-a putut construi în numai un deceniu un șir de clădiri pentru instituții, cum ar fi școlile primare de stat de pe strada Jókai (azi strada Eminescu), de pe strada Sándor János (azi strada Gheorghe Doja) și de pe strada Híd. Tot atunci s-a înființat casa de copii, Școala Superioară de Comerț (azi Universitatea „Petru Maior”), Gimnaziul Romano Catolic (azi Colegiul Național „Unirea”), Școala Superioară de Fete (azi Colegiul Național “Al. Papiu Ilarian”), Serviciul de Gospodărie Comunală și a primit un complex de ansamblu nou Colegiul Reformat.
Spre sfârșitul mandatului edilul șef devenea tot mai îndatorat șantierelor. Presa locală îl critica deseori pentru planurile mărețe, despre care spunea că Bernády ar avea o megalomanie nelimitată. În aceste valuri incomode au fost construite cele două clădiri reprezentative din Centru după proiectele executate de perechea de arhitecți budapestani Komor Marcell și Jakab Dezső. În 1908 s-a terminat construirea noului sediu al Primăriei cu de trei etaje, construită în stilul secesionist maghiar, cu turn înalt și grațios. Între 1911 și 1913 orașul a mai primit o clădire: Palatul Culturii, numit atunci Casa de Cultură „Ferenc József”, o altă operă de artă construită în stil secesionist cu o orgă de 62 de registre, fabricată de frații Rieger.

### Perioada interbelică

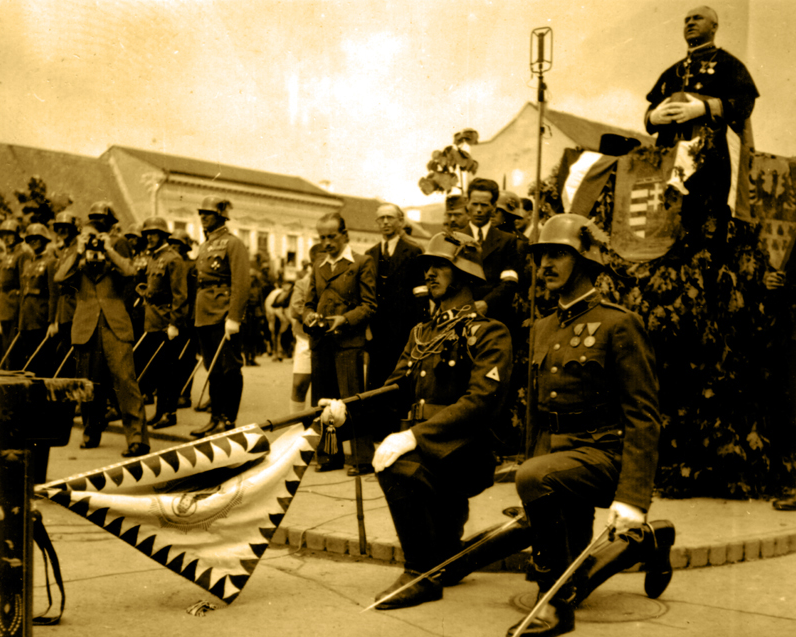
Soldați horthyști în 15 septembrie 1940

Tratatul de la Trianon a consfințit trecerea către statele succesoare a 71 % din teritoriul Ungariei și a 63 % din populație. Frontierele noi, în anumite cazuri, nu au urmărit granițele etnice, astfel încât peste 3,3 milioane de maghiari au ajuns în afara teritoriului Ungariei, o parte semnificativă a lor trăind chiar pe lângă granițele noi. Situația era similară și în cazul Târgu Mureșului, ai cărui locuitori au fost în mare majoritate maghiari. În anul 1910 89,3 % din totalul locuitorilor din Târgu Mureș au fost maghiari. Românii au alcătuit 6,7 % din populația orașului.
În urma primului arbitraj de la Viena (2 noiembrie 1938), Ungaria obținuse o porțiune din Slovacia (ținut supranumit Felvidék, „Provincia de Sus”, în timpul Imperiului Austro-Ungar), iar la mijlocul lunii martie 1939 ocupase Ucraina Subcarpatică (Rutenia) autonomă — regiunea Transcarpatia de astăzi din Ucraina. Ungaria interbelică dorea printr-o politică revizionistă să obțină și celelalte teritorii care aparținuseră Transleithaniei și pe care le pierduse în urma înfrângerii din Primul Război Mondial prin Tratatul de la Trianon, în special Transilvania.
Dictatul de la Viena a fost încheiat la 30 august 1940, prin care Ungaria a obținut o mare parte din Transilvania. La aflarea acestei vești, clopotele bisericilor maghiare din centrul orașului au fost trase. Totuși prima armată care a trecut peste Târgu Mureș a fost Gyorshadtest condusă de Béla Miklós la data de 10 septembrie 1940, care a avut ca misiune ocuparea regiunilor mai sudice, în special zona Trei Scaune. Manifestațiile principale au fost ținute cu cinci zile mai târziu, la data de 15 septembrie când locuitorii din oraș au așteptat sosirea trupelor din Szekszárd în frunte cu Vilmos Nagy. Miklós Horthy a fost prezent la manifestațiile principale din 16 septembrie 1940.
Sfârșitul anilor '30 și începutul anilor '40 au fost marcați de întețirea manifestărilor antisemite precum și a legislației din ce în ce mai aspre împotriva evreilor atât în România cât și în Ungaria. Aceștia au fost delimitați în mod progresiv de populația majoritară, au fost expulzați din sistemul de învățământ, din slujbe și asociații profesionale, au fost expropriați, le-au fost limitate sau interzise legăturile cu restul populației, mulți dintre bărbați au fost recrutați în detașamente de muncă forțată etc.
Apogeul acestor persecuții a fost atins în 1944 cu efecte dezastruoase pentru comunitatea evreilor din Târgu Mureș care reprezenta aproximativ 13-16 % din populația orașului. Aceștia, precum și evreii din localitățile înconjurătoare, au fost concentrați în luna mai în ghetoul Târgu Mureș și deportați cu trenurile la Auschwitz în perioada 27 mai – 8 iunie 1944.
Perioada 1944–1948, atât în spațiul est european cât și pe plan local, a fost etapa acaparării puterii de către partidele comuniste. După sfârșitul războiului a început reorganizarea administrativă, culturală și socială a orașului. În această perioadă a fost înființat Teatrul Secuiesc la inițiativa unei grup intelectual în fruntea cu Miklós Tompa. Primul teatru permanent a început activitatea la data de 10 martie 1946 cu prezentarea operei Mosoly országa de Franz Lehár, cu ajutorul actorilor orădeni de renume György Lóránt și Irén Kovács în Palatul Culturii. În 1948, după reforma învățământului, a fost înființat Institutul Medico-Farmaceutic, un institut de sine stătător cu limba de predare maghiară, cu următoarele facultăți: medicină generală, pediatrie, igienă, stomatologie și farmacie.

### Perioada postbelică
Schimbările politice de după 1944 au contribuit la întărirea pozițiilor organizațiilor de stânga în oraș. Structurile locale ale Partidului Comunist Român au fost reorganizate la sfârșitul anului 1944, din inițiativă locală. Începând din 1946 în persoana lui József Soós Târgu Mureșul a avut deja un primar care reprezenta partidul. Toate funcțiile politice, administrative și economice treptat erau ocupate de membrii PCR sau de persoane sprijinite de către nomenclatura comunistă.
În 8 septembrie 1950 a avut loc prima reorganizare administrativă postbelică a României, după modelul sovietic și transformarea celor 58 de județe în 28 de regiuni și 177 de raioane. Doi ani mai târziu a avut loc o primă reorganizare a acestui sistem, în urma căreia, prin comasarea a zece raioane din fostele regiuni Mureș și Stalin, s-a înființat Regiunea Autonomă Maghiară. Capitala regiunii cu o populație preponderantă maghiară a fost în Târgu Mureș. Unitatea administrativă a fost desființată prin noua organizare teritorială adoptată în 16 februarie 1968. Astfel, s-a renunțat la organizarea administrativă de tip sovietic și s-a revenit la județ ca unitate administrativă, sistem care este folosit și în prezent. Din acest motiv orașul a pierdut din puterea politică de decizie regională și a devenit reședința Județului Mureș.
În perioada socialismului național (termen folosit de istorici pentru intervalul de timp între 1967-1989, când președintele Consiliului de Stat al Republicii Socialiste România a fost Nicolae Ceaușescu) au fost derulate investiții masive în industrie. În acest context a avut loc înființarea Combinatului Chimic Azomureș în anul 1962, ceea ce a necesitat atragerea forței de muncă din zonele rurale limitrofe locuite preponderent sau parțial de etnici maghiari. Însă conducerea partidului a luat decizia ca municipiul Târgu Mureș să fie declarat oraș închis. Astfel numai acele persoane au putut primi autorizații de stabilire, apoi apartament în noul cartier, numit Tudor Vladimirescu, care au fost angajați în localitate prin numire. Planurile autorităților prin mutarea locuitorilor din Moldova în Târgu Mureș, au fost de schimbare a compoziției etnice, fapt demonstrat de documentele secrete ale fostului comitet județean PCR. Potrivit documentului din stânga, în Târgu Mureș până la finele cincinalului, adică până în 1990, populația de etnie română ar fi trebuit să depășească 58-60% din totalul populației. Însă cu ocazia recensământului din 1992, populația maghiară a rămas majoritară și numai în 2002 comunitatea română a depășit pragul de 50% fapt datorat și începutului plecării maghiarilor și germanilor din oraș.

### După revoluția din 1989

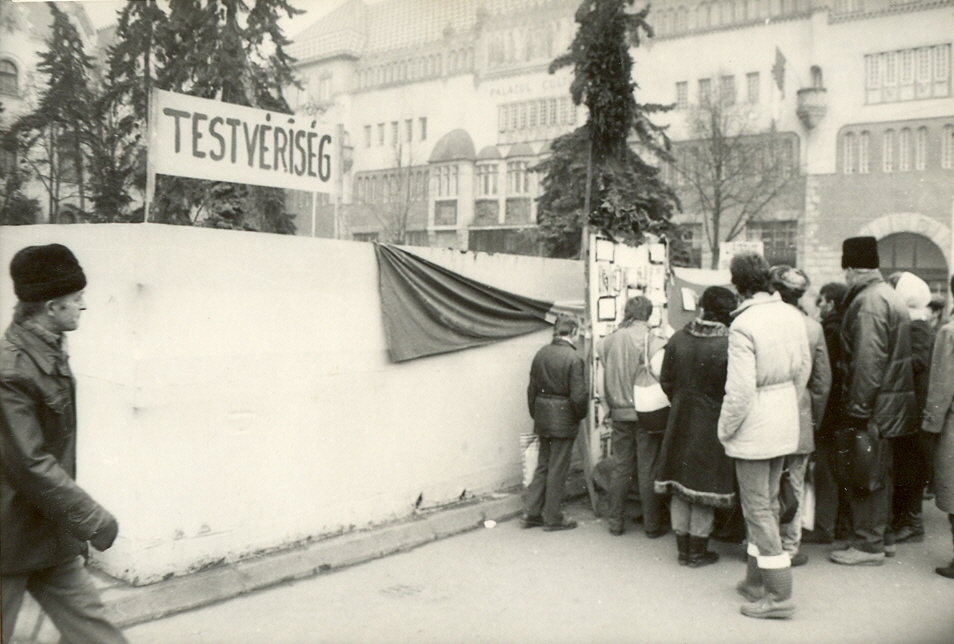
Centrul în timpul revoluției

Sfârșitul anului 1989 găsește orașul cuprins de febra dorinței de schimbare. Regimul comunist, ca și în celelalte orașe ale țării, este privit cu ostilitate, astfel că, atunci când tonul destrămării comunismului dat la Timișoara s-a făcut auzit în toată țara, mureșenii și-au adus și ei contribuția la demolarea vechilor structuri. Morții din acele zile tulburi ale începutului democrației din România stau drept mărturie a evenimentelor tragice, premergătoare formării României post-comuniste.
La mitingul desfășurat în 21 decembrie 1989, în piața centrală a orașului au participat câteva mii de persoane. A fost organizată o tribună populară, la care diferiți revoluționari și-au exprimat nemulțumirile față de regimul comunist. În timpul evenimentelor au existat conflicte între armată și revoluționari, urmate de schimburi de focuri, mai mulți oameni fiind răniți, iar unii uciși. Adrian Hidoș, Károly Pajka, Ilie Muntean, Sándor Bodoni, Ernő Tamási, din rândul revoluționarilor, Adrian Mare, András Puczi și Szilárd Takács, din rândul militarilor, au decedat.
În 22 februarie 2000 ca semn de cinstire pentru jertfele aduse și pentru eroismul manifestat în lupta pentru victoria Revoluției din decembrie 1989, municipiul Târgu Mureș este declarat Oraș-martir.

#### Martie 1990
La 10 februarie 1990 la Târgu Mureș aproape 100 000 maghiari au participat la un marș al tăcerii, ținând în mână o carte și o lumânare. Participanții cereau reînființarea Universității Bolyai din Cluj, reorganizarea rețelei de școli cu predare în limba maghiară, dreptul de a folosi liber limba maghiară și retrocedarea imobilelor confiscate de autoritățile comuniste.
În martie 1990, a apărut o inscripție în limba maghiară pe o farmacie din Cartierul Tudor și a fost organizată prima comemorare postcomunistă, liberă, a Zilei Maghiarilor de Pretutindeni, cu însemnele comunității și drapele ungare.
Comunitatea maghiară a simțit euforia libertății cauzată de căderea regimului național comunist, în care drepturile colective au fost șterse, și a crezut că a sosit timpul pentru redobândirea drepturilor pierdute. Pe cealaltă parte, comunitatea română din Târgu Mureș era frustrată de unele schimbări apărute, și de unele revendicări ale etnicilor maghiari. Astfel, evenimentele au degenerat rapid, pe fondul contramanifestațiilor organizate de români, soldate cu ciocniri de stradă între români și maghiari în 19 și 20 martie. În ambele grupări din Centru, separați de un cordon de polițiști, au existat lideri care au lansat îndemnuri provocatoare.
La conflictul izbucnit au participat, pe lângă românii din Târgu Mureș, și țărani români din satele de pe Valea Gurghiului, veniți organizat cu autobuzele și înarmați cu bâte și unelte agricole, la îndemnul primarului sau preotului. Pe de altă parte, în conflict au intervenit și localnici maghiari de pe Valea Nirajului, care au incendiat autobuzele cu care veniseră românii din Ibănești sau Hodac.
Potrivit Parchetului de pe lângă Curtea de Apel Târgu Mureș, evenimentele din martie 1990 s-au soldat cu cinci morți și sute de răniți, din care 190 de români și 88 de maghiari.

## Administrație
Municipiul Târgu Mureș este administrat de un primar și un consiliu local compus din 23 consilieri. Primarul, Zoltán Soós,  politician independent, este în funcție din 2020. Începând cu alegerile locale din 2024, consiliul local are următoarea componență pe partide politice:
|  | Partid                                 | Consilieri | Componența Consiliului | Componența Consiliului | Componența Consiliului | Componența Consiliului | Componența Consiliului | Componența Consiliului | Componența Consiliului | Componența Consiliului | Componența Consiliului | Componența Consiliului |
|  | -------------------------------------- | ---------- | ---------------------- | ---------------------- | ---------------------- | ---------------------- | ---------------------- | ---------------------- | ---------------------- | ---------------------- | ---------------------- | ---------------------- |
|  | Uniunea Democrată Maghiară din România | 10         |                        |                        |                        |                        |                        |                        |                        |                        |                        |                        |
|  | Partidul Social Democrat               | 6          |                        |                        |                        |                        |                        |                        |                        |                        |                        |                        |
|  | Partidul Național Liberal              | 3          |                        |                        |                        |                        |                        |                        |                        |                        |                        |                        |
|  | Alianța pentru Unirea Românilor        | 2          |                        |                        |                        |                        |                        |                        |                        |                        |                        |                        |
|  | Partidul Oamenilor Liberi              | 2          |                        |                        |                        |                        |                        |                        |                        |                        |                        |                        |

### Împărțirea administrativă
Suprafața totală a orașului este de 66,96 km2 și are 203,1 km rețea de transporturi auto, 175 km străzi, 236 km rețea canalizare publică, 225 km rețea apă potabilă și 197 km rețea de gaze naturale. Fondul funciar este de 4930 ha din care 2690 ha în intravilan, iar 2240 ha în extravilan. Suprafața totală a spațiilor verzi este de 223,4 ha.
Fondul total de locuințe este 57 070, împărțite în următoarele cartiere: Ady Endre, Aleea Carpați, Budai Nagy Antal, Centru, Cornișa, Dâmbul Pietros, Cartierul Gării, Libertății, Livezeni, Mureșeni, Substejăriș, Tudor Vladimirescu, Valea Rece și Unirii.

### Zona metropolitană
Municipiul este centrul Zonei Metropolitane Târgu Mureș, ce cuprinde lângă reședința județului Mureș 12 comune învecinate acestuia, constituită în scopul creării de noi oportunități de afaceri, al construcției și amenajării de locuințe și locuri de recreere, al atragerii de investiții mai consistente, și al coordonării mai bune a proiectelor de mediu și infrastructură.

## Simbolurile orașului

Stema actuală

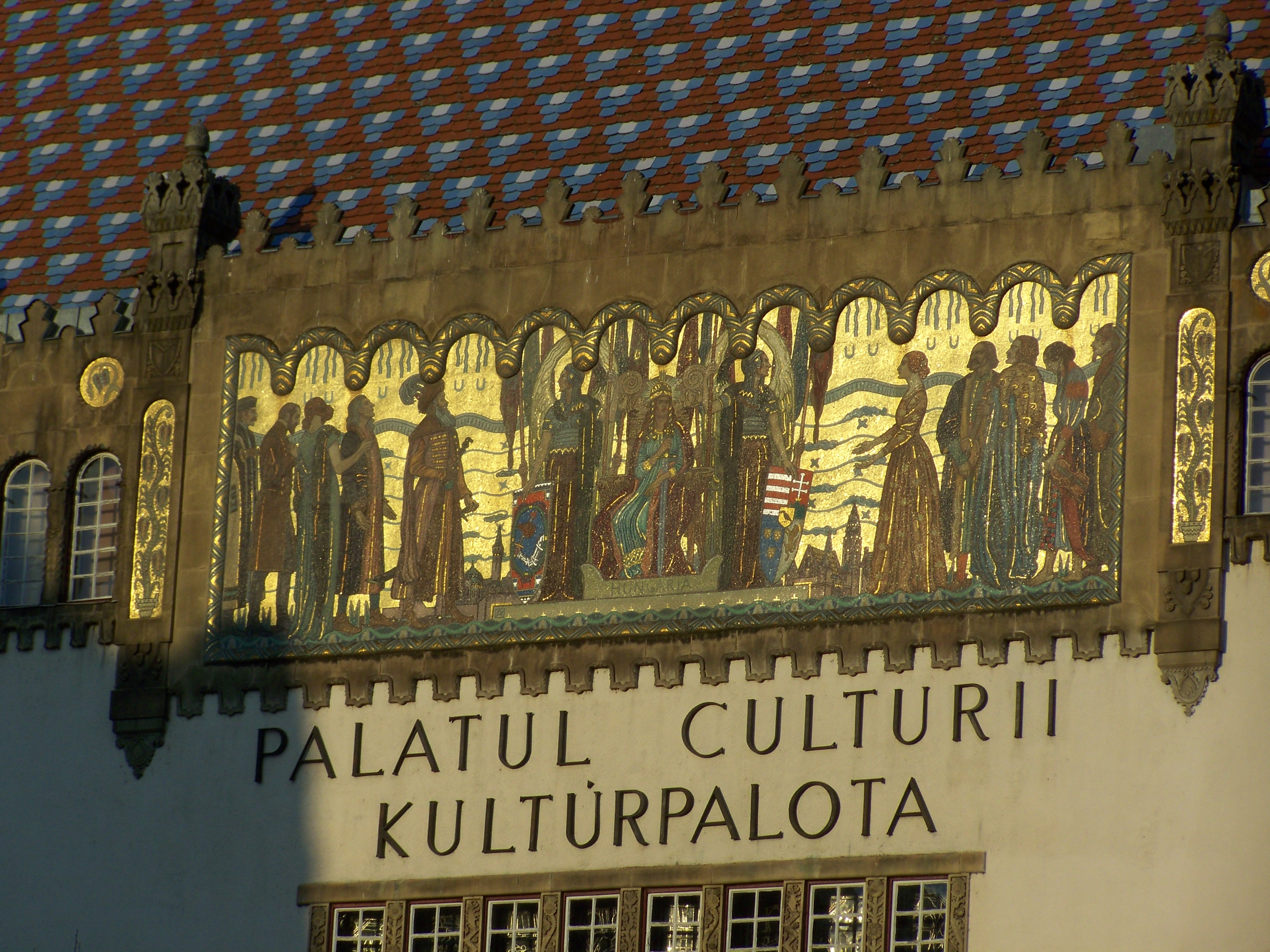
Stema orașului pe scutul ținut de femeia din partea stângă al tronului

Drapelul orașului

Actuala stemă a municipiului Târgu Mureș a fost adoptată de Guvernul României în 9 iunie 2000 cu numărul 486. Luarea deciziei a fost făcută după ce majoritatea consilierilor locali au decis reîntoarcerea la valorile istorice după o lungă perioadă a comunismului în care tot ce era vechi a devenit neglijat.
Stema orașului este compusă dintr-un scut în care, pe câmp albastru, un braț drept armat din argint ține transversal spre colțul stâng superior al scutului o spadă din argint, cu mânerul și garda din aur, străpungând un cap natural de urs, iar în colțul din dreapta sus se află o balanță din aur cu talgerele în echilibru. Scutul este timbrat de o coroana murală din argint cu șapte turnuri crenelate care a fost folosit încă în perioada interbelică.
Elementele folosite au o conotație simbolică. Brațul armat cu spadă din argint străpungând un cap natural de urs simbolizează lupta pentru apărare, eroism, vitejie și sacrificiu pentru cauza nobilă. Astfel stema face aluzie la faptul că orașul cu Cetatea Medievală a avut un rol important în istoria Ținutului Secuiesc, iar luptele sub zidurile cetății n-au sfârșit în fiecare dată cu succese. Între anii 1602–1603 trupele lui Basta au cucerit orașul și au dat foc atât caselor oamenilor, cât și Bisericii Reformate. Balanța din aur cu talgerele în echilibru reprezintă rolul pe care l-au avut unele instituții, cum ar fi Tabula Regia, prima dată în sistemul judiciar din Scaunul Mureș, apoi cel din Transilvania. Coroana murală din argint cu șapte turnuri crenelate simbolizează rangul de reședință de municipiu.
| Stema | Descrierea | Perioada   |
| ----- | --- | ---------- |
|       | Potrivit surselor istorice această stemă este cea mai veche din Ținutul Secuiesc, fiind diferitele variante utilizate încă în Evul Mediu. Coroana pe spadă din argint face aluzie la faptul că municipiul Târgu Mureș a fost singurul oraș din scaunele secuiești care deținea rangul de oraș liber regesc (în maghiară szabad királyi város). Rangul privilegiat a fost conferit de principele Gábor Bethlen în anul 1616. Pe documentul colorat prin care Bethlen dădea noul titlu pentru localitate se poate găsi în colțul de stânga această stemă. | Dualism    |
|       | Ca noutate în stema interbelică apare murala din argint cu șapte turnuri crenelate care simbolizează rangul de reședință de municipiu. Totodată acest semn este specific statului român astfel subliniind noua apartenență a orașului. | Interbelic |
|       | Heraldica în timpul comunismului s-a schimbat radical în toate aspectele stilistice. Pe scutul nonconformist au dispărut vechile simboluri și au apărut cele noi, care fac trimitere la realizările socialiste ceea ce privește industria și educația. Astfel stema este separată în trei fâșii: cea din sus este dominată de Cetatea Medievală, iar în partea de jos apar turnurile combinatului Azomureș și o flacără cu carte, simbolizând orașul devenit centru universitar.                                                                        | Comunism   |

Steagul municipiului este alcătuit din trei dungi paralele de culoare albastră și albă, iar pe partea centrală ocupă loc stema orașului pe fondul alb. Acest simbol este prezent în toate instituțiile primăriei și este arborat cu ocazia evenimentelor importante în viața localității pe stâlpii de iluminat public din Centru.

## Peisaj urban

### Centru

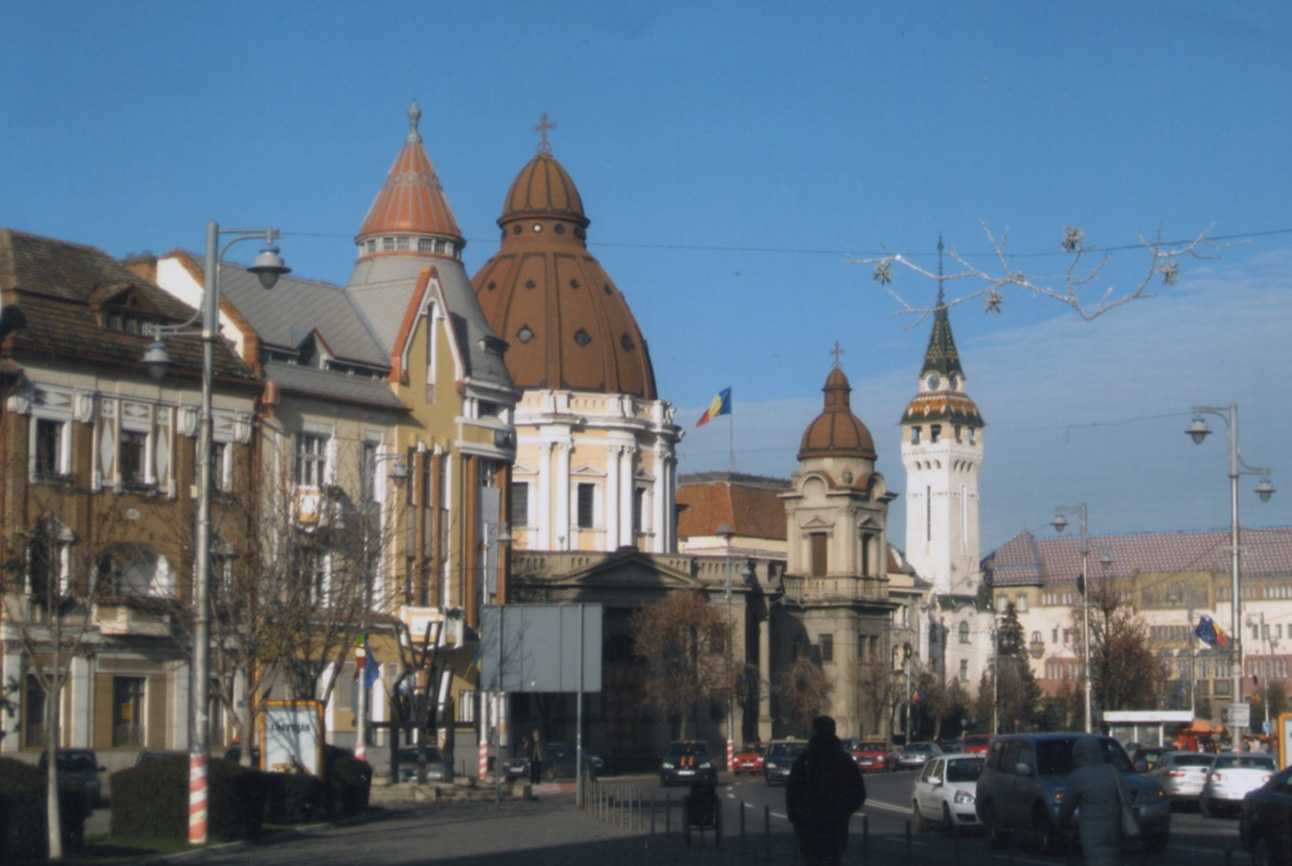
Aspect din centru

Orașul Târgu Mureș are o ofertă bogată în ceea ce privește activitățile specifice turismului. Alături de activități de recreere, populația orașului sau turiștii au la dispoziție o serie de obiective care pot fi vizite pentru a cunoaște istoria locurilor și a populației care trăiește în această zonă.
Deși în Târgu Mureș nu s-au păstrat clădiri deosebit de vechi, orașul trecând prin mai multe incendii de-a lungul timpului, de exemplu trupele generalului Basta au incendiat orașul în 1601–1602. Astfel, acoperișul Bisericii Reformate din Cetate a fost mistuit de flăcări. Vechea urbe reușește să-și păstreze aerul de oraș medieval, cel puțin în partea nordică din Centru. Aici se află un reper al orașului și totodată un punct turistic important, Cetatea medievală, precum și Biserica Reformată din Cetate. Construită la începutul secolului XVII, având ziduri și bastioane puternice, bine păstrate până astăzi, amintește de puterea economică a orașului din Principatul Transilvaniei. Din cele șapte bastioane cinci au fost construite de către breslele locale, iar în prezent aici se desfășoară activități culturale. Cetatea este și locul unde au loc diferite acțiuni cultural-artistice, existând expoziții de pictură, fotografie.

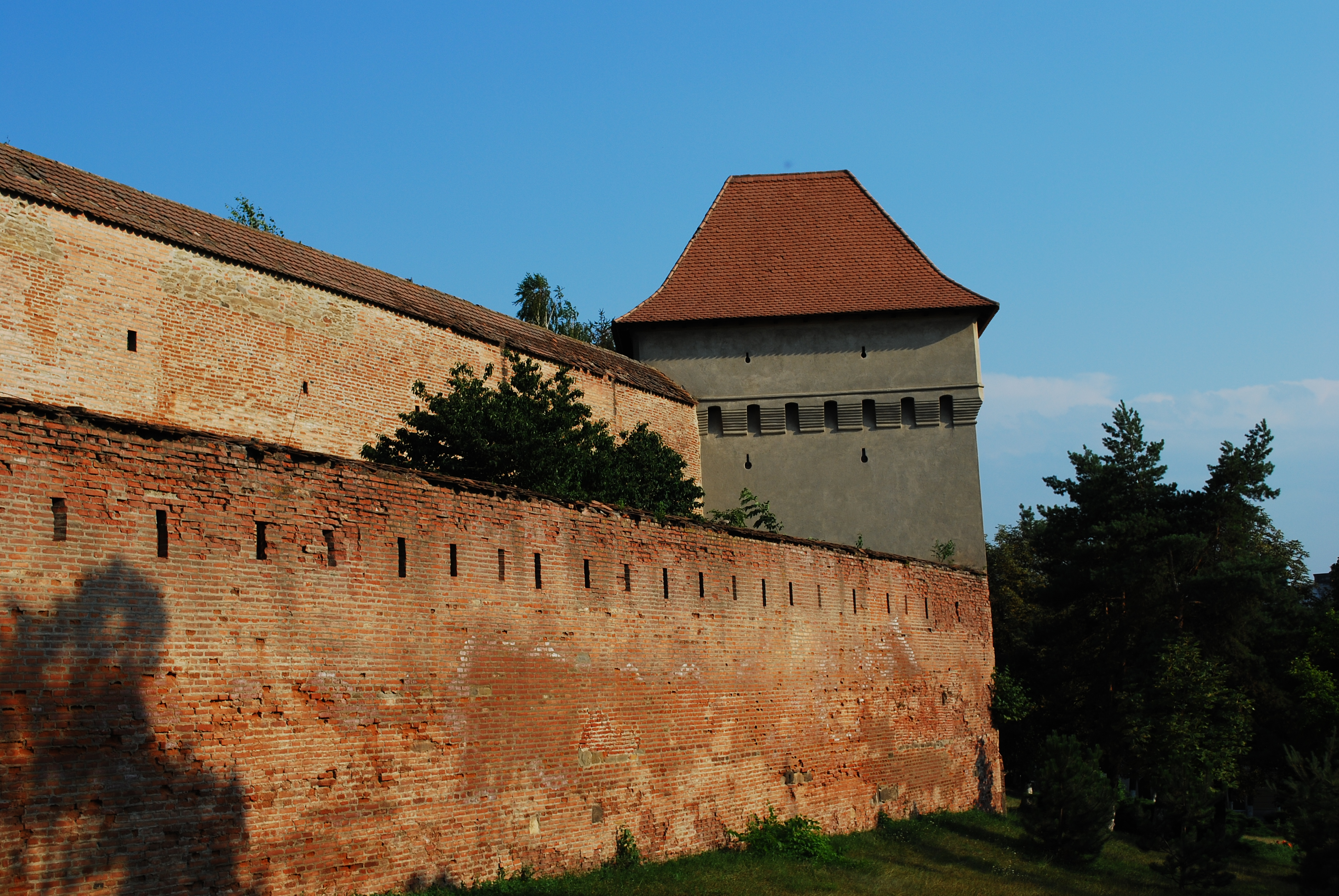
Cetatea medievală din Târgu Mureș

Cetatea medievală prezintă în incinta acesteia Biserica Reformată din Cetate cu o arhitectură gotică din secolul XIV-lea. Biserica a fost construită în secolul al XIV-lea de ordinul franciscan din Târgu Mureș, dar a fost finalizată în totalitate abia în 1490. În timpul reformei protestante, populația orașului a devenit în majoritate reformată, motiv pentru care fost schimbat și cultul bisericii. În secolele următoare au fost făcute modificări interioare, astfel barocul a devenit dominant.
Clădirea Bibliotecii Teleki-Bolyai a fost construită între anii 1799-1804, sub îndrumarea directă a contelui Sámuel Teleki, fondatorul bibliotecii. Fondul de bază al bibliotecii îl constituie cele 40 000 de volume, printre care 66 de incunabule și o mulțime de opere și ediții rare din colecția personală a contelui. Prima bibliotecă publică din Centrul și Estul Europei a fost deschisă la Târgu Mureș. În secolul trecut 80 000 de volume de valorare amplă din Colegiul Reformat au fost mutate la biblioteca din Piața Bolyai, astfel a rezultat Fondul „Teleki-Bolyai”. Aici se află unul din cele mai importante registrări scrise a limbii maghiare, intitulat Marosvásárhelyi sorok (în română Rândurile din Târgu Mureș), care provine din secolul al XIV-lea. Documentul face parte din Codexul Koncz și a fost găsit abia în 1957 de către Elek Farczády. În Biblioteca Teleki-Bolyai funcționează Muzeul Bolyai pentru a aduce omagiu matematicienilor mureșeni, Farkas Bolyai și János Bolyai.

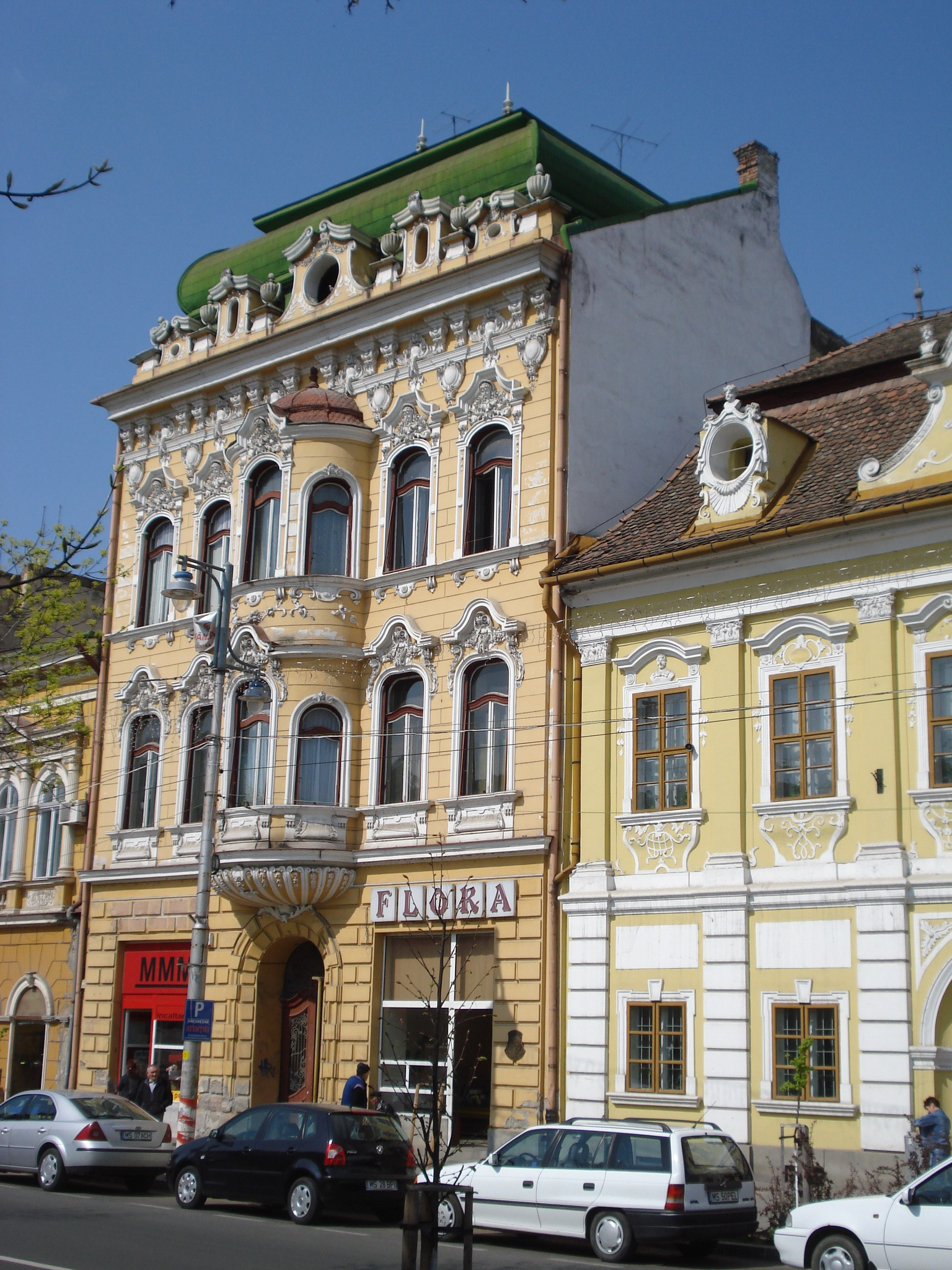
Casa Bányai din Piața Trandafirilor

Piața centrală, Piața Trandafirilor, renumită datorită trandafirilor care împodobesc piața în ultimii zeci de ani, este locul în care se desfășura „Târgul de pe Mureș” fiind totodată și punctul central din care orașul a început să se extindă. În Piața Trandafirilor se regăsesc și principalele simboluri arhitecturale ale orașului, care amintesc de vechiul târg din perioada medievală sau de orașul în plină dezvoltare din perioada dualismului.
Primarul municipiului din începutul secolului al XX-lea, Dr. György Bernády la festivitatea ținută din ocazia devenirii edilul șef al localității Târgu Mureș a declarat că va crea un nou oraș. În timpul mandatului său nu numai infrastructura modernă a fost creată, ci și nenumărate instituții și clădiri reprezentative, cum ar Palatul Culturii și vechea Primărie, care se află în partea de jos a pieței centrale. Aceste clădiri arată dinamismul și puterea de deschidere a orașului față de noile stiluri, cum ar fi Art Nouveau sau eclectismul.

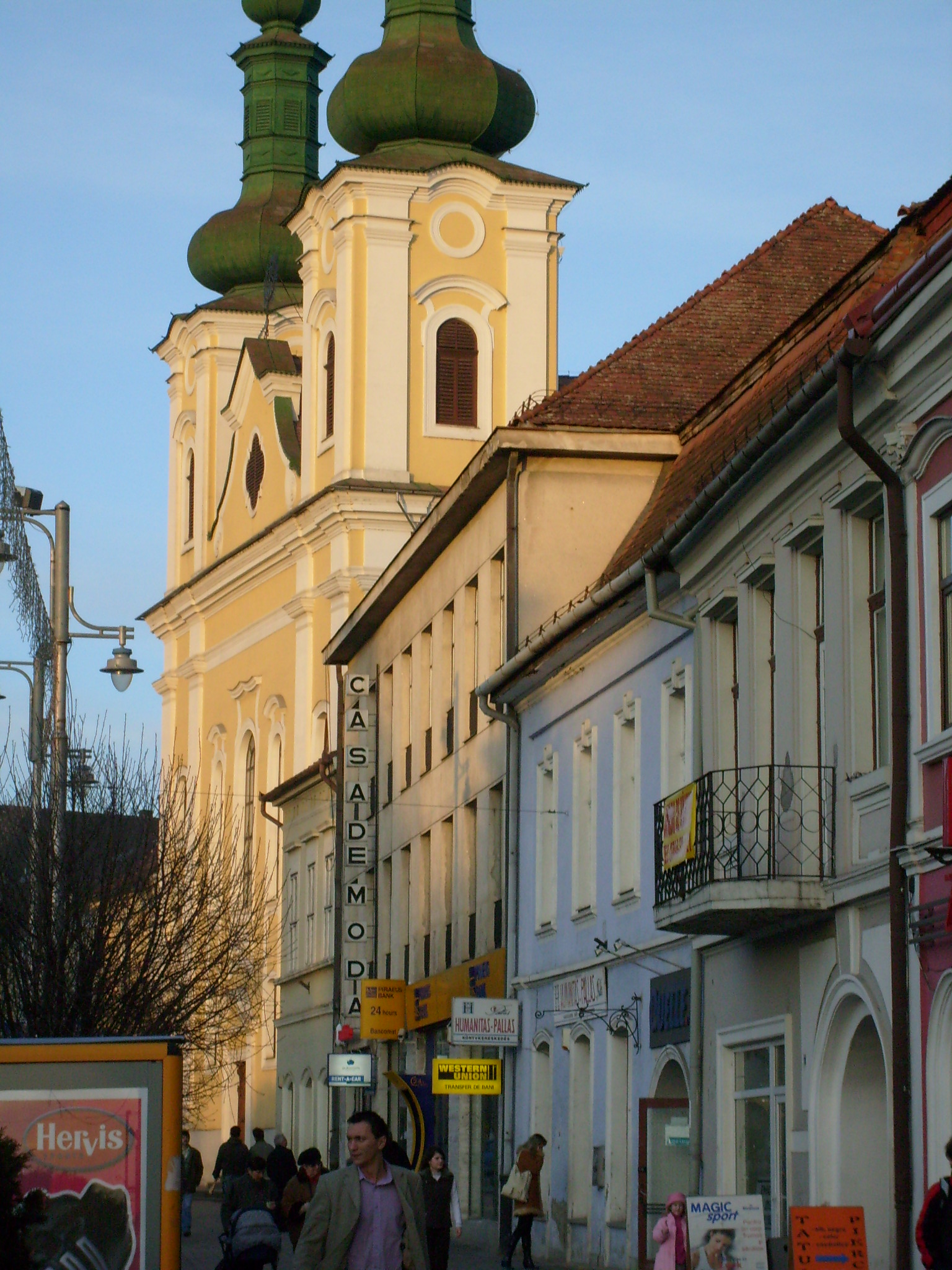
Orașul dominat de baroc

În partea opusă a pieței Palatul Apollo și Teatrul Național sunt dovada vie a evoluție orașului de la târg la centru cultural. O arhitectură aparte poate fi remarcată vizitând o serie de clădiri de o reală însemnătate pentru viața culturală a orașului precum Casa Teleki, Casa Bányai, Casa Köpeczi sau Casa cu Arcade.
Tradiția, cultura și istoria orașului poate fi cunoscută vizitând muzeele orașului situate în zona centrală a orașului: Muzeul de Etnografie și Arta Populară, Muzeul de Științele Naturii, Muzeul de Artă, Muzeul de Arheologie și Istorie care alcătuiesc împreună Muzeul Județean Mureș.
Multiculturalismul și-a lăsat amprenta asupra istoriei orașului, dar și asupra arhitecturii orașului, mărturie stând edificiile religioase ale diferitelor culte. Cele mai reprezentative astfel de edificii sunt: Biserica Buna Vestire, Biserica Sf. Ioan Botezătorul, Biserica Franciscanilor, Biserica Minoriților, Biserica Reformată din Cetate, Biserica Reformată Mică, Sinagoga Status Quo Ante, Biserica Înălțarea Domnului, Biserica Unitariană.
Identitatea orașului este reprezentată prin intermediul monumentelor și statuilor presărate pe întreg spațiul Târgu Mureșului. Cele mai semnificative sunt monumentul celor doi Bolyai, monumentul latinității, Monumentul Secuilor Martiri, cât și statuile care îi reprezintă pe György Aranka, Avram Iancu, Béla Bartók, György Bernády, Alexandru Papiu Ilarian, Tamás Borsos, Károly Kós, Sándor Kőrösi Csoma, Petru Maior, Sándor Petőfi, Ferenc Rákóczi al II-lea și Gyula Vályi.

### Oraș
Facilitățile existente pentru petrecerea timpului liber sunt în strânsă legătură cu așezarea geografică a orașului. Orașul fiind amplasat pe cursul râului Mureș a făcut posibilă construirea unui complex de agrement (cunoscut sub denumirea Weekend). În interiorul complexului există mai multe bazine pentru înot și unul pentru plimbări cu barca, acesta din urmă comunicând direct cu râul Mureș. Tot aici sunt amplasate și o serie de terenuri sportive care permit practicarea unor sporturi precum tenis, fotbal, volei.
De asemenea orașul deține și o Grădină Zoologică, a doua din țară după întindere și varietate a speciilor. Grădina a fost înființată în 1960 și este amplasată într-un parc deosebit, Platoul Cornești. Construită pe o suprafață de circa 20 ha, grădina zoologică are în îngrijire peste 500 de animale, acestea făcând parte din 120 de specii. Printre animalele care pot fi admirate de cei care trec pragul grădinii se află: urși, lei, lupi, leoparzi, jaguari, șerpi, crocodili, maimuțe.
Platoul Cornești este amenajat la o altitudine de 488 m, pe Dealul Cornești, oferă o perspectivă încântătoare asupra văii superioare a Mureșului. În interiorul parcului există un teatru de vară, un trenuleț pentru copii cu linie îngustă, un restaurant construit undeva la începutul secolului al XX-lea.

## Cultură

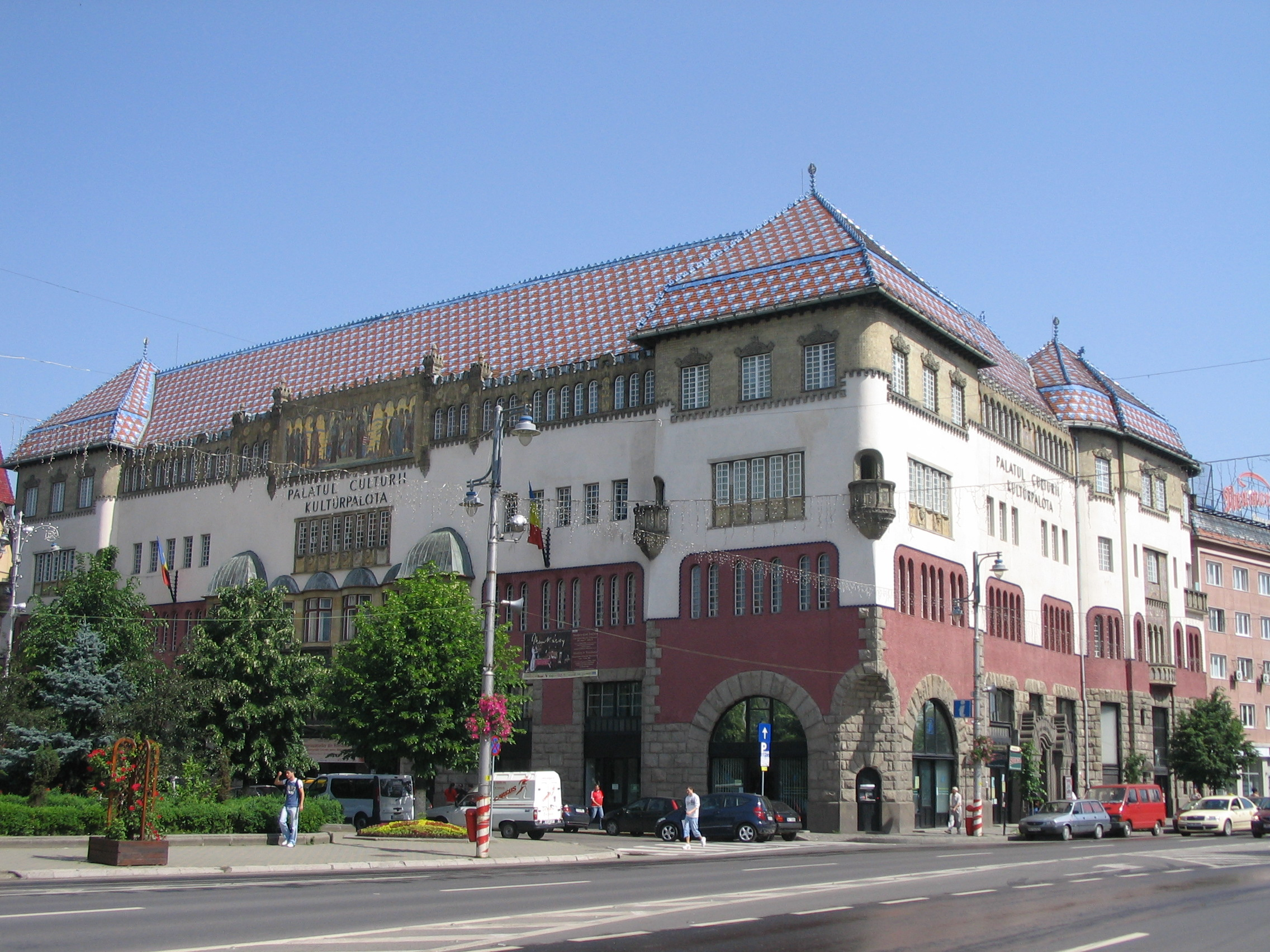
Palatul Culturii

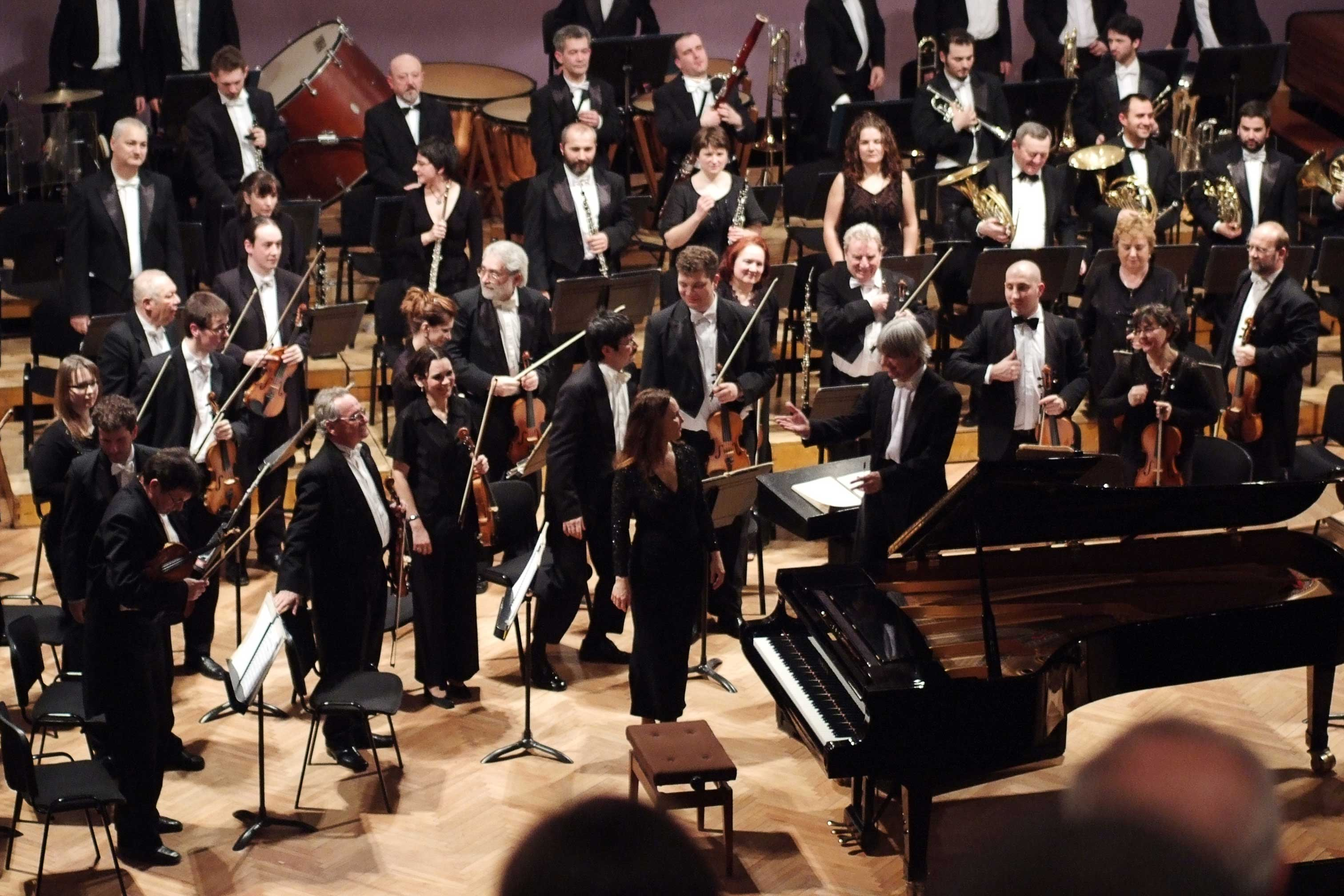
Filarmonica de Stat din Târgu Mureș

Orașul Târgu Mureș a fost în istorie centrul cultural al Ținutului Secuiesc. În secolul al XVII-lea și al XVIII-lea teatrul funcționa sub patronajul Colegiului Reformat, ai cărui elevi și profesori se ocupau cu dramaturgia. Prima clădire dedicată exclusiv culturii a fost construită în stil eclectic de către contele Sámuel Teleki în Centru, între 1821 și 1822 și poartă numele de Palatul Apolló. În incinta clădirii erau organizate baluri, aveau loc reprezentații de teatru ale trupelor profesioniste care vizitau orașul și aici ieșeau prima oară in societate tinerele din protipendadă. În timpul Revoluției și Războiului de Independență Maghiară din 1848–1849 Palatul a devenit un important loc de strategie a tinerilor revoluționari.
În timpul dualismului, între anii 1911 - 1913, edilul orașului, György Bernády, a construit Palatul Culturii. Proiectul a fost făcut de arhitecții Marcell Komor și Dezső Jakab conform școlii lechnerien. Caracteristicile interioare ale clădirii sunt fost impresionante pentru acea perioadă: Sala Mare cu 800 de locuri și cu o orgă gigantică, Sala Mică, Sala Oglinzilor, Biblioteca Orășenească. La exterior, palatul este împodobit cu mozaicuri și basoreliefuri în bronz și piatră, fresce și vitralii de o reală valoare artistică, care prezintă pe lângă personalitățile marcante a culturii maghiare și legende, mituri din folclorul maghiar din Transilvania. Pe scena din Sala Mare au fost prezenți artiști ca Béla Bartók, Pablo Cassals, Jan Kubelik, George Enescu sau David Fiodorovici Oistrah.
Primul teatru permanent din Târgu Mureș, Teatrul Secuiesc, și-a început activitatea pe data de 10 martie 1946 cu prezentarea operetei Mosoly országa lui Franz Lehár cu participarea actorilor orădeni de renume György Lóránt și Irén Kovács în Palatul Culturii. În 1962, după deschiderea unei secții în limba română, Teatrul Secuiesc a căpătat denumirea de Teatru de Stat, iar după alți 15 ani, Teatru Național. Este subvenționat în prezent de Ministerul Culturii și Patrimoniului Național.
Clădirea Teatrului Național aflată în Centru a fost construită între anii 1971 și 1973 în stilul realismului socialist, tipic perioadei, după demolarea Bisericii și Mănăstirii Franciscane și altor monumente istorice. Primul director a fost Miklós Tompa. Au regizat în acești ani mulți directori de scenă faimoși, printre care Liviu Ciulei, Victor Ioan Frunză, György Harag (Livada de Vișini, A murit Tarelkin etc.) și Dan Micu (Turandot, Piticul din grădina de vară etc.). Dintre actorii români cu renume care au jucat pe scena naționalului se amintesc Florin Piersic, Alexandru Arșinel, Constantin Diplan, Ștefan Sileanu, Ion Fiscuteanu, Vlad Rădescu.

### Festivaluri

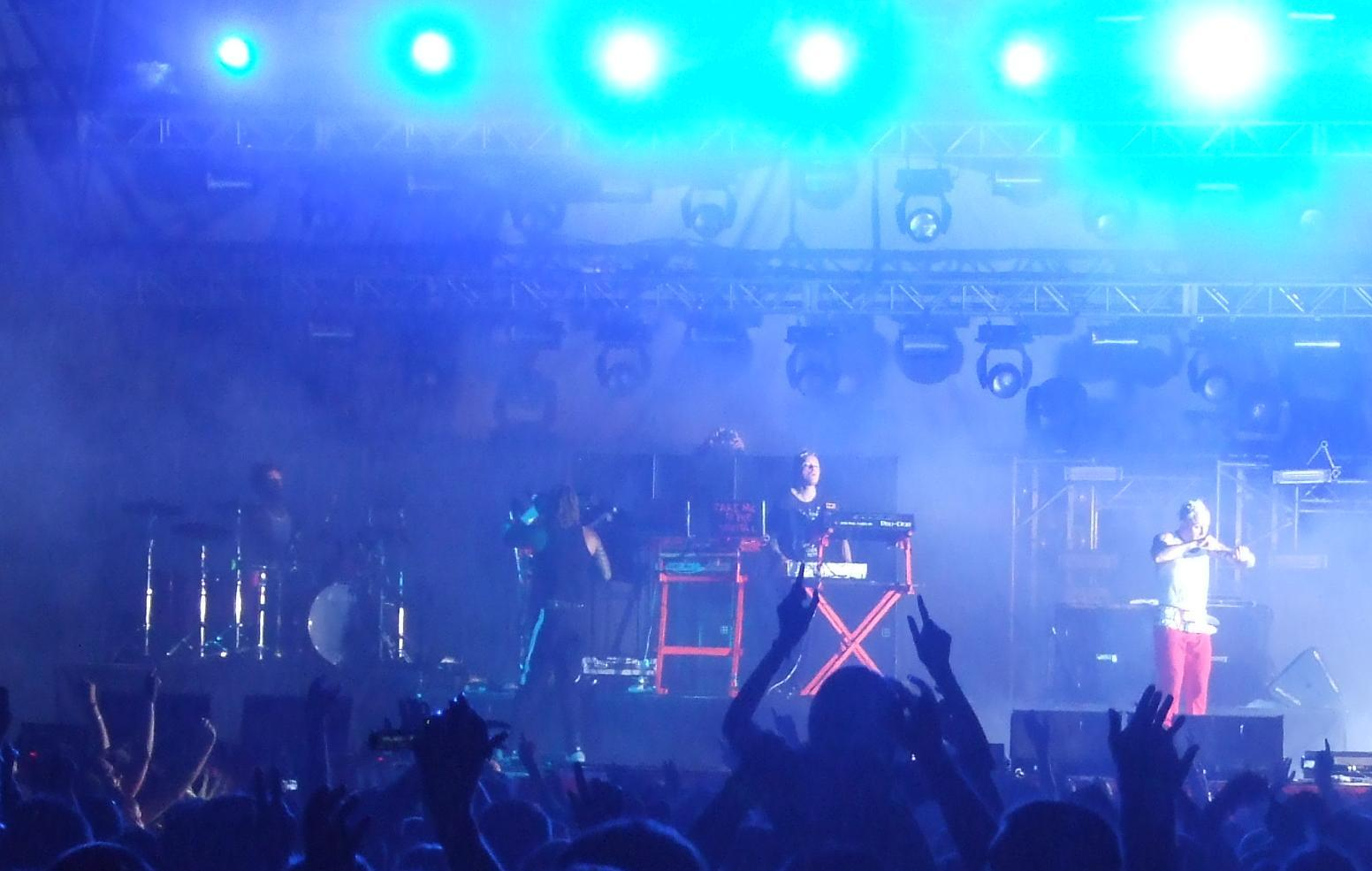
Concertul Prodigy în 2009 la Târgu Mureș

#### Festivalul Internațional de Film Alter-Native
Festivalul Internațional de Film Alter-Native (în maghiară Alter-Native Nemzetközi Rövidfilm Fesztivál) este cel mai vechi eveniment de acest gen din România; s-a lansat pentru prima dată în anul 1993. Festivalul își propune promovarea unor viziuni artistice specifice și lansarea unor creații de un înalt nivel artistic în domeniul filmului. Organizatorul, MADISZ, pune accent pe filmele țării alese pentru fiecare ediție.

#### Festivalul Peninsula-Félsziget
În apropierea complexului se desfășoară Festivalul Peninsula, unul din cele mai mari festivaluri din România.
Festivalul Peninsula-Félsziget este un festival de muzică internațională organizată de Sziget Cultural Management din Ungaria și de MIÉRT, organizația de tineret al Uniunii Democrate Maghiare din România, în fiecare vară din 2003 în municipiul Târgu Mureș.

#### Zilele Bernády
Evenimentul organizat de Fundația Culturală Dr. Bernády György are loc în fiecare toamnă din 1990 și are ca scop ținerea în viață a cultului primarului din perioada dualistă. Din inițiativa edilului șef au fost construite vechea Primărie și Palatul Culturii, devenite, de-a lungul vremii, simboluri ale orașului. Cu această ocazie, Casa Bernády găzduiește vernisaje cu tematici speciale, sunt depuse coroane de flori la mormântul lui György Bernády din Cimitirul Reformat și la statuia lui din Piața Bernárdy, iar săptămâna culturală se încheie cu concert la Palatul Culturii.

#### Zilele Studențești
Zilele Studențești (în maghiară Diáknapok) sunt organizate în fiecare primăvară de către Asociația Studenților Maghiari din Târgu Mureș, în cadrul cărora are loc marșul tradițional al tinerilor prin oraș și sunt ținute diferite concerte de muzică ușoară pe malul Mureșului.

## Presa

### Ziare
Primul cotidian apărut la Târgu Mureș a fost Székely Ellenzék, care a fost publicat în perioada dualismului, între anii 1898 - 1920. La începutul secolului XX-lea au fost tipărite cotidienele Székely Napló (1910-1930) și Erdélyi Napló (1901-1907), săptămânalele Tükör (1913-1925), Vasárnap (1901-1911), Marosvásárhely (1911-1913).
În perioada interbelică au apărut în totalitate 93 diferite ziare, reviste și magazine, marea majoritate în limba maghiară. Numai în anul 1925 redacțiile din oraș au publicat 17 produse mass media. Cele mai importante titluri din această perioadă: cotidianele Zord Idő (1919-1921), Székelyföld (1920–1937), Ma 1925-1933, Maros (1927-1933), Maros Vidék (1933-1936), Magyar Szó (1936-1941), săptămânalele Erdélyi Barázda (1920–1928), Erdélyi Társaság (1921–1922), Magyar Népegészségügyi Szemle (1933–1942) și Református Újság (1933–1943), iar ziarul oficial al orașului a fost tipărit în două variante, A város a fost scris în limba maghiară și Orașul în limba română.
Una din cele mai veche publicație românească din Târgu Mureș, care a supraviețuit și regimul comunist, este revista literară Vatra. După evenimentele din 1989 presa în Târgu Mureș a cunoscut o dezvoltare semnificativă în toate cele 3 ramuri: presă scrisă, radio și televiziune. La scurt timp după schimbarea regimului din 1989 au apărut două din cotidienele existente și în prezent: Cuvântul liber, în limba română și Népújság, în limba maghiară. În 1992 a apărut revisa literară Látó în care lângă alți poeți a publicat poeziile și Béla Markó. Următoarele gazete, apărute la câțiva ani depărtare de cele două sunt: 24 ore mureșene, Központ, Vásárhelyi Hírlap, Ziarul de Mureș, Zi de zi, Vocea Mureșului și Harghitei. Sectorul de anunțuri, informații și divertisment este acoperit de mai multe publicații precum: Informația de Mureș, Piața Mureșeană, Revista Flash.

### Radio
Radioul în Târgu Mureș a avut o dinamică asemănătoare presei scrise. În 1989 exista un singur post de radio, postul public. Radio Târgu Mureș, care a emis și în regimul comunist, fiind un statut multicultural emite în limbile maghiară, română și germană. La începutul anilor '90 a apărut prima stație locală privată din oraș, Radio Uniplus. Adoptând o grilă de programe diferită de cea a postului public, muzică recentă din peisajul românesc și internațional, concursuri, interviuri, a devenit în scurt pentru o perioadă de timp unul dintre principalii posturi de radio al orașului. În anii următori segmentul de piață este completat de alte posturi private de radio precum Radio Contact, Radio MIX fm și Radio GaGa. În ultimii ani au apărut și alte posturi de radio precum Radio SON, Radio Europa FM, Kiss FM, One FM, PRO FM, Erdély FM și Rock FM.

### Televiziune
Următoarele televiziuni sau stații locale al televiziunilor cu acoperire națională emit pe teritoriul orașului: Antena 1, Pro TV, Realitatea TV, Televiziunea Târgu Mureș (TTM), Știi TV. Televiziunea Maghiară din Transilvania (Erdélyi Magyar Televízió) este primul post național în limba maghiară cu sediul la Târgu Mureș care poate fi recepționat în pachetele principalelor operatori de televiziune. În prezent emit din Tg Mureș Etv (Erdélyi Magyar Televízió, M9 HD Tv (M9 a început să emită în anul pandemiei Sars-Cov 2), respectiv CiTy Tv. Antena 1, ProTv, Realitatea Tv, TTM, StiiTv și-au încetat sau pierdut lienta de emisie.

## Sport
Asociațiile sportive au apărut pentru prima dată în oraș în perioada dualismului ca urmare a tendințelor internaționale. Astfel marii amatori al ciclismului mureșean au fondat în 1898 Marosvásárhelyi Kerékpározók Egyesülete (în română Asociația Bicicliștilor Târgumureșeni) pentru a putea practica acest sport în forme mai oficiale. Apoi în 1906 a fost înființat Marosvásárhelyi Sportegyesület (în română Clubul Sportiv din Târgu Mureș), o asociație pentru admiratorii celorlalte sporturi.
Orașul în zilele noastre este reprezentat în mai multe sporturi printre care lupte libere, fotbal, handbal, dansuri populare, baschet, înot, volei, futsal și wushu.
În Târgu Mureș există două echipe de fotbal: FCM Târgu-Mureș (fosta Trans Sil), care jucat în Liga I în sezoanele 2010-2011, 2011-2012 și Gaz Metan Târgu Mureș care joacă în Liga a III-a. Cea mai renumită echipă de-a lungul istoriei a fost ASA Târgu Mureș. La 1 iunie 2005 clubul a fost însă desființat, succesoarele acestei echipe fiind ACS Maris Târgu Mureș (între 2005-2008) și FC ASA Unirea Ungheni (din 2008 până în prezent).
La baschet orașul este reprezentat de echipa BC Mureș care joacă în prima divizie și care la sfârșitul campionatului 2007-2008 s-a clasat pe locul 5.

## Economie

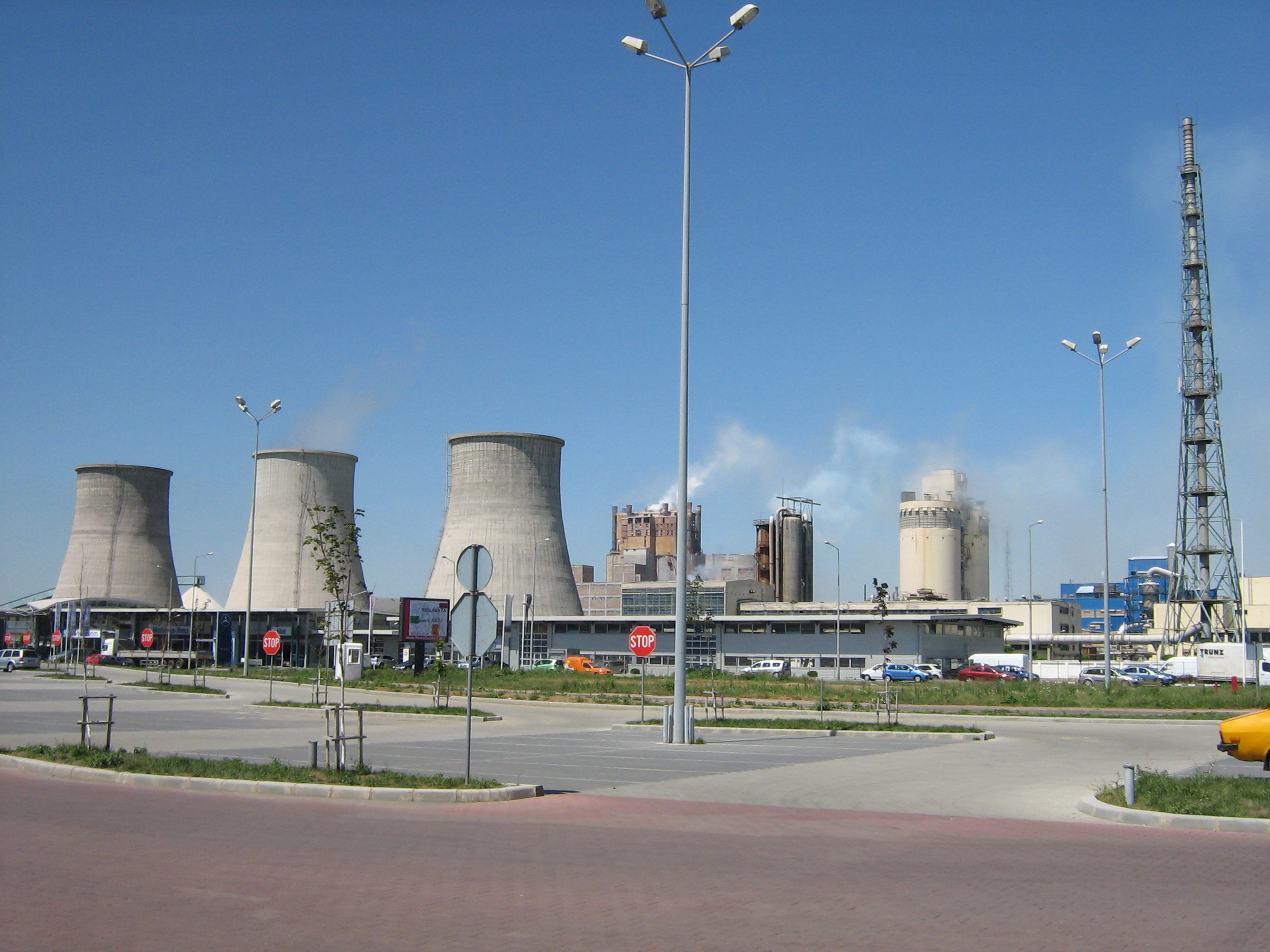
Combinatul Azomureș

Orașul a fost de-a lungul timpului un important centru comercial și industrial al Transilvaniei, mai ales al Ținutului Secuiesc. Situat într-una din cele mai bogate regiuni forestiere, având în apropiere pășuni și terenuri agricole întinse, beneficiind de resurse energetice importante, în special gaz metan, de forță de muncă și tradiții meșteșugărești apreciabile, Târgu Mureșul a cunoscut o dezvoltare economică treptată, fapt care a stimulat și dezvoltarea demografică, culturală a orașului. Nu în ultimul rând poziția geografică, în centrul arcului Carpatic și pe malul râului Mureș, a favorizat încă din cele mai vechi timpuri apariția bâlciurilor, orașul devenind un important centru de schimburi economice. Acest aspect este reflectat chiar în numele orașului, pe care a primit în 1616 prin diploma din lui Gábor Bethlen, care a schimbat încadrarea administrativă a orașului din târg în oraș oraș regesc liber (maghiară szabad királyi város).
Specializarea preponderent industrială a municipiului Târgu Mureș, din timpul regimului socialist, s-a diminuat treptat după evenimentele din 1989. Anii '90 în România, perioada de tranziție de la socialism la capitalism, au însemnat pentru municipiul Târgu Mureș, ca de altfel pentru multe din localitățile României, restructurarea capacităților industriale concomitent cu trecerea economiei din sfera statului în sfera privată, economia municipiului având ca bază comerțul și serviciile.

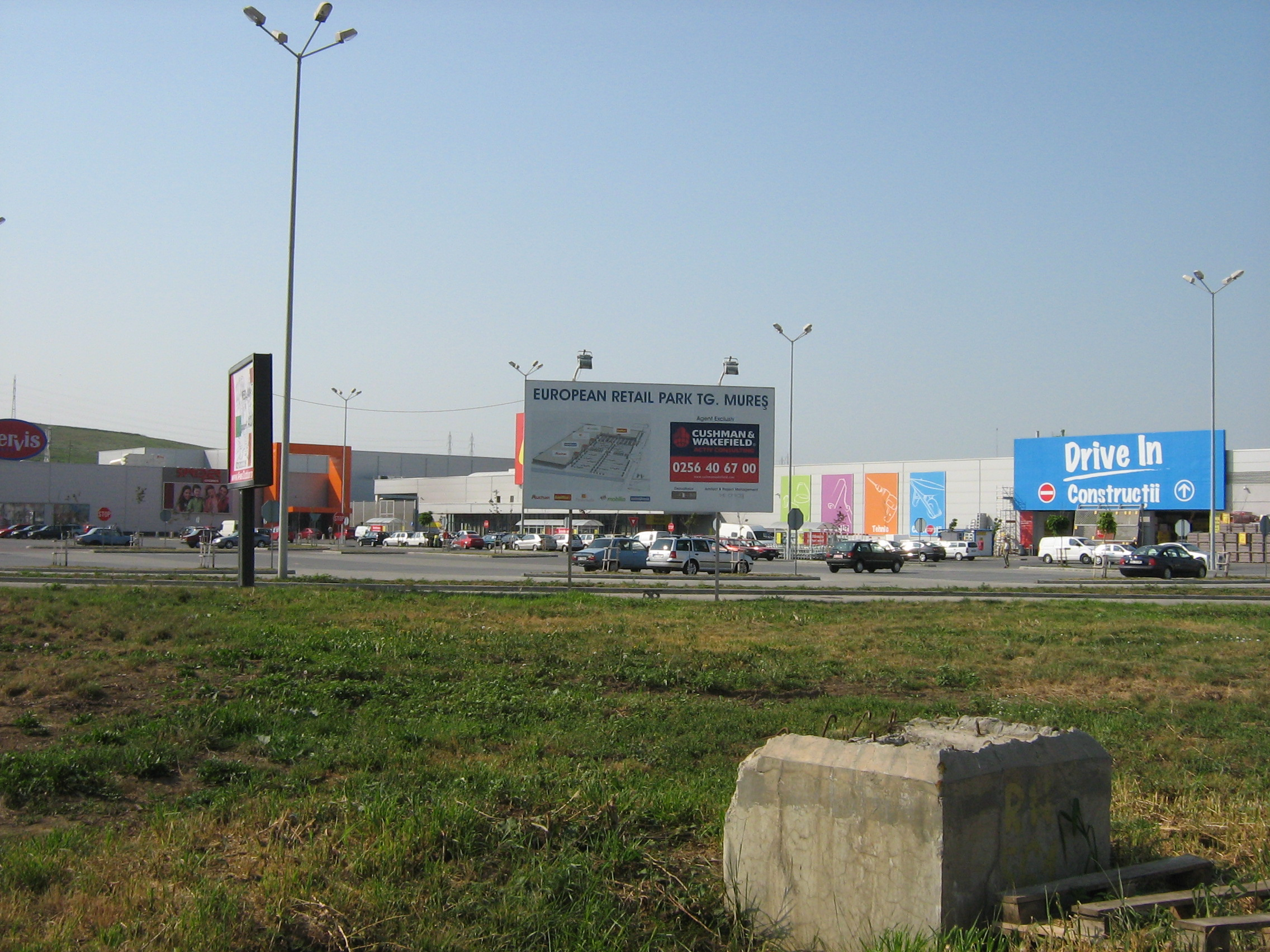
Comerțul ocupă un loc important în economie

După anul 2000 în municipiul Târgu Mureș existau peste 8 500 de agenți economici privați și câțiva agenți economici cu capital majoritar sau integral de stat. Alături de agenții economici cu capital autohton, apar diverse firme cu capital străin, investițiile străine cunoscând o creștere semnificativă. Conform unor statistici oficiale, investițiile străine în județul Mureș fiind cu aproximativ 7% mai mari decât nivelul mediu de investiții străine din România. Principalii investitori străini în municipiu provin din Ungaria, Germania, Italia și Elveția.
Azomureș este cel mai mare producător de îngrășăminte din România cu 3 000 de angajați, care a fost înființat în anul 1990. Platforma chimică cu sediul central al societății sunt amplasate în extremitatea de vest a zonei industriale a municipiului, la o distanță de numai 5 km de centrul orașului. Titlurile companiei se tranzacționează la prima categorie a Bursei de Valori București, sub simbolul AZO. Pachetul majoritar al acțiunilor combinatului chimic Azomureș a fost vândut în 2011 către concernul elvețian Ameropa Holding. Valoarea tranzacției nu a fost dată publicității, însă potrivit analiștilor financiari, pachetul de 75,87% dintre acțiunile ar valora între 100 și 275 de milioane de euro. Totodată, printre companiile mureșene cele mai importante din România se numără Richter Gedeon, E.ON Gaz Distribuție, Bioeel, Krönenberger, Geiger, Petry, Herlitz, Sandoz.
Proiectul Digital Mureș, prezentat în toamna anului 2010, are două componente: prima se referă la o infrastructură modernă de servicii public-private iar a doua la construcția și dezvoltarea unui parc tehnologic specializat pe informatică medicală. 
În timp ce infrastructura de servicii public-private va genera potrivit strategiei economii și va spori confortul cetățeanului și al mediului privat, „Orașul Științific pentru Informatica Medicală” va contribui la dezvoltarea industriei, a cercetării la nivel global și va genera locuri de muncă în Târgu Mureș.

## Demografie
Componența etnică a municipiului Târgu Mureș
     Români (45,89%)
     Maghiari (34,99%)
     Romi (2,49%)
     Alte etnii (0,32%)
     Necunoscută (16,31%)
Componența confesională a municipiului Târgu Mureș
     Ortodocși (39,94%)
     Reformați (22,17%)
     Romano-catolici (10,4%)
     Unitarieni (2,05%)
     Greco-catolici (2%)
     Martori ai lui Iehova (1,06%)
     Alte religii (4,44%)
     Necunoscută (17,93%)
Conform recensământului efectuat în 2021, populația municipiului Târgu Mureș se ridică la 116.033 de locuitori, în scădere față de recensământul anterior din 2011, când fuseseră înregistrați 134.290 de locuitori. Cei mai mulți locuitori sunt români (45,89%), cu minorități de maghiari (34,99%) și romi (2,49%), iar pentru 16,31% nu se cunoaște apartenența etnică. Din punct de vedere confesional, cei mai mulți locuitori sunt ortodocși (39,94%), cu minorități de reformați (22,17%), romano-catolici (10,4%), unitarieni (2,05%), greco-catolici (2%) și martori ai lui Iehova (1,06%), iar pentru 17,93% nu se cunoaște apartenența confesională.

### Evoluția istorică
Spre sfârșitul secolului al XIX orașul cunoaște o dezvoltare urbanistică, însoțită de o creștere a populației, ca urmare a dezvoltării industriale, construindu-se primele fabrici din oraș, dar și ca rezultat al conectării municipiului la rețeaua feroviară a Austro-Ungariei. În prima jumătate a secolului XX se remarcă o creștere a activităților economico-culturale fapt care produce o nouă creștere a populației orașului. Astfel de la 38.517 locuitori în anul 1930, orașul ajunge să numere în anul 1948, 47043 locuitori. În perioada socialistă datorită politicii de industrializare și urbanizare, concretizată și prin construirea unor noi ansambluri rezidențiale, orașul cunoaște o creștere semnificativă a populației, intrând în categoria marilor orașe ale României, ajungând în anii '70 să depășească 100.000 locuitori.
Deși prognozele din perioada socialistă anticipau pentru anii '80-'90 o creștere explozivă a numărului locuitorilor (peste 140 mii locuitori pentru 1980, în anul 1990 peste 200 mii, 260 mii în anul 2000), realitatea istorică și socială a invalidat aceste cifre. Conform recensământului din 1992 orașul avea 164.445, iar conform celui din 2002 populația stabilă a orașului era de 149.577 locuitori.
Conform recensământului din 2011, orașul avea la sfârșitul acelui an o populație de 134.290 de locuitori.
Târgu Mureș - evoluția demografică

030.00060.00090.000120.000150.000180.0001912194019561966197519922011populațiePopulația istorică din Târgu Mureș
Date: Recensăminte sau birourile de statistică - grafică realizată de Wikipedia

### Structura confesională
Din datele recensămintelor se poate vedea că modificarea structurii etnice aduce la suprafață și modificări pe plan religios: 
- Recensământul din 1992: După religie au fost înregistrați 69 700 ortodocși, 54 443 reformați, 24 923 romano-catolici, 4 931 greco-catolici, 4 546 unitarieni, 2 132 alte religii, 1 053 adventiști, 992 atei, 900 penticostali, 480 evangheliști, 355 baptiști.[175]
- Recensământul din 2002: În funcție de religie există 69 726 (46,62%) ortodocși, 44 849 (29,98%) reformați, 20 156 (13,48%) romano-catolici, 6 904 (4,6%) din alte religii, 4 051 (2,71%) greco-catolici, 3 891 (2,60%) unitarieni, 561 fără religie și 150 atei.[176]

#### Comunitatea evanghelică

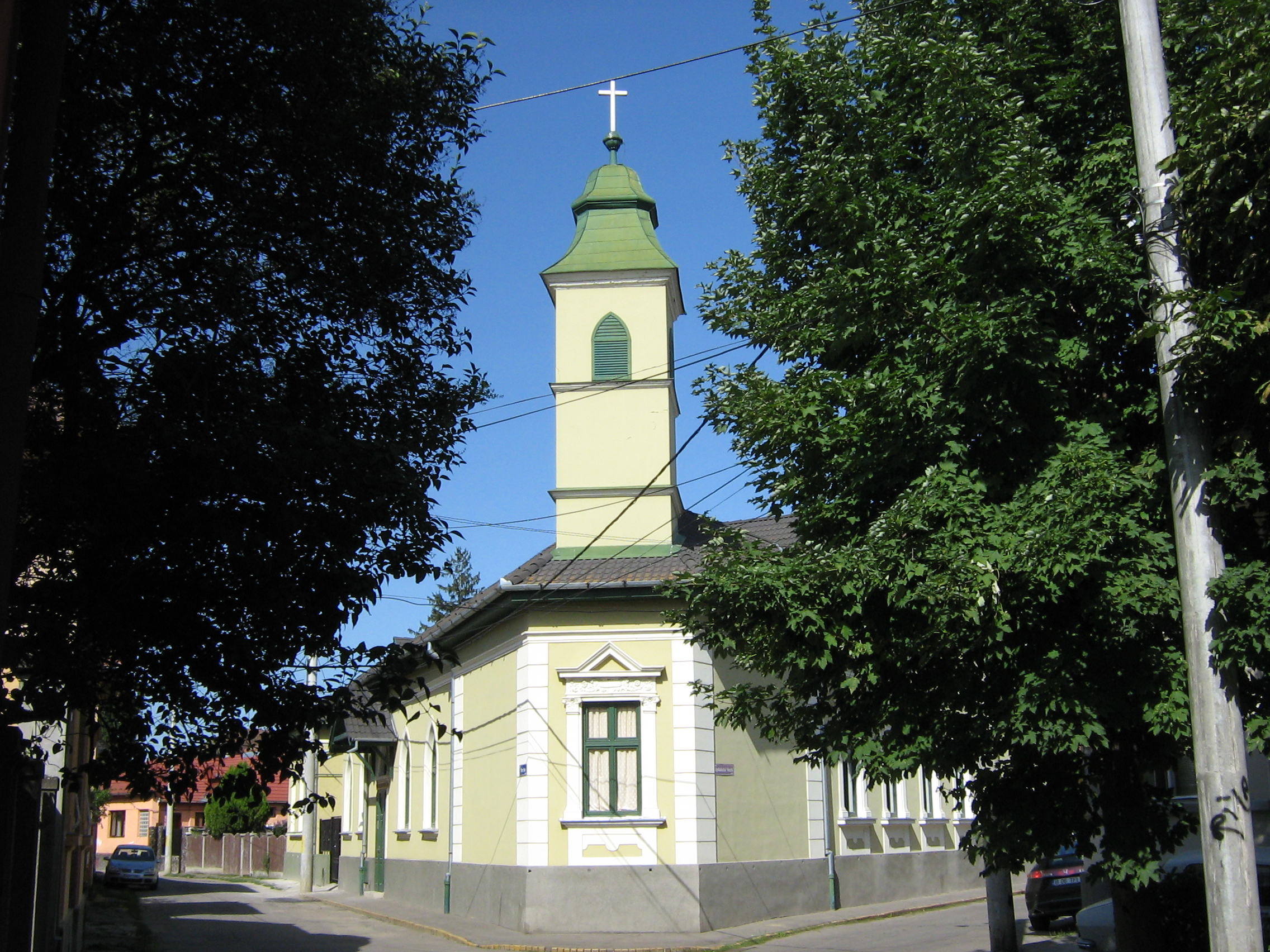
Biserica Evanghelică din strada Spitalului Vechi

Vântul reformei a bătut cu intensitate și-n afara granițelor Germaniei: Wittenberg a fost urmat de orașele Zürich, Geneva și de Estul Europei (Transilvania). Orașul fiind înconjurat de așezările sașilor (Bistrița, Sighișoara, Mediaș) luteranismul a pătruns foarte repede. Totuși prima parohie evanghelică a fost înființată numai în 1918. Edificiul religios a fost așezat pe colțul străzii Baros Gábor (azi Horea), pe Piața Trandafirilor, în vecinătatea Palatului Culturii. Construcția simplă a fost realizată în stil neogotic și cuprindea atât săli de învățământ, cât și un apartament pentru familia preotului.
După sistematizarea Centrului, multe clădiri istorice au fost demolate. Astfel pe locul bisericii luterane a fost construit un bloc cu patru etaje. Comunitatea a primit însă o casă cu teren aferent pe strada Spitalului Vechi, în zona istorică al orașului. Majoritatea comunității evanghelicilor fiind de etnie maghiară, slujbele sunt ținute în această limbă, dar pentru că condițiile sunt date, în fiecare lună o slujbă este realizată și în limba germană.

#### Comunitatea greco-catolică

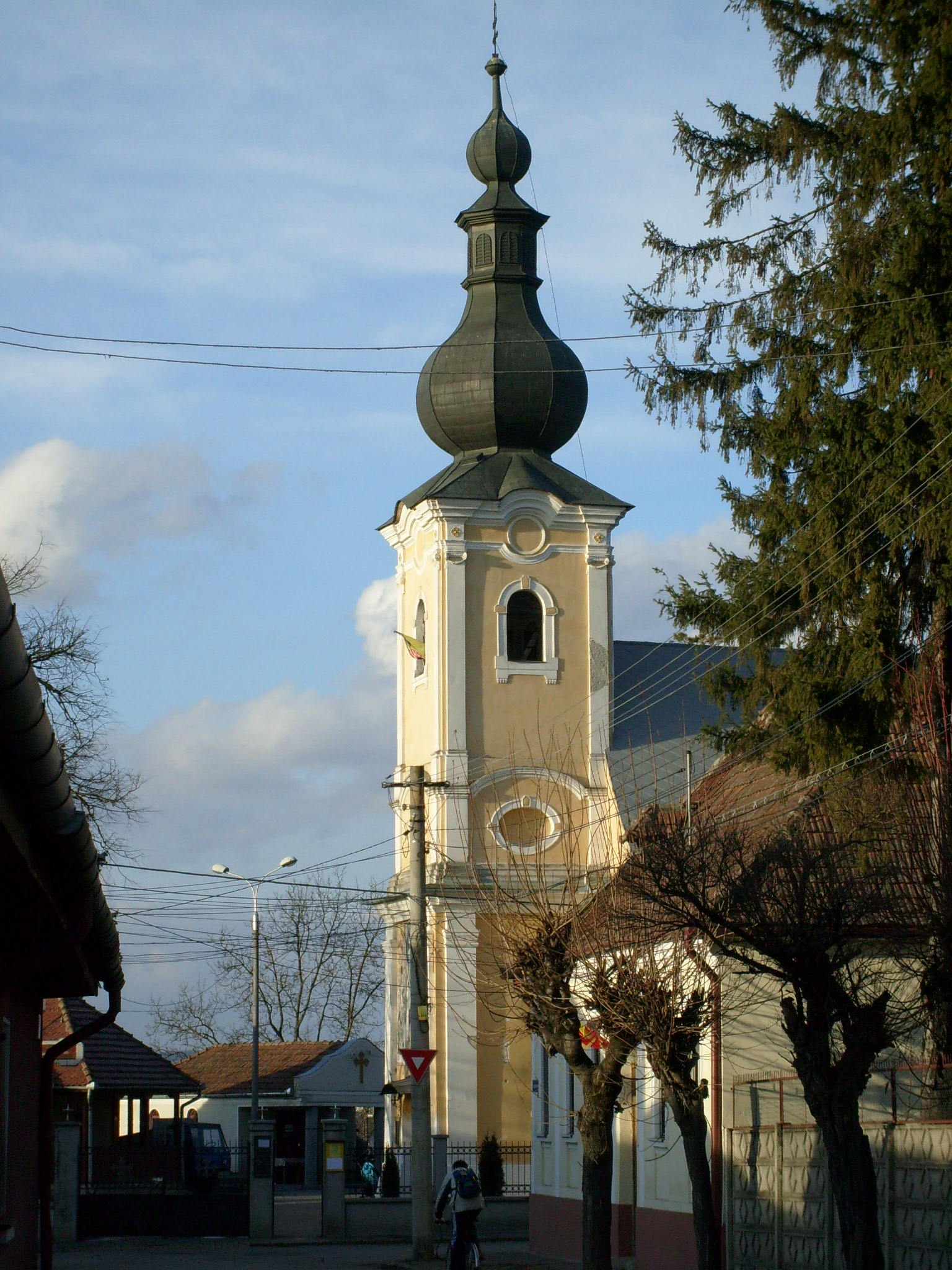
Biserica Bob

Una dintre cele mai vechi biserici ale românilor din Târgu Mureș este Biserica Bob, cunoscută și sub denumirea Biserica de Piatră, ridicată la sfârșitul secolului al XVIII-lea pe cheltuiala episcopului greco-catolic Ioan Bob de la Blaj. De această biserică se leagă activitatea protopopului și istoricului Petru Maior. Planul lăcașului de cult are o formă simplă, cu un turn pătrat pe latura vestică, un naos dreptunghiular spațios și absida semicirculară a altarului. Naosul este acoperit cu o boltă întărită de arcuri dublouri, în timp ce pentru absidă se adoptă sistemul semi-calotei. Pereții sunt articulați de pilaștri cu capiteluri ionice, adosați unor mase de zidărie mai pronunțate, cu rol în susținerea arcurilor. Turnul este cel mai accentuat element a bisericii, realizat cu ajutorul motivelor barocului puritan specific Transilvaniei. Acoperișul are o formă bulbară, ca în cazul Bisericii Romano-Catolice Sfântul Ioan Botezătorul din Centru.
La propunerea episcopului de Hajdúdorog, István Miklósy, împăratul Franz Joseph a înființat în data de 6 septembrie 1915 Vicariatul Ținutului Secuiesc cu sediul în Târgu Mureș. Cele 35 parohii cedate de Arhiepiscopia de Făgăraș au fost conduse de vicarul Gyula Hubán. Prin decretul Apostolica sedes din 9 aprilie 1934 Congregația pentru Bisericile Orientale a readus sub jurisdicția Arhiepiscopiei de Făgăraș și Alba Iulia cele 35 de parohii unite din Ținutul Secuiesc, care fuseseră subordonate Eparhiei de Hajdúdorog.
Biserica Buna Vestire („Catedrala Mică”) din Piața Trandafirilor a fost edificată de comunitatea greco-catolică în perioada interbelică, după planul Catedralei Sf. Petru din Roma.
În anul 1948, odată cu interzicerea Bisericii Române Unite cu Roma, cele două biserici greco-catolice din Târgu Mureș au fost date în folosința Bisericii Ortodoxe Române, care a refuzat restituirea lor până în prezent. În prezent comunitatea greco-catolică din oraș deține în totalitate patru biserici.

#### Comunitatea evreiască

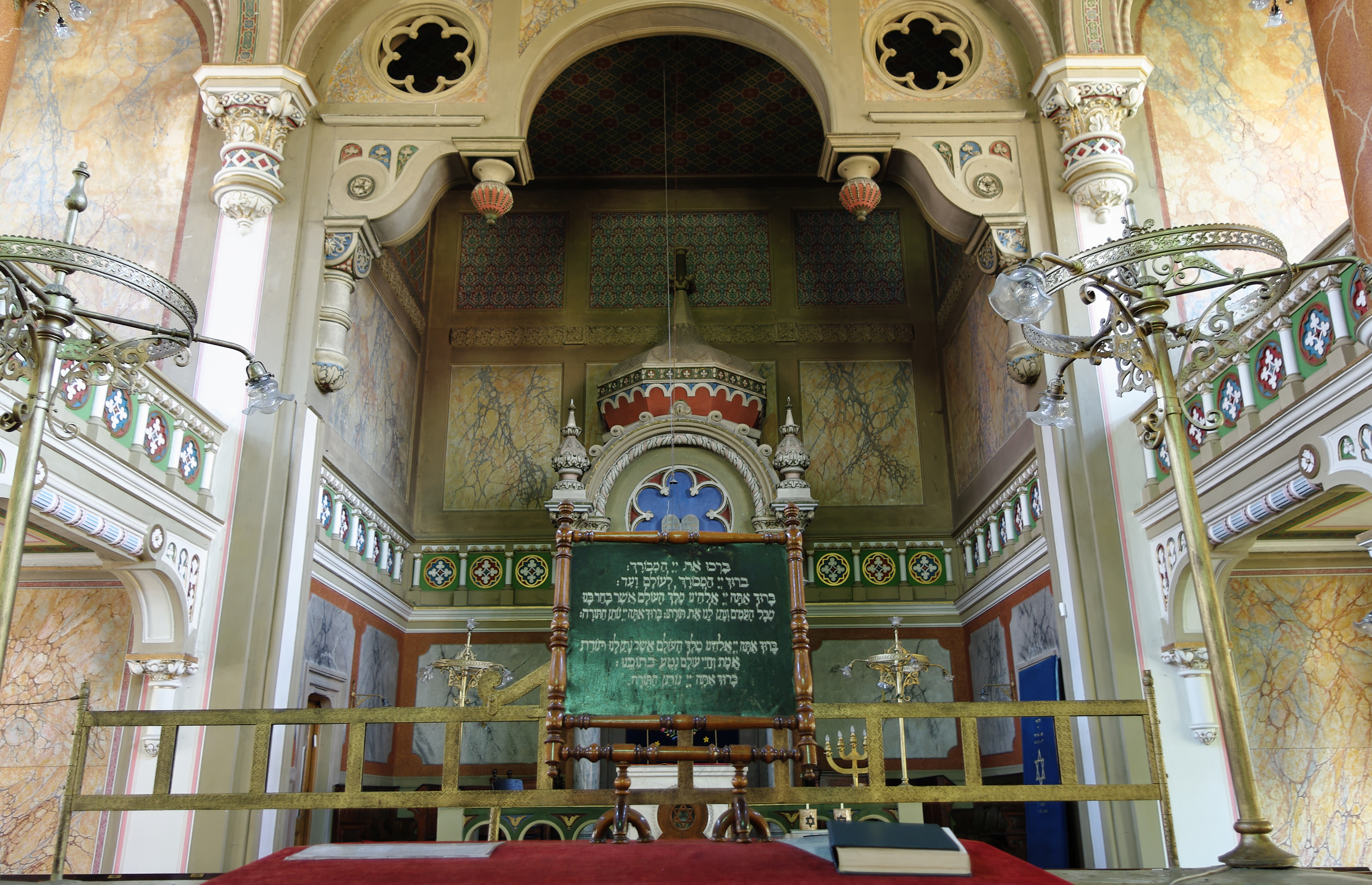
Sinagoga Status Quo Ante

Primele familii de religie iudaică au fost mutate în anul 1689 în vecinătatea orașului, în localitățile Nazna și Sâncraiu de Mureș, de principele Transilvaniei, Mihály Apafi I. Pătrunderea lor în număr mai mare în Târgu Mureș a fost posibilă numai la începutul secolului al XIX-lea, deoarece până atunci conducerea orașului a fost intolerantă cu ei. În 1850 a fost înființată prima comunitate evreiască din oraș, care în 1857 a cumpărat o casă în strada Școlii (azi Aurel Filimon, atunci Tyúkszer), unde au fost ținute rugăciunile.
După zece ani, la 14 decembrie 1868 ministrul maghiar pentru educație și religie, József Eötvös a convocat Adunarea Universală Israelită (în maghiară Izraelita Egyetemes Gyűlés), unde reprezentanții n-au putut ajunge la un consens în privința înființării noii structuri confesionale. Astfel comunitatea a pierdut unitatea și în mod oficial, iar cele două ideologii principale, neologismul și ortodoxismul au devenit dominante. În Târgu Mureș majoritatea evreilor au acceptat noua ideologie, care punea un accent deosebit pe integrarea în societatea majoritară, dar într-o formă mai conservatoare decât la Budapesta și Cluj. Ei au alcătuit enoriașii Sinagogii Status Quo Ante din strada Școlii. Minoritatea absolută a decis lângă radicalismul promulgat de ortodocșii conduși de Jakab Singler. Construirea sinagogii din strada Knöpfer Vilmos (azi str. Brăilei) a început în perioada interbelică, dar clădirea nu a mai apucat să fie terminată niciodată .
Dintre efectele noilor idei din secolul al XIX-lea se numără omogenizarea etnică. Majoritatea covârșitoare a evreilor din Ungaria, ca și cei în Târgu Mureș, au susținut apartenența lor la națiunea maghiară. Apărarea sentimentului a fost a ajutată și de faptul că guvernul dualist maghiar, printre primele sale hotărâri, a promulgat legea recunoașterii drepturilor egale pentru evrei.

##### Holocaustul
La începutul anilor 1940, în oraș locuiau aproximativ 6.000 - 8.000 de evrei, reprezentând 13-16% din populația orașului. În mai 1944, după ocuparea Ungariei de Germania nazistă, autoritățile maghiare i-au concentrat pe evrei într-un ghetou format la fosta Fabrică de cărămizi din oraș. Apoi, în perioada 27 mai - 8 iunie 1944, au deportat la Auschwitz 7.550 evrei din Târgu-Mureș și localitățile învecinate, inclusiv 1.200 de copii. Puțini dintre aceștia au scăpat cu viață.
După al doilea război mondial, a început emigrarea în Israel a evreilor rămași în Târgu Mureș. Numărul membrilor comunității a scăzut puternic, existând doar 646 în județul Mureș (la recensământul din 1977), iar în primul deceniu al secolului al XXI-lea mai locuiau aproximativ 210 persoane.

#### Comunitatea reformată

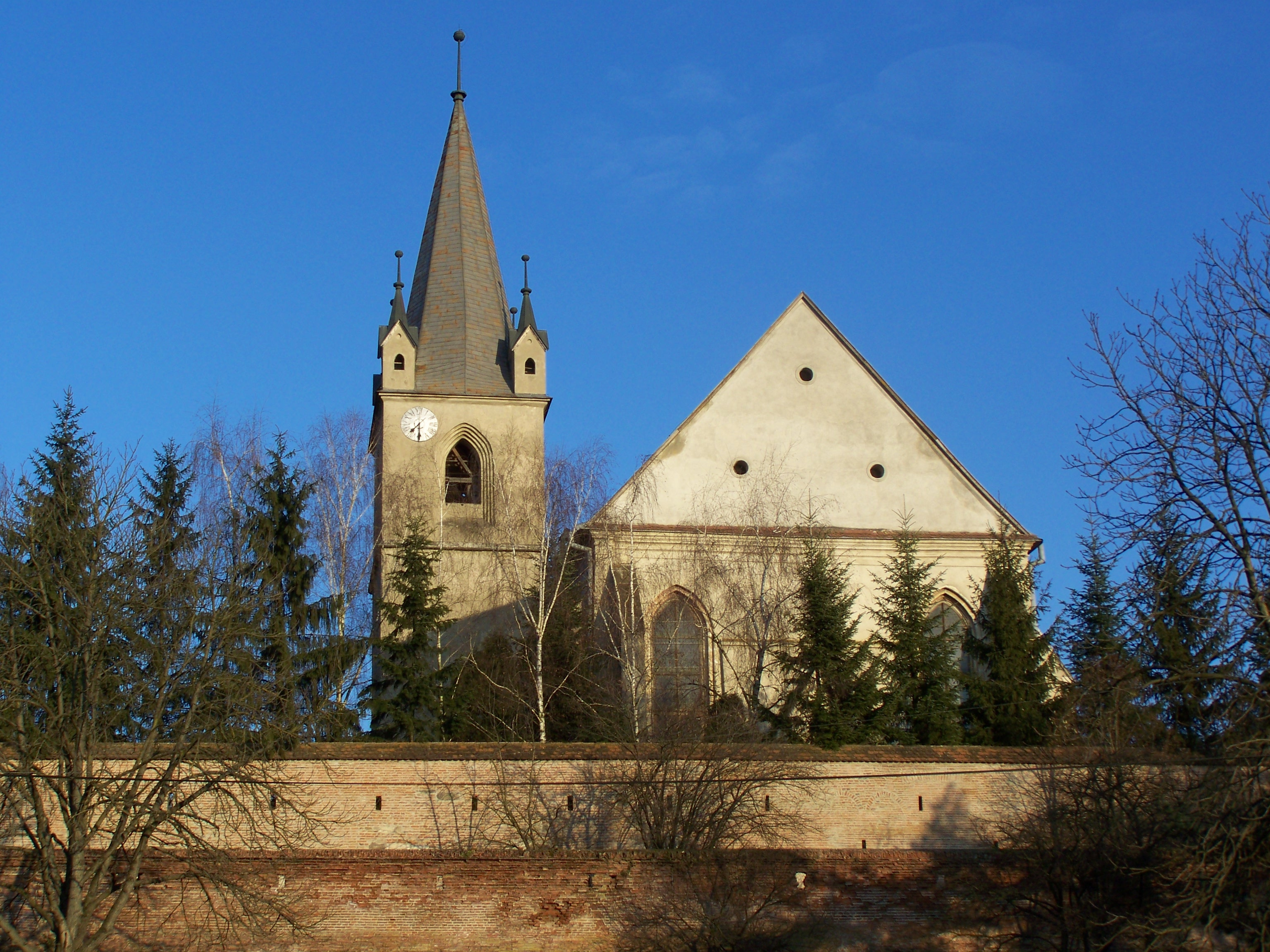
Biserica Reformată din Cetate

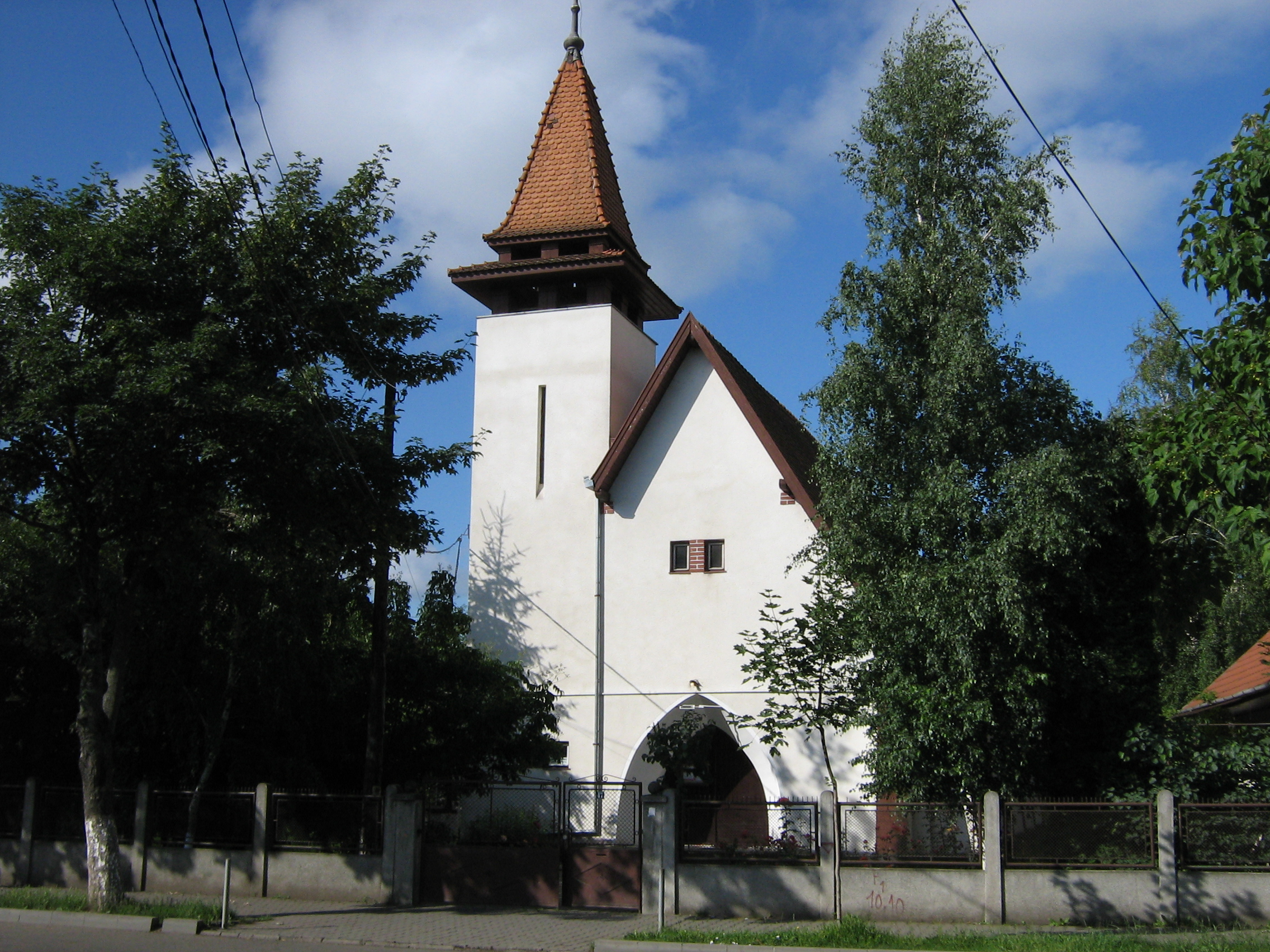
Biserica reformată din strada Voinicenilor

Transilvania a devenit fruntașa noilor gândiri, unde protestantismul nu numai că a fost acceptat de către populație, ci a fost îmbrățișat și de către nobilimea maghiară. Acest fapt a atras după sine trecerea la protestantism a supușilor nobililor. După ce locuitorii orașului au trecut la protestantism, Biserica din Cetate a fost reamenajată în 1557. Miturile spun că crucifixul lui Weit Stoss a fost aruncat în apa Nirajului și astfel a ajuns la Eremitu, unde se poate găsi și astăzi. De-a lungul istoriei între pereții bisericii au fost ținute în totalitate 37 de adunări naționale, unde au fost prezenți personalități cum ar fi Ludovic I al Ungariei, Ioan de Hunedoara sau Ioan Sigismund Zápolya. În 6 ianuarie 1571 hotărârile despre libertatea de religie din Turda au fost reconfirmate aici.
În 1557 a început să funcționeze școala protestanților, Schola Particula, prima școală de acest fel de pe cuprinsul României actuale. În 1718 școala este reorganizată și redenumită „Colegiul Reformat”, printre disciplinele studiate numărându-se teologia și filosofia, iar din 1797 se studiază și dreptul, filologia și științele naturii. Cu ajutorul guvernatorului Sámuel Teleki biblioteca a fost îmbogățită substanțial, iar cu ajutorul profesorilor, cum au fost Farkas și János Bolyai, a căpătat o anvergură europeană.
Biserica Mică a fost construită între anii 1815-1830 pe terenul unde se afla o casă socială, așa-numita ispotály, cu o capelă. Institutul social era finanțat de Biserica Reformată, iar bolnavii și săracii aveau reguli foarte stricte, calviniste.
În prezent reformații dețin în Târgu Mureș zece biserici, prin Liceul Vocațional Reformat o grădiniță cu program prelungit, clase primare, gimnaziale, liceale și postliceale, Căminul Studențesc Reformat „Gecse Dániel”, mai multe clădiri între care se numără Liceului Teoretic Bolyai Farkas și Casa Teleki, Centrul de Caritate Reformată „Diakónia”.

#### Comunitatea romano-catolică

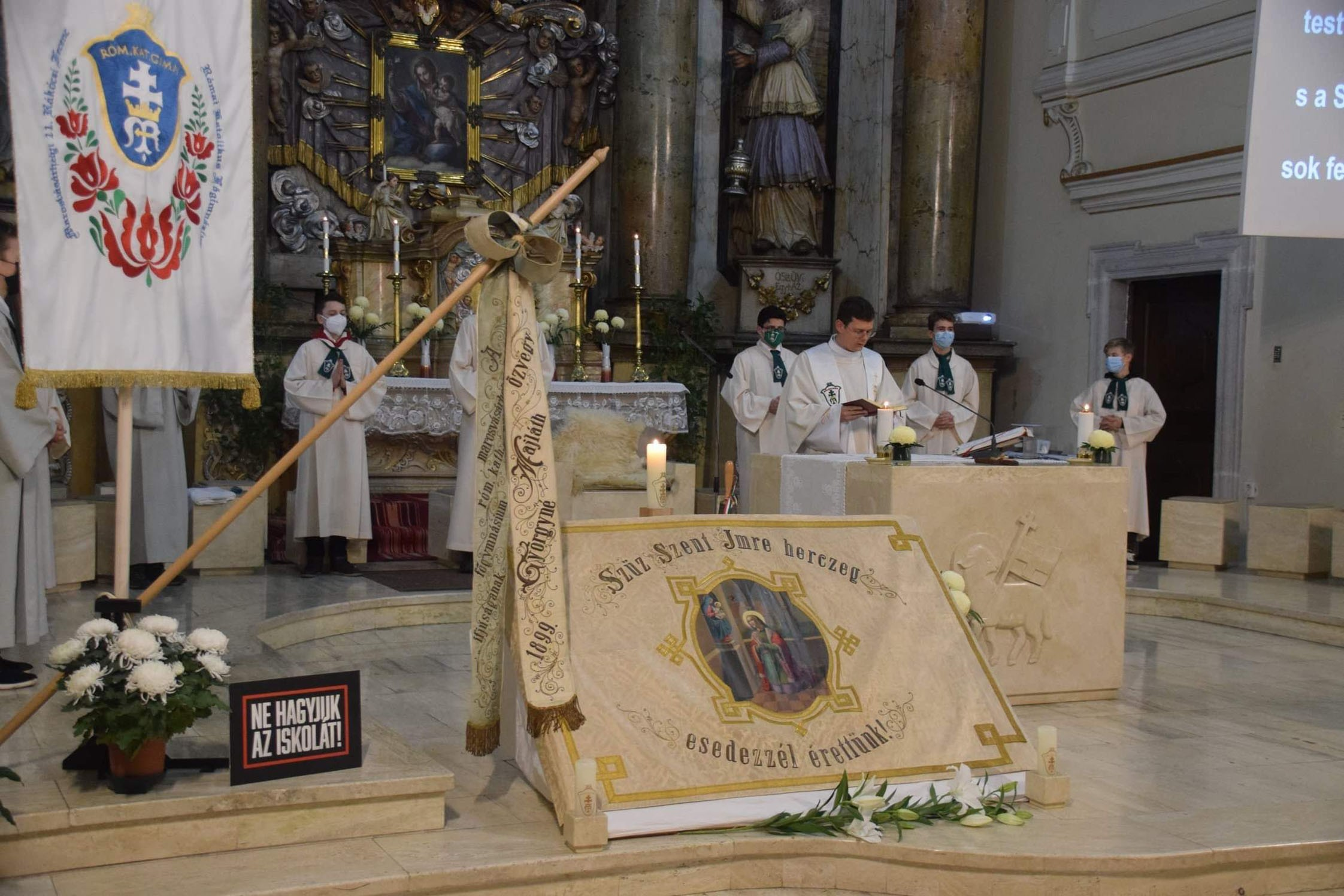
Sfințirea stagului Liceului Romano-Catolic în Biserica Sfântul Ioan Botezătorul

Ștefan I al Ungariei în anul 996 a devenit conducătorul statului maghiar, Ungaria, primind coroana de la Papa Silvestru al II-lea în anul 1000 în orașul Esztergom. Ca rege catolic a înființat biserica ungară, și a asigurat trecerea populației la creștinismul vestic (catolicism). A întemeiat zece episcopii, iar Transilvania era controlată pe plan religios de la Alba Iulia.
Potrivit datelor prima biserică din Târgu Mureș era undeva în Piața Bolyai, pe terenul unde se află astăzi Liceul Teoretic „Bolyai Farkas”. Clădirea construită în stil roman era dedicată către Sfântul Nicolae. În secolul al XIV-lea franciscanii au început construirea Bisericii din Cetate, care a fost finalizată în totalitate abia în 1490. Dintre efectele Reformei Protestante se numără confiscarea imobilelor și averilor catolice. Franciscanii au fost nevoiți să plece din oraș.
Până în 1707 puținii maghiari care au păstrat totuși religia catolică n-au avut un loc unde să ține slujbe religioase și au fost supuși atrocităților protestanților majoritari, totodată erau discriminați și de către conducătorii orașului. Cucerirea Transilvaniei de către Habsburgii catolici a dus la rezolvarea situației catolicilor târgumureșeni în 1728, când aceștia au cumpărat casa lui Ferenc Nagy Szabó, unde până în 1764, cu ajutorul politicii pro-catolice habsburgice, iezuiții au construit după planurile lui Bálint Scherzer Biserica Sfântul Ioan Botezătorul (în maghiară Keresztelő Szent János Plébániatemplom) cu două turnuri în stil baroc.
Reîntoarcerea franciscanilor a avut loc în secolul al XVIII-lea. Cu ajutorul familiei catolice Petky, călugării au construit între anii 1745-1747 o biserică și mănăstire în Piața Centrală. Ei au avut un rol important în educarea și ajutorarea săracilor în oraș. În 1971 biserica a fost demolată, odată cu începerea lucrărilor la clădirea Teatrului Național. Din mănăstirea franciscanilor din Centru a fost păstrat numai turnul baroc sub care se află intrarea în cavoul călugărilor.
La invitația arhiepiscopului György Jakubinyi din 2008, după o pauză de 235 de ani, iezuiții au reînceput activitatea în Târgu Mureș. În prezent, romano-catolicii dețin șapte biserici, Liceul Teologic Romano-Catolic, Centrul Deus Providebit, mai multe clădiri istorice dintre care Colegiului Național Unirea și Liceului de Artă, centre sociale (Caritas, Serviciul de Ajutor Maltez) și un cimitir.

#### Comunitatea ortodoxă

Biserica Înălțarea Domnului din Centru

Prima biserică a ortodocșilor din Târgu Mureș a fost construită la sfârșitul secolului al XVIII-lea, în anul 1793. Construită pe terenul cumpărat de la Mária Ilyés și finalizată în întregime în anul 1814, lăcașul de cult, denumit Biserica de lemn, atestă prezența comunității românești. De această biserică se leagă un episod din viața poetului Mihai Eminescu, care a poposit o noapte în clopotnița bisericii în drum spre Blaj.
Construirea celei mai mari biserici ortodoxe din localitate a avut loc în perioada interbelică, după schimbarea imperiului, între anii 1925-1934. Visul protopopului Ștefan Rusu a fost ridicarea unui edificiu religios reprezentativ, Biserica Înălțarea Domnului peste puterea și posibilitățile economice ale ortodocșilor. Chiar dacă condițiile politice ale momentului permiteau ridicarea bisericii în centrul istoric al orașului, terenul unde se afla în trecut Biserica Cântătoare lui Péter Bodor era relativ mic. Astfel construcția are o formă în cruce greacă, o cupolă centrală care acoperă traveea principală și patru cupole mai mici amplasate deasupra turnurilor de pe colțuri. În exterior fațada principală este dominată de frontonul semicircular în care ferestrele sunt așezate astfel încât să descrie forma crucii. Tamburările pe care se sprijină cupola centrală și cele patru cupole ale turnurilor sunt străbătute de ferestre semicirculare cu arcul susținut de coloane mici și robuste, având sorgintea în stilul brâncovenesc.
Comunitatea ortodoxă, având cei mai mulți credincioși, deține un șir de biserici în aproape toate cartierele din oraș, între care se numără și Bisericile Bob și Buna Vestire. Amândouă lăcașurile de cult au fost date în folosința Bisericii Ortodoxe Române în anul 1948, odată cu desființarea Bisericii Române Unite cu Roma. Reprezentanții ortodocșilor au refuzat restituirea lor până în prezent.

#### Comunitatea unitariană

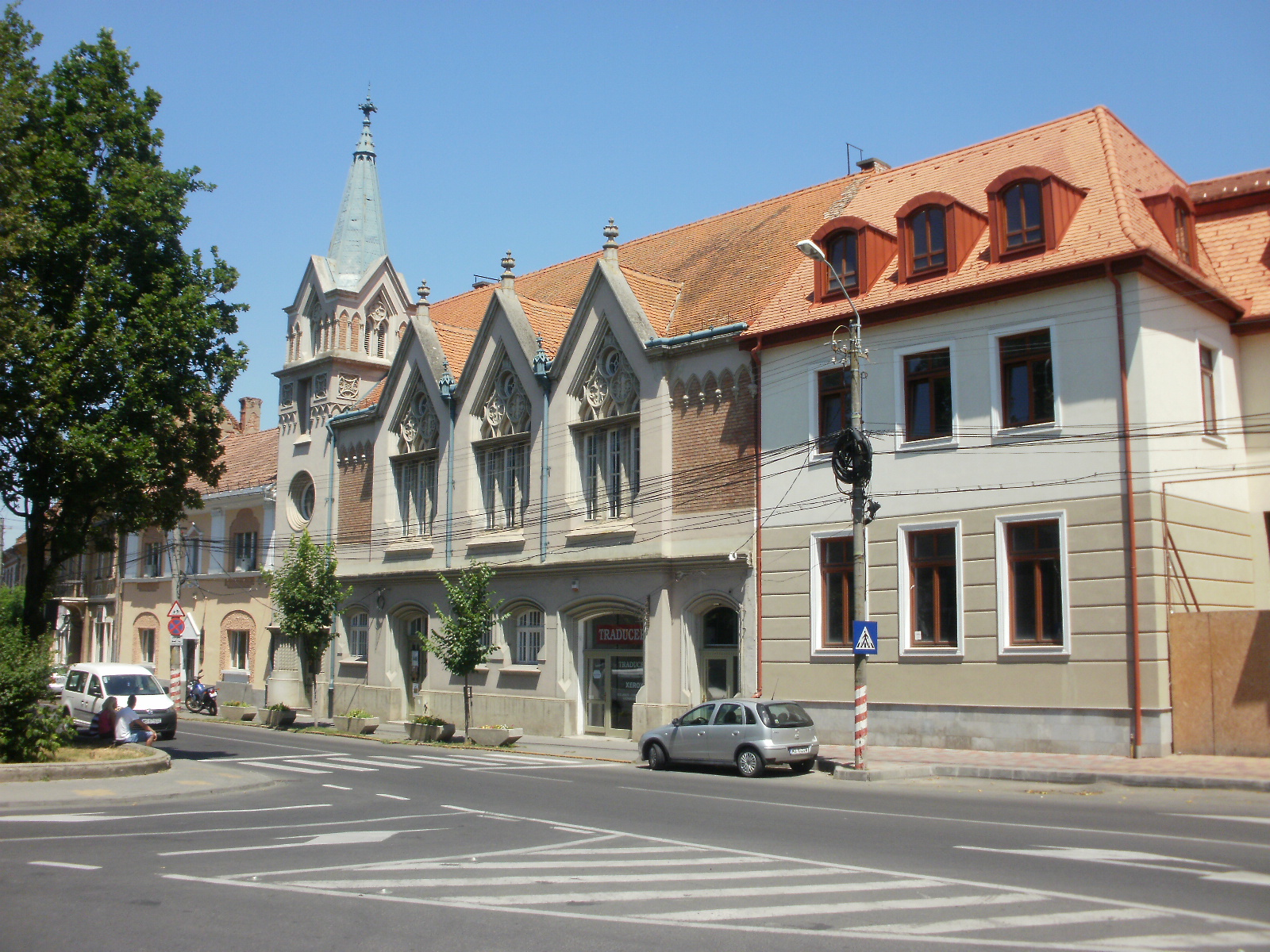
Biserica Unitariană din Piața Bolyai

Cultul unitarian a fost înființat la Cluj în contextul reformei protestante. Anul 1568 este considerat anul fondării Bisericii Unitariene. În acel an Dieta de la Turda a proclamat libertatea religioasă în Transilvania, admițând credința unitariană ca religie recunoscută a Principatului Transilvania. De-a lungul istoriei unitarienii au fost prezenți în oraș, dar au fost minoritari între protestanți (reformați, luterani).
Comunitatea unitariană numai în 1869 a reușit să ridice o casă de rugăciune și un han la colțul străzilor actuale Bolyai și Tamás Borsos. Pe locul casei de rugăciuni a fost construită Biserica Unitariană din Târgu Mureș (Biserica din Piața Bolyai) între anii 1929-1930 în stil neogotic. Interiorul bisericii este puritan, foarte simplu, fără obiecte de artă religioasă, întrucât cultul unitarian interzice existența unor astfel de obiecte. Singurele decorațiuni sunt brâurile pictate cu motive florale, care marchează nervurile bolților sau anumite contururi.
Creșterea substanțială a numărului unitarienilor a făcut posibilă construirea Bisericii din Piața Dávid Ferenc, în Dâmbul Pietros. Stilul ales a rămas la rădăcinile puritane și transilvănene, astfel clădirea face o aluzie la vechile biserici fortificate.

### Structura etnică
Conform recensământului din 1992, după etnie locuitorii se împart în: 84 492 maghiari, 76742 români, 558 germani, 3 259 țigani, 156 evrei, 128 alte etnii.
După recensământul din 2002 a rezultat următoarea structură etnică: din totalul de 150041 locuitori ai municipiului sunt 75533 români, 70108 maghiari, 3660 țigani, 304 germani etc..
Evoluția structurii etnice începând din 1850 
| An   | Total   | Români | Maghiari | Germani | Evrei | Romi  | Alte etnii |
| ---- | ------- | ------ | -------- | ------- | ----- | ----- | ---------- |
| 1850 | 7 855   | 6,0%   | 82,6%    | 3,1%    | 2,6%  | 3,6%  | 2,1%       |
| 1869 | 12 678  | 5,2%   | 88,9%    | 3,5%    |       |       | 2,4%       |
| 1900 | 20 229  | 11,6%  | 83,3%    | 3,6%    |       |       | 1,5%       |
| 1910 | 25 517  | 6,7%   | 89,3%    | 2,4%    |       |       | 1,6%       |
| 1930 | 40 058  | 26,7%  | 57,2%    | 1,7%    | 12,1% | 1,1%  | 1,2%       |
| 1966 | 86 464  | 28,3%  | 70,9%    | 0,6%    |       |       | 0,2%       |
| 1977 | 127 783 | 34,8%  | 63,6%    | 0,6%    | 0,4%  | 0,5%  | 0,1%       |
| 1992 | 164 445 | 46,1%  | 51,4%    | 0,3%    | 0,1%  | 2%    | 0,1%       |
| 2002 | 149 577 | 50,34% | 46,73%   | 0,2%    |       | 2,43% | 0,3%       |
| 2011 | 134 290 | 49,17% | 42.84%   | 0,15%   |       | 2,31% | 0,22%      |

#### Comunități etnice

##### Comunitatea maghiară
În municipiul Târgu Mureș trăiește cea mai mare comunitate maghiară urbană din România, care datează încă din Evul Mediu. Cronica Săsească din Brașov, care a fost tipărită în anii 1847-1848 spune că localitatea a fost fondată în 1004, în timpul domniei lui Ștefan I al Ungariei și a fost locuită de către secui, fără a prezenta însă documente atestatoare. De-a lungul istoriei orașul a devenit cel mai important și puternic din Ținutul Secuiesc, fapt demonstrat de faptul că Târgu Mureș era singurul oraș regesc liber din regiune. Etnograful, Balázs Orbán în opera sa principală intitulată Descrierea Ținutului Secuiesc, realizat între anii 1868-1873, scrie următoarele: „E cel mai mare și frumos oraș din Ținutul Secuiesc, care deține 12 000 de locuitori maghiari harnici. Această populație este de origine secuiască, deoarece sunt puțini de religie orientală, evrei, luterani (...). Locuitorii dau o cotizație intelectuală mare; ca tabla regească, Colegiul Reformat și Gimnaziul Catolic.” 
Epoca dualismului a fost perioada când comunitatea maghiară a încercat să găsească valorile naționale. În acest context au fost construite cele două clădiri emblematice din Centru, fosta Primărie și Palatul Culturii. Proiectele clădirii au fost executate de perechea de arhitecți budapestani care au semnat și planurile edificiului învecinat al Primăriei, Komor Marcell și Jakab Dezső. Programul ornamental-decorativ al Palatului Culturii a fost formulat de către primarul György Bernády: „opera care se va concepe trebuie să aibă specific maghiar sub toate aspectele... trebuie să fie edificiul capodoperelor de artă plastică și decorativă inspirate din istoria maghiară și legendele populare secuiești”.
De-a lungul istoriei, cel mai important centru educațional al maghiarilor din Transilvania a fost Clujul, cu o viață academică intensă garantată de diversitatea facultăților universitare. Chiar dacă în Târgu Mureș educația a avut o istorie, prima școală fiind înființată în 1557, orașul a putut să ocupe numai un rang regional. Schimbarea a venit în perioada postbelică, când, din diverse motive politice, autoritățile au mutat în 1945 facultatea de medicină din cadrul Universității Bolyai la Târgu Mureș, în clădirea fostului liceu militar. Tot această soartă a avut Institutul Teatral Szentgyörgyi István care a primit noul sediu în 1952 în capitala Regiunii Autonome Maghiare. Importanța celor două instituții de învățământ superior, Universitatea de Medicină și Farmacie și Universitatea de Arte, constă în faptul că aici era singurul loc din România unde tinerii maghiari dornici să lucreze în medicină sau în arte aveau posibilitatea  limba lor maternă.

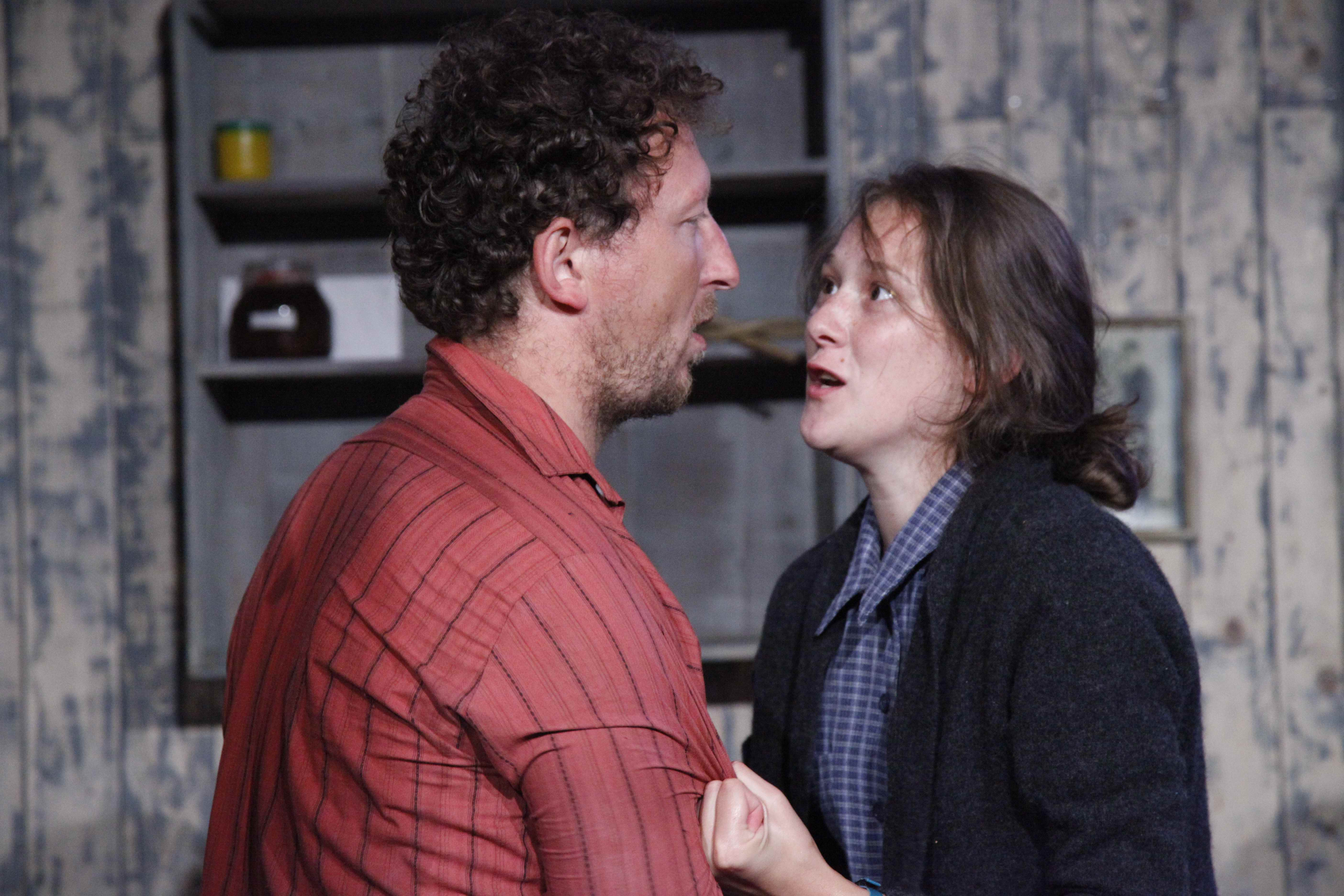
Spectacolul Bányavirág în regia lui Aba Sebestyén

Pe plan cultural maghiar orașul ocupă un loc de seamă în România cu un șir de instituții. Teatrul Național cu două secții este continuatorul tradiției impuse de Teatrul Secuiesc înființat în 1946 de regizorul Miklós Tompa. Compania „Tompa Miklós” a demonstrat de-a lungul istoriei că performanța prezentată este apreciată atât pe plan național, cât și pe plan internațional, fapt demonstrat de obținerea premiului pentru cel mai bun spectacol la Festivalul Național de Teatru de la Pécs, din Ungaria pentru opera Bányavirág (în română Flori de mină) în 2012.
În ceea ce privește folclorul, Ansamblul Artistic Mureșul a fost înființat în 1 octombrie 1956 cu 134 de membrii sub numele de Ansamblul Secuiesc. Această perioadă a fost timpul când dirijorii, coreografii și soliștii împreună cu ansamblul au devenit cunoscuți în toată țara: Szalman Lóránt, Birtalan József și Birtalan Judit, Szarvady Gyula, Székely Dénes și Domokos István, Orbán Irma designer, Tóth Erzsébet și Széllyes Sándor, Maria Precup, Balogh Dénes, Kerestély Lászlóand și mulți alții. Producțiile teatrale și de dansuri populare ca A Sodrásban, Édesanyám rózsafája, Apám tánca, Kalotaszeg, Egy más világ kapuján, De sok falut, de sok várost bejártam, A viz szalad, a kő marad..., Fehérlófia, Édes kicsi Jézusunk, Mátyás király álruhái, Kőműves Kelemen au captat atenția atât a spectatorilor locali cât și a celor străini. Ținta Teatrului Ariel cu secții în limbile română și maghiară este publicul alcătuit din copii.
Orașul este un important centru presei maghiare din România. Emisiunile în limba maghiară a Radioului Târgu Mureș sunt difuzate în regiunea din centrul României care cuprinde județele Mureș, Harghita, Covasna, Alba și Cluj. La fel, la postul public de radio și la TVR Târgu Mureș, funcționează redacție maghiară. Totodată, în oraș funcționează singurul post de televiziune maghiară cu acoperire națională, Televiziunea Maghiară din Transilvania.

##### Comunitatea rromă
Rromii alcătuiesc două mari grupări, dintre care cea mai mare este cea autohtonă, care s-a integrat pe plan cultural, astfel limba lor maternă este cea maghiară și după religie în mod tradițional sunt romano-catolici și reformați. Ei trăiesc în zone compacte unde alcătuiesc o majoritate covârșitoare. Cea mai importantă astfel de zonă este Valea Rece (în maghiară Hidegvölgy), o stradă cu case și blocuri sociale. Minoritatea este alcătuită de către țiganii numiți gabori, care își păstrează tradițiile și vorbesc limba romani.
Rromii din Târgu Mureș și din Sângeorgiu de Mureș au jucat un rol important în timpul conflictului interetnic din 1990. Premisa evenimentelor a fost faptul că la data de 10 februarie 1990 la Târgu Mureș aproape 100 000 de etnici maghiari au participat la un marș al tăcerii, ținând în mână o carte și o lumânare, semn de protest față de ne-redobândirea drepturilor colective pierdute în regimul comunist. Participanții cereau reînființarea Universității Bolyai din Cluj, reorganizarea rețelei de școli cu predare în limba maghiară, dreptul de a folosi liber limba maghiară, un minister al naționalităților. În 20 martie 1990 reprezentanții amândoi comunități au ieșit la stradă, în Centru. În timpul bătăii generalizate au sosit rromii, care au scandat: Ne féljetek magyarok, megjöttek a cigányok! (în română Nu vă temeți unguri, au sosit țiganii!), după care au participat la eveniment pe partea comunității maghiare.
Acest fapt a confirmat strânsa legătură dintre cele două comunități. În semn de respect în 2010 la Budapesta József Lőrinczi, József Sütő, József Szilágyi, Béla Puczi, Árpád Tóth și Péter Szilveszteri Kis au primit distincția „Helytállásért” cu Diploma Memorativă Petőfi a Fundației Polgári Magyarországért de la secretarul de stat responsabil pentru conviețuirea etnică și religioasă din Ungaria, Zoltán Balog. Premierul ungar, Gordon Bajnai, care a primit la audiență romii respectivi în Sala Munkácsy din Parlament, a declarat că în momentul în care a fost scandată propoziția respectivă țiganii mureșeni „au ajuns în cadrul națiunii maghiare”.

##### Comunitatea română

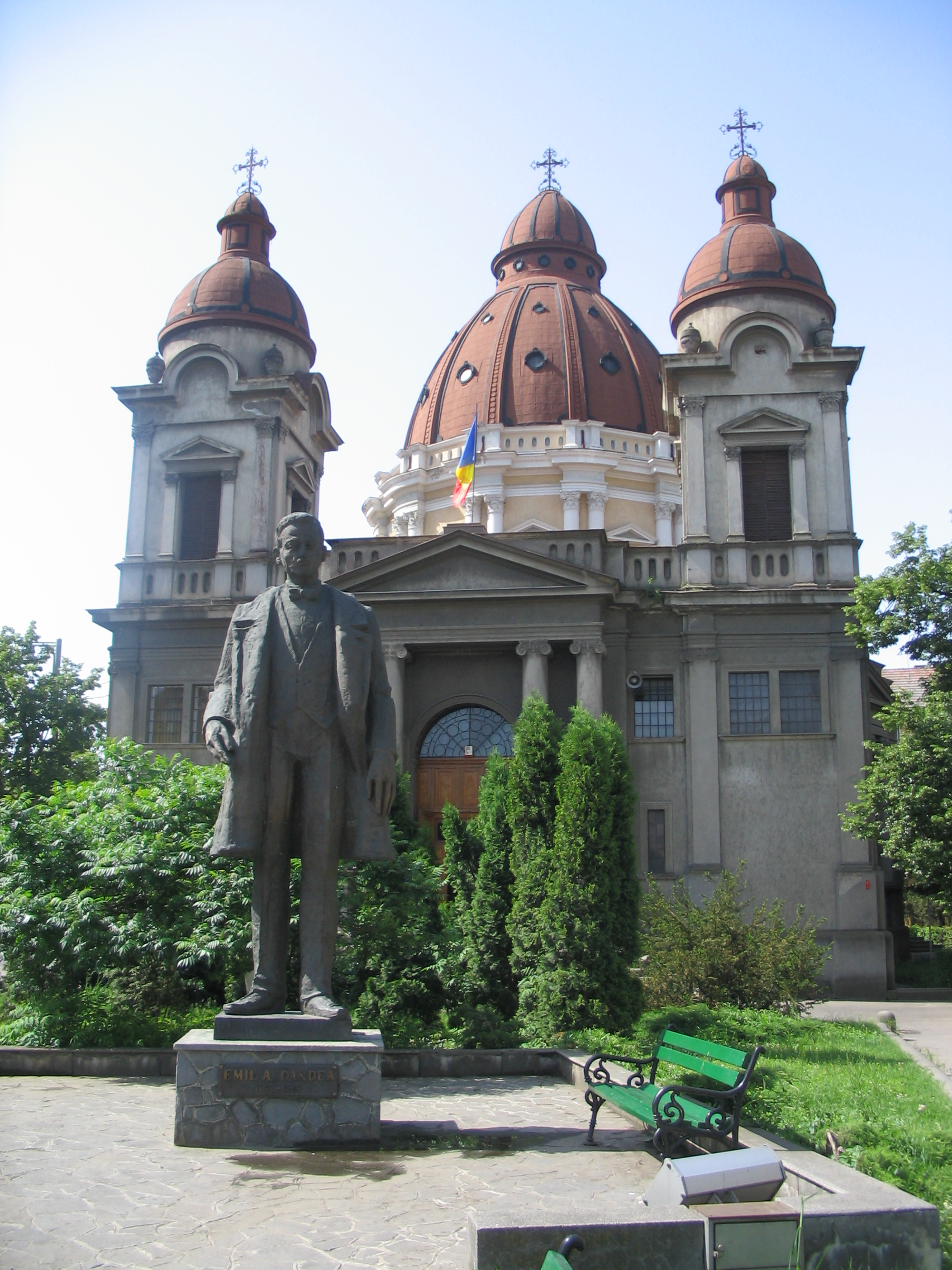
Biserica Buna Vestire cu statuia lui Emil Dandea

Contextul politic din Transilvania, la începutul secolului al XVIII-lea, s-a dovedit a fi favorabil populației de naționalitate română, care până în acel moment avea statutul de populație tolerată, fără drepturi egale cu restul naționalităților și fără a i se recunoaște religia ca fiind oficială în stat. Până în acest moment comunitatea română din Târgu Mureș, fiind una mică și fără putere economică, n-a avut un lăcaș de cult.
În 1750 românii catolici au primit o parcelă de la oraș în urma intervenției călugărului iezuit József Balogh. Cu ajutorul economic al unui negustor român a fost ridicată aici o biserică de lemn. În 1792, după ce vechea biserică arsese într-un incendiu, episcopul greco-catolic Ioan Bob a acordat sprijinul material necesar pentru ridicarea unui lăcaș de cult din cărămidă în stil baroc, devenind astfel ctitorul bisericii, așa cum o demonstrează și inscripția aflată deasupra ușii. Lucrările au fost conduse de János Topler.
Mai mulți reprezentanți ai Școlii Ardelene, cum ar fi Petru Maior și Gheorghe Șincai, au fost de origini mureșeni. Chiar dacă ambii reprezentanți ai mișcării culturale românești, care s-a înscris în contextul iluminismului european, au urmat numai câțiva ani cursurile Colegiului Reformat din Târgu Mureș, după care au plecat în marele centre universitare, precum Buda, Roma sau Viena, au avut legături strânse cu orașul. Odată reîntors în țară, Petru Maior a ocupat postul de profesor de logică, metafizică și drept natural la gimnaziul din Blaj. În această perioadă (1780-1785) făcuse două vizite la Târgu Mureș, prilejuite de ținerea unor cursuri pentru populația de origine română din localitate.
La fel ca în secolul al XVIII-lea, și în secolul al XIX-lea, țelul reprezentanților românilor din Transilvania a fost emanciparea spirituală, culturală și politică a comunității. În acest context a dorit Avram Iancu să urmeze cariera de avocat și din acest motiv venise la Târgu Mureș pentru a-și îndeplini stagiatura pe lângă Tabla Regească. Împreună cu Alexandru Papiu-Ilarian, care era și el cancelarist la Tabla Regească, Avram Iancu a devenit lider al tinerilor intelectuali români din localitate, animați de sentimente profund naționale și dornici de a se implica în rezolvarea problemelor politice și sociale ale românilor din Transilvania. În acești ani el a locuit într-o casă din vecinătatea Cetății Medievale, în strada numită Klastrom. Paralel însă tinerii maghiari sprijiniți de profesorii Colegiului Reformat și de conducerea orașului au manifestat și ei solidaritatea față de ideile lui Lajos Kossuth privind unirea națională între Ungaria și Transilvania.
Schimbările majore, ce privesc viața politică și culturală română, au venit după unirea Transilvaniei cu România în 1918–1920. Ajungerea juristului Emil Dandea în fruntea orașului prin numirea lui ca edil șef din centru a însemnat reorganizarea administrativă a orașului, prin eliminarea funcționarilor publici proveniți din epoca dualistă și învigorarea culturii române. În acest context au fost mutate toate statuile publice, care au prezentat pe liderii maghiari care au luat parte în Revoluția Maghiară din 1848 și a fost amplasat un monument dedicat latinității. Au fost înființate clase cu limba de predare română în o parte din instituțiile de învățământ construite în dualism, iar în locul institutului militar austro-ungar a fost creat cu ajutorul ministerului din București Liceul Militar „Mihai Viteazul”.
Teatrul Național, înființat în 1947 sub denumirea de Teatrul Secuiesc (în maghiară Székely Színház) doar în limba maghiară, a devenit intercultural în 1962, odată cu fondarea companiei române și mutarea într-o clădire nouă, special construită în piața din mijlocul orașului prin demolarea Bisericii Franciscane și altor monumente istorice. În prezent thalia formată din Trupele „Liviu Rebreanu” și „Tompa Miklós” reprezintă un model de interculturalitate, prin promovarea unui repertoriu bilingv, funcționând ca un liant al comunității mureșene. Cei care caută o alternativă pentru ofertele institutului public, pot găsi în persoana Teatrului 74. Funcționând în Bastionul Măcelarilor din Cetatea Medievală, trupa formată din tineri actori vrea să abordeze prin proiecte unice stratul intelectual român din Târgu Mureș.

#### Conviețuire interetnică
Drepturile lingvistice, culturale și economice ale comunității maghiare din Târgu Mureș sunt garantate de către legislația în vigoare. Astfel, cetățenii aparținând acestei etnii pot folosi limba lor maternă în instituțiile primăriei și instituțiile de stat deconcentrate cu scopul de a comunica oral sau scris, totodată toate inscripțiile publice de aici trebuie să fie bilingve, iar informațiile de interes public se publică și în limba maghiară. Însă conducerea primăriei de multe ori a fost criticată de către reprezentanții comunității maghiare din cauza nerespectării legislației în vigoare pe tema bilingvismului, iar Consiliul Național pentru Combaterea Discriminării (CNCD) a decis în 2014 că neinscripționarea bilingvă a unităților de învățământ din oraș constituie discriminare directă și l-a amendat pe primarul Dorin Florea. În 2020, după 20 de ani, a fost ales din nou un primar maghiar în Târgu Mureș, în persoana istoricului Zoltán Soós. Acesta a candidat ca independent, pe o platformă trans-etnică, și a fost susținut politic de Uniunea Democrată Maghiară din România, iar procentul de voturi cu care a fost ales a depășit ponderea comunității maghiare din oraș.
Bilingvismul în sectorul privat din localitate este un fenomen des apărut și acceptat, chiar dacă acest fenomen a fost unul dintre catalizatoarele conflictului interetnic de la Târgu Mureș. În 16 martie 1990 în jurul fostei farmacii nr. 28 din strada Înfrățirii se aduna mulțimea ca să-și manifeste dezacordul față de gestul conducerii unității, care a decis așezarea inscripțiilor bilingve. Astăzi, mentalitatea multiculturală pe planul comunicării se practică în general atât în micile magazine, cât și în centrele comerciale operate de către marile lanțuri internaționale.

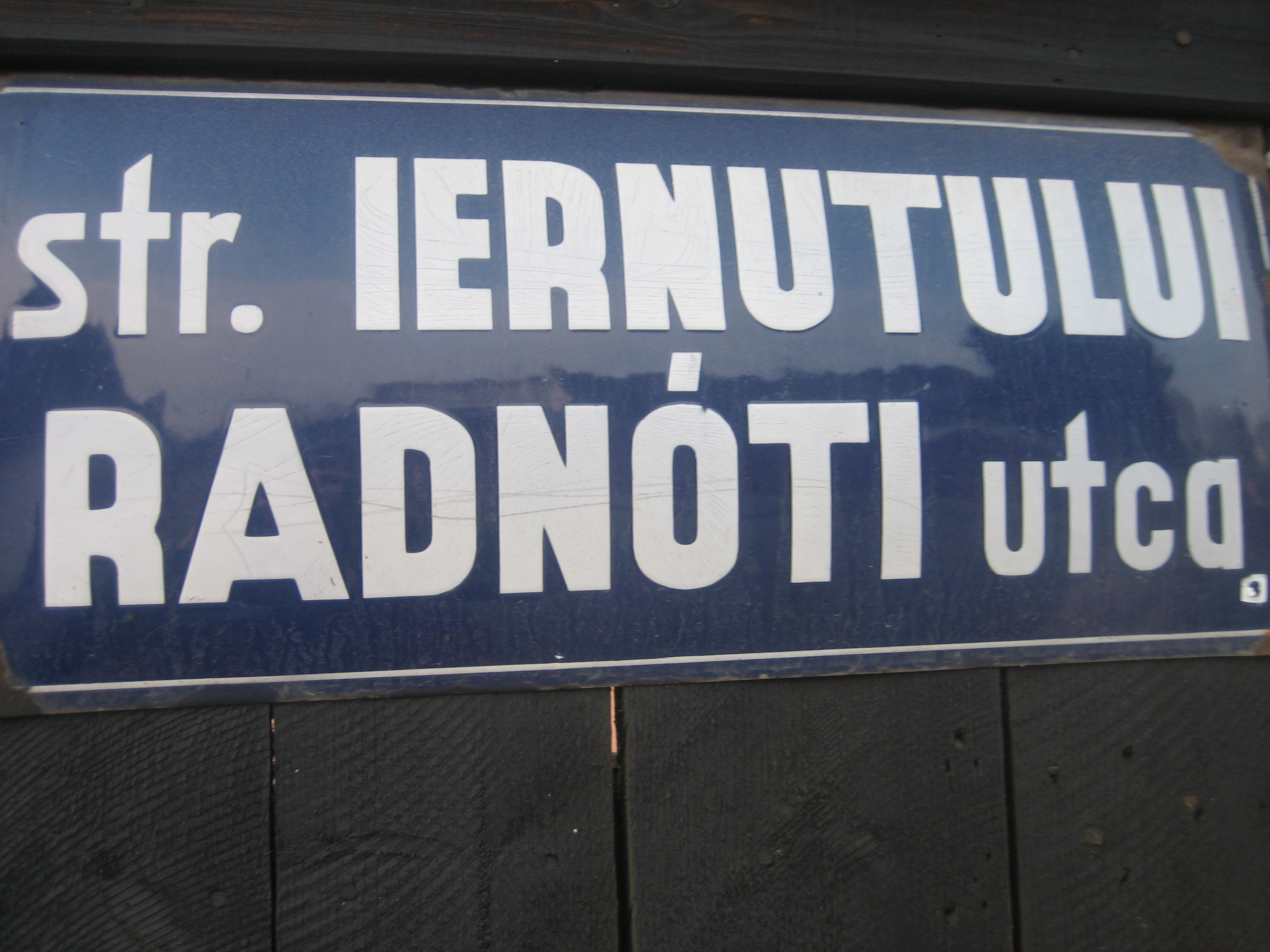
Inscripție bilingvă, Orașul de Jos
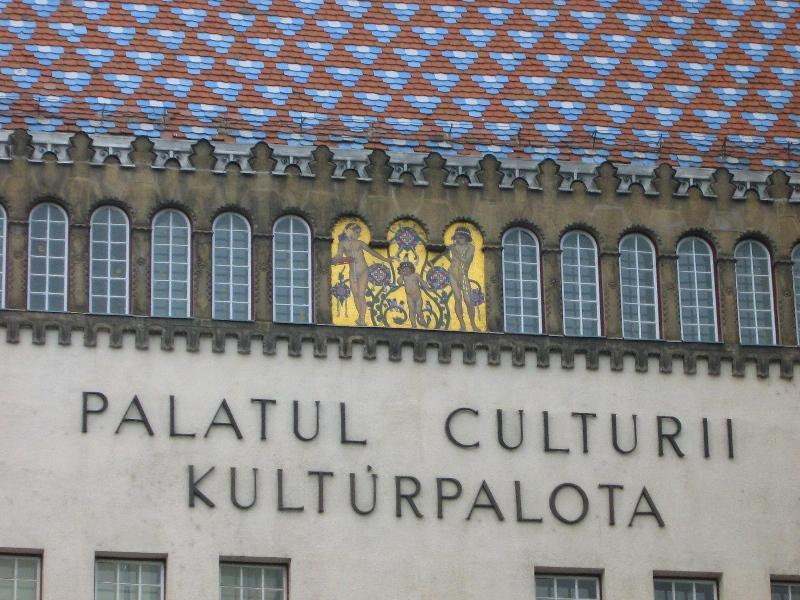
Inscripția bilingvă de pe fațada Palatului Culturii sub mozaicul realizat de Aladár Körösfői-Kriesch pe tema „Patrona Hungariae” (Hódolat Hungáriának)
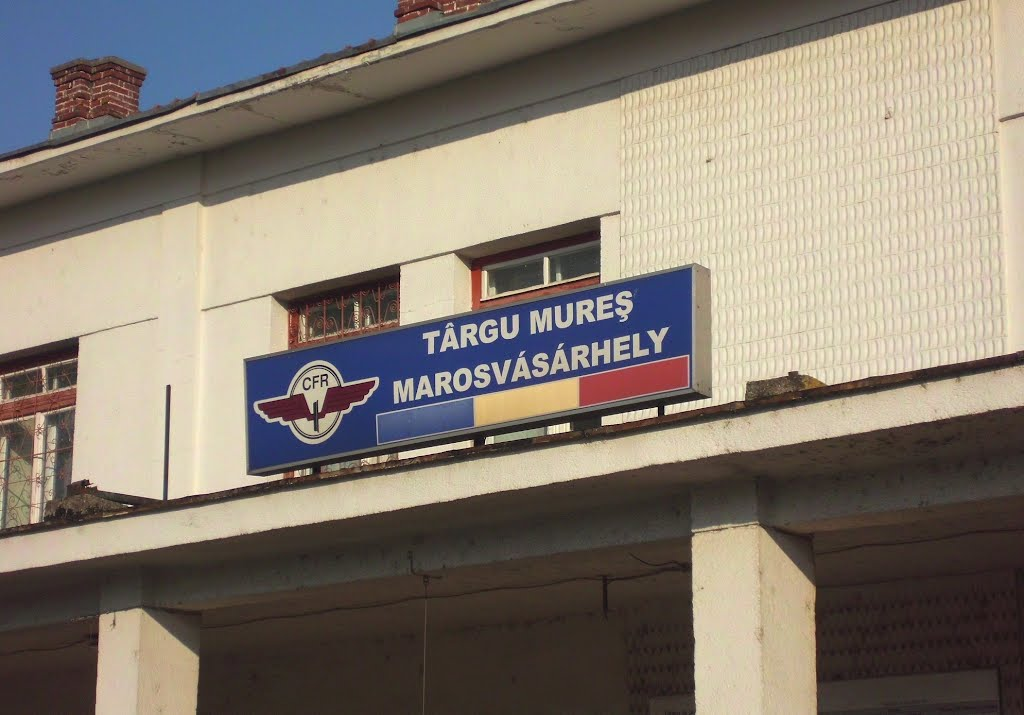
Gara Mare
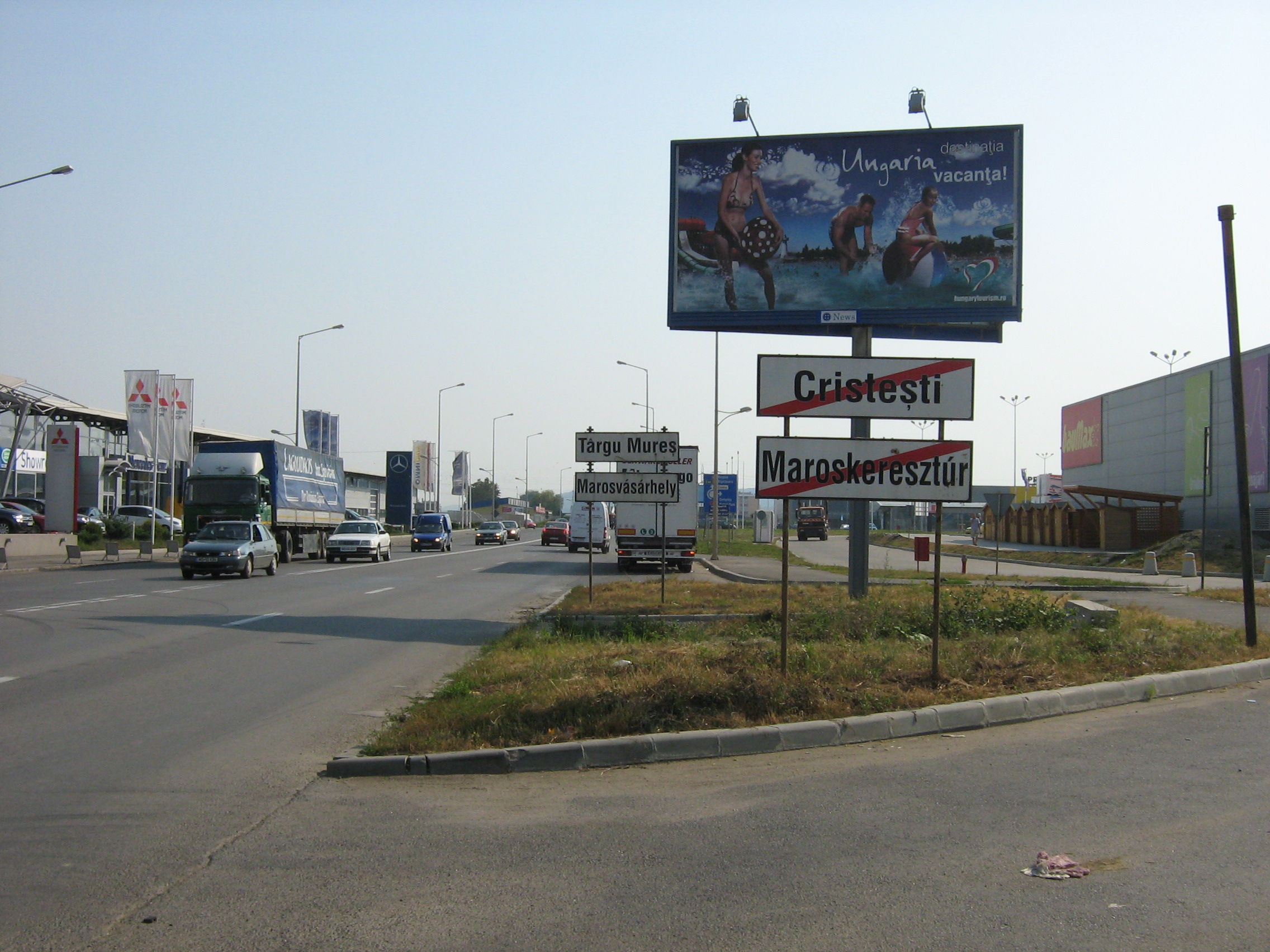
Intrarea dinspre Cluj

## Transport

E60 la intrarea în oraș, Calea Sighișoarei

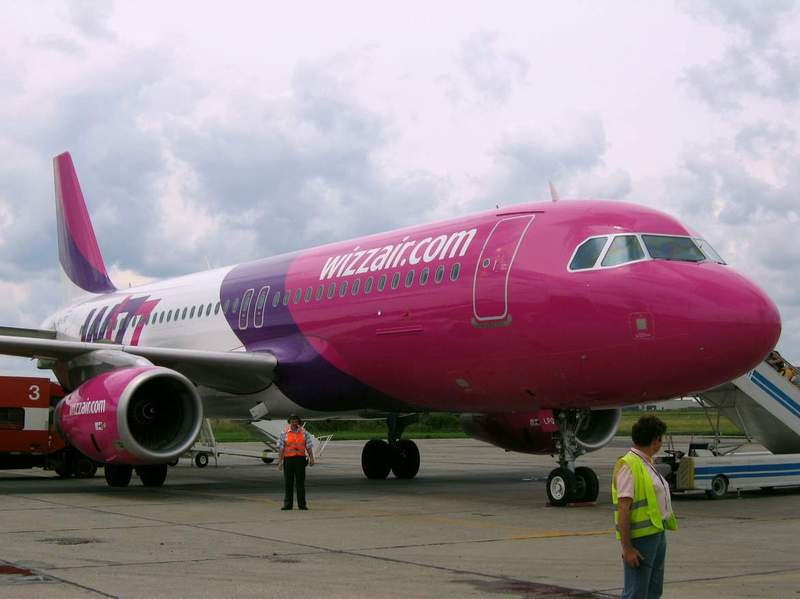
O aeronavă de tip Airbus A320 pe pista aeroportului

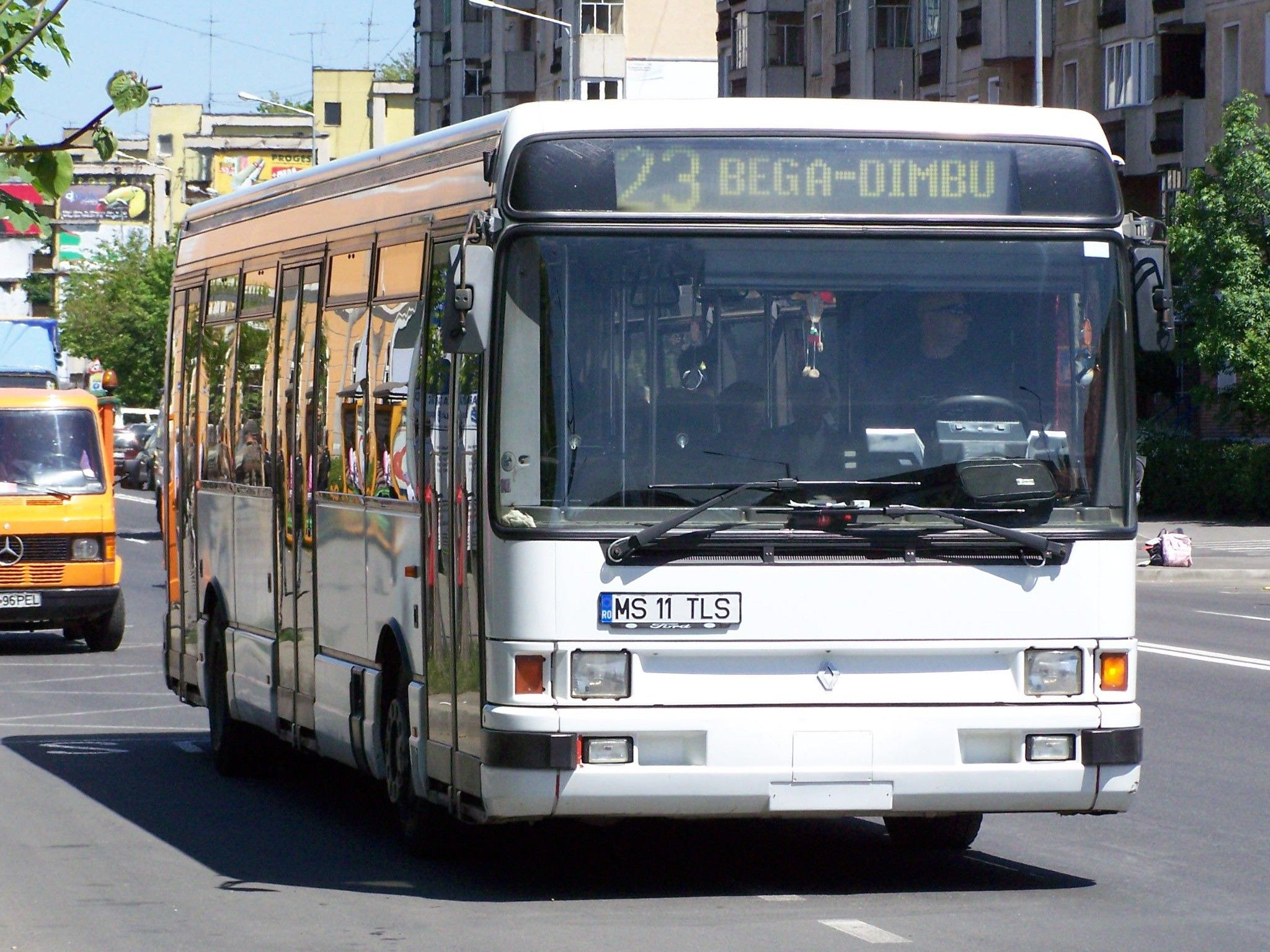
Autobuzul 23 în centrul orașului

Municipiul Târgu Mureș are acces direct la magistralele feroviare și rutiere care îl traversează, lucru care asigură legătura cu principalele orașe ale țări și centrele regionale, atât pentru călători cât și pentru marfă. Localitatea este un nod de transporturi regional, datorită poziției sale în centrul Transilvaniei și factorilor istorice, care au făcut posibil să ocupe cel mai important loc în rândul orașelor din Ținutul Secuiesc.

### Transport rutier
Orașul este traversat de drumul european E60 (București - Oradea - Budapesta - Viena). Totuși lipsa interconectării rapide cu partea de est (în special nord-est) a țării (Coridorul 9 European), privează Târgu Mureșul de legăturile necesare cu aria sa de influență economică. Abundența fluxului de tranzit și transport de marfă, coroborată cu lipsa unei șosele de centură adecvate, augmentează traficul intern, perturbând circulația în municipiu și ridicând gradul de poluare.
În 2004 au început lucrările la Autostrada Transilvania, care, din 2019, are un nod rutier la Ungheni, la o distanță de 14 km de Târgu Mureș. În prezent sunt în fază avansată lucrările la secțiunea Câmpia Turzii–Chețani, în timp ce lucrările pe tronsonul Ogra–Sighișoara au fost întrerupte. În 2020 au început și lucrările pentru realizarea drumului de legătură de la Târgu Mureș spre Ungheni.

### Transport feroviar
Prima linie feroviară din regiune a fost dată în folosință în 1871 și a legat Târgu Mureșul cu Lunca Mureșului. Linia Târgu Mureș - Deda - Gheorgheni - Miercurea Ciuc - Sfântu Gheorghe - Brașov a fost finalizată în 1909. Aici, căile ferate se chemau székely körvasút ("calea ferată circulară secuiască") și făcea legătura feroviară între toate orașele importante din Ținutul Secuiesc.
În momentul de față Gara Târgu Mureș are conexiuni feroviare cu toate orașele principalele din România, întreținute de compania națională de transport feroviar de călători, CFR. Concomitent, există și două trenuri internaționale, pe ruta Budapesta - Târgu Mureș (Ady Endre) operate de către Magyar Államvasútak (MÁV). Calea ferată îngustă dintre Târgu Mureș și Sovata a fost desființată. Gara Mare asigură transportul feroviar spre București și multe alte orașe principale românești, prin linii Intercity. Orașul dispune și de două gări secundare, Gara de Nord (sau Gara Mică) din Orașul de Sus și Gara de Sud, aflată în vecinătatea combinatului Azomureș, care este de fapt și gara localității Cristești.

### Transport aerian
Târgu Mureșul este deservit de un aeroport internațional, numit Aeroportul Internațional "Transilvania", amplasat în imediata vecinătate a orașului, mutat la Vidrasău în anul 1969.
Inițial aeroportul a fost înființat în anul 1936, după 1969 vechiul aeroport rămâne aeroport sportiv pentru sporturile aviatice, planorism, parașutism și aeromodelism. Primele zboruri au fost doar zboruri interne, executate spre București și Cluj cu aeronave de tip Li-2 mai târziu, pe ruta București și cu Il-14. De-a lungul existenței sale, aeroportul din Târgu Mureș a suferit o serie de modificări și modernizări. În timpul celui de al Doilea Război Mondial, armata germană și cea maghiară a modernizat și consolidat infrastructura aeroportului.
Odată cu schimbarea locației pe actualul amplasament în anul 1969 s-a construit un nou sediu cu toată infrastructura de bază. Astăzi aeroportul găzduiește mai mulți operatori aerieni (Tarom, Wizz Air) care au curse spre Budapesta, București, Dortmund, Londra și Memmingen. În anul 2011 traficul de pasageri în Aeroportul Transilvania a fost de 257 303 persoane, în creștere cu 243% față de anul precedent.

### Transport public
Principalele mijloace de transport în comun sunt autobuzele, urmate de microbuze operate de asocierea public-privată SC Transport Local SA și SC Siletina SRL în peste 30 de linii.
Consiliul Local a aprobat, la sfârșitul anului 2015, achiziționarea a 80 de autobuze noi, iar primele 20 au ajuns in aprilie 2016. Mașinile sunt EURO 6, cu rampă de acces pentru persoanele cu mobilitate redusă și cu camere video în interior. Municipalitatea dorește ca pe viitor să introducă autobuze electrice în Tg. Mureș, autobuze pentru zona periurbană, dar și un trenuleț electric
Până la înființarea transportului în comun de persoane modern, cunoscut în forma actuală în orașul Târgu Mureș, acesta se făcea cu birje de către Asociația Profesională a Meseriașilor din Transporturi. Exploatarea transportului în comun de pasageri a luat ființă la 1 mai 1949, cu autobuze transformate din autocamioane uzate, cumpărate din parcul bunurilor sovietice din Brăila.

## Educație
Dezvoltarea simțitoare a educației în Târgu Mureș a avut loc după reforma protestantă. În anul 1557 a fost menționată existența unei biblioteci, pe lângă un așezământ instructiv-educativ numit Schola Particula în incinta Bisericii Reformate din Cetate, prima școală de acest fel de pe cuprinsul României actuale. În 1718 școala a fost reorganizată și redenumită în Colegiul Reformat, iar printre disciplinele studiate se număra teologia și filozofia. Din 1797 se studia atât dreptul, cât și filologia și științele ale naturii. Guvernatorul Sámuel Teleki în timpul petrecut la Viena a planificat dezvoltarea bibliotecii școlii. Visul lui era realizarea unei biblioteci de dimensiune mare, absolut europeană. El acumulase nenumărate cărți și materiale tipărite de pe moșiile de pe întreaga Vale a Mureșului. În anul 1802 după ce fondul de carte a fost îndeajuns de bogat, biblioteca își deschise porțile în mod oficial și a fost declarată bibliotecă publică.
În perioada dualismului, primarul György Bernády a pus un accent deosebit pe educație. În timpul mandatului său au fost construite, atât din fonduri proprii, cât și din fonduri de la Budapesta, grădinițe, școli elementare, gimnazii (în limba maghiară și germană gimnaziul este liceul) separate pentru băieți și fete, școală militară și colegii. Totodată și construirea clădirilor instituțiilor de învățământ reformate, catolice și evreiești au fost co-finanțate de către primărie. Astfel, se poate spune că absolut toate instituțiile de educație de prestigiu actuale din oraș, cum ar fi Colegiul Unirea, Școala Gimnazială „Europa”, Colegiul Al. Papiu Ilarian, Liceul Vocațional de Artă, Liceul Teoretic Bolyai Farkas, Universitatea de Medicină și Farmacie și Universitatea Petru Maior, funcționează în clădirile construite de către edilul șef de atunci.
În prezent, în Târgu Mureș funcționează 102 de unități de învățământ care pot fi împărțite astfel: 41 pentru învățământul preșcolar, 20 pentru învățământul primar și gimnazial, 6 licee, 10 grupuri școlare, 10 școli complementare sau de ucenici, 10 postliceale sau de specialitate și 4 instituții de învățământ superior.

### Învățământ superior
Învățământul superior în Târgu Mureș este reprezentat de instituții de stat și de instituții particulare. Din prima categorie fac parte Universitatea de Medicină și Farmacie, Universitatea Petru Maior și Universitatea de Arte. Din a doua categorie fac parte: Universitatea Dimitrie Cantemir și Universitatea Sapientia.
Universitatea de Medicină și Farmacie este una din cele mai prestigioase instituții de învățământ superior de stat din România, cu statut multicultural și multilingvistic, conform legii educației naționale, înființată în anul 1945. și Universitatea derulează programele de cercetare. Prin temele de cercetare abordate, universitatea încearcă să își păstreze un loc de frunte în școala românească de medicină Un plus în consolidarea imaginii școlii de medicină din Târgu Mureș este adus și de centrul de instruire național în medicina de urgență, efectuat de SMURD Târgu Mureș.
Prin transferarea Academiei de Arta Teatrală din Cluj s-a creat Universitatea de Arte, care a purtat mult timp numele actorului, regizorului de origine ardelenească István Szentgyörgyi. Academia are trei secții cu predare în limba română și în maghiară: actorie, teatrologie și regie, iar în urma finalizării lucrărilor de reabilitare Casei Pálffy din strada Bolyai, a fost dat în folosință sediul Facultății de Muzică.
Cercetarea în domeniul științelor sociale este efectuată în unul din institutele Academiei Române, Institutul de cercetări socio-umane "Gheorghe Șincai", înființat în 1957. Cercetătorii care activează aici acoperă mai multe domenii ale științelor sociale, precum: istoria, istoria literaturii și literatura comparată, psihologia.

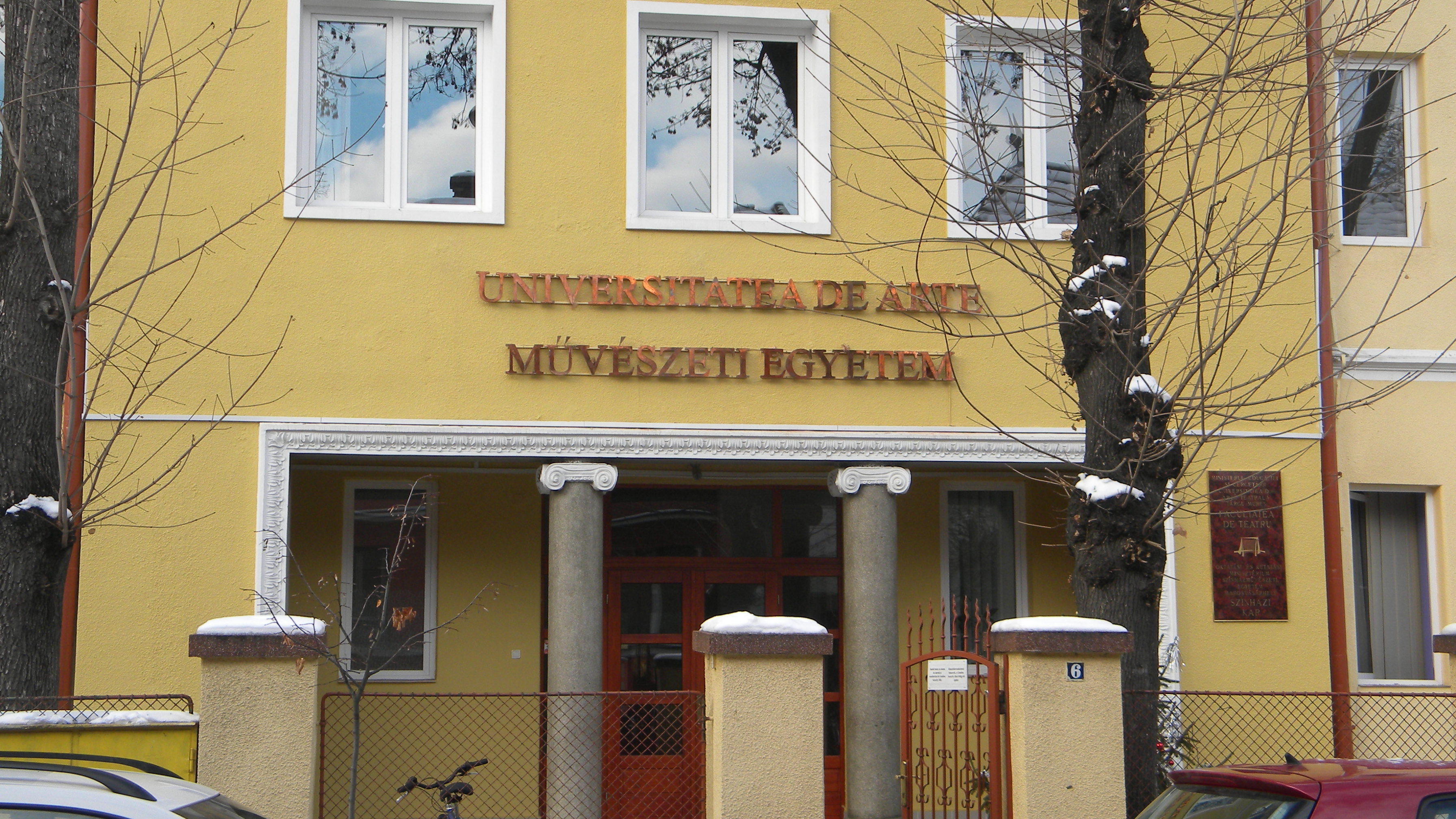
Universitatea de Arte din Târgu Mureș
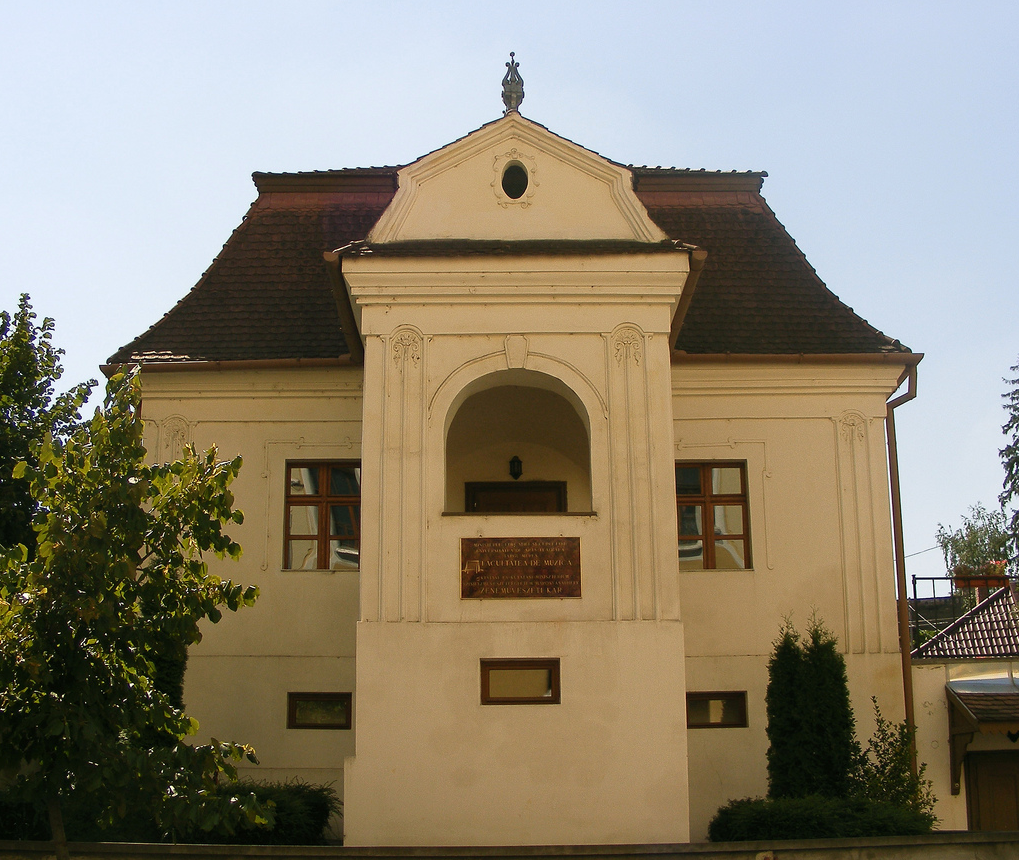
Facultatea de Muzică, Casa Pálffy din strada Bolyai
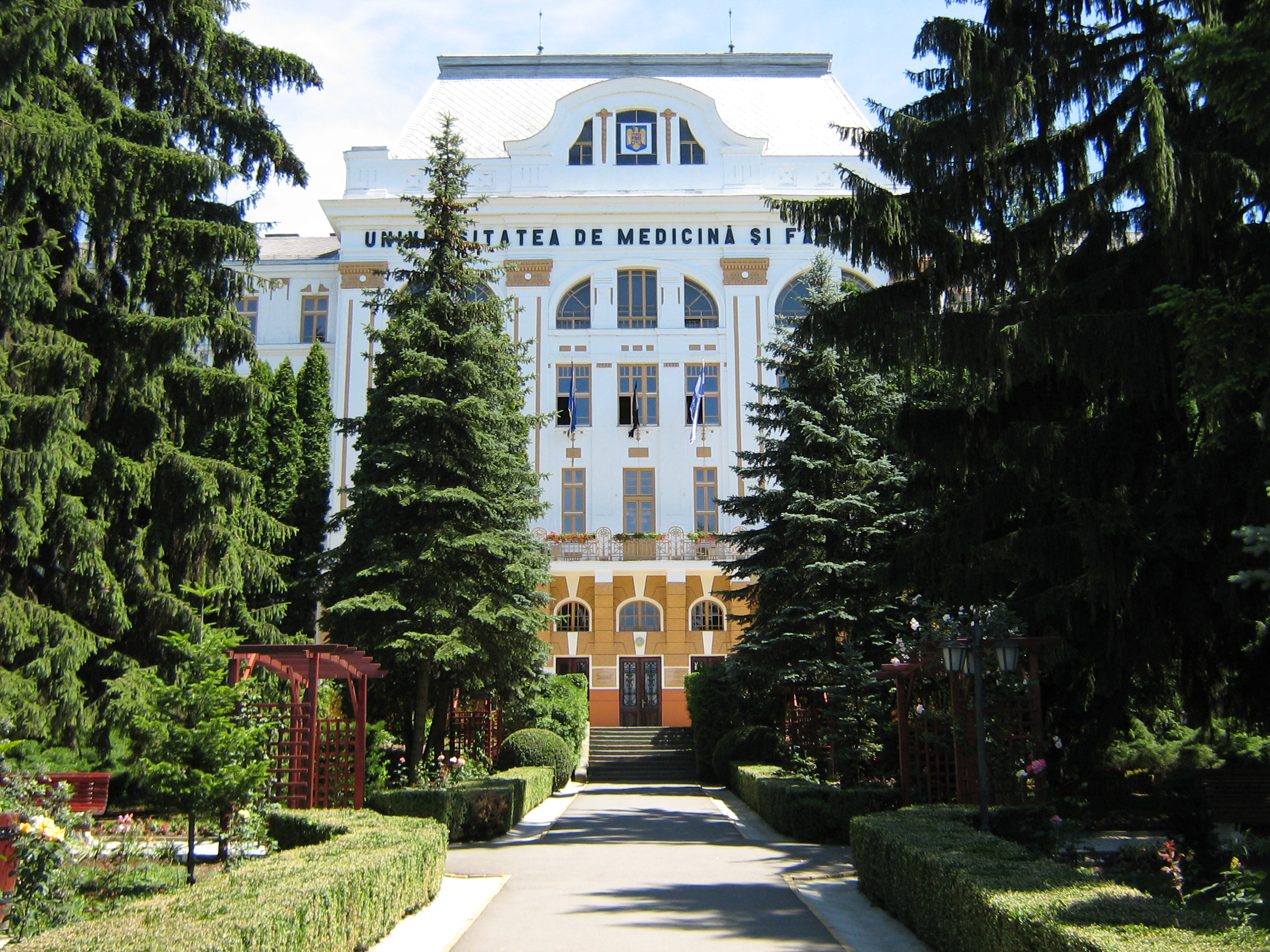
Universitatea de Medicină și Farmacie
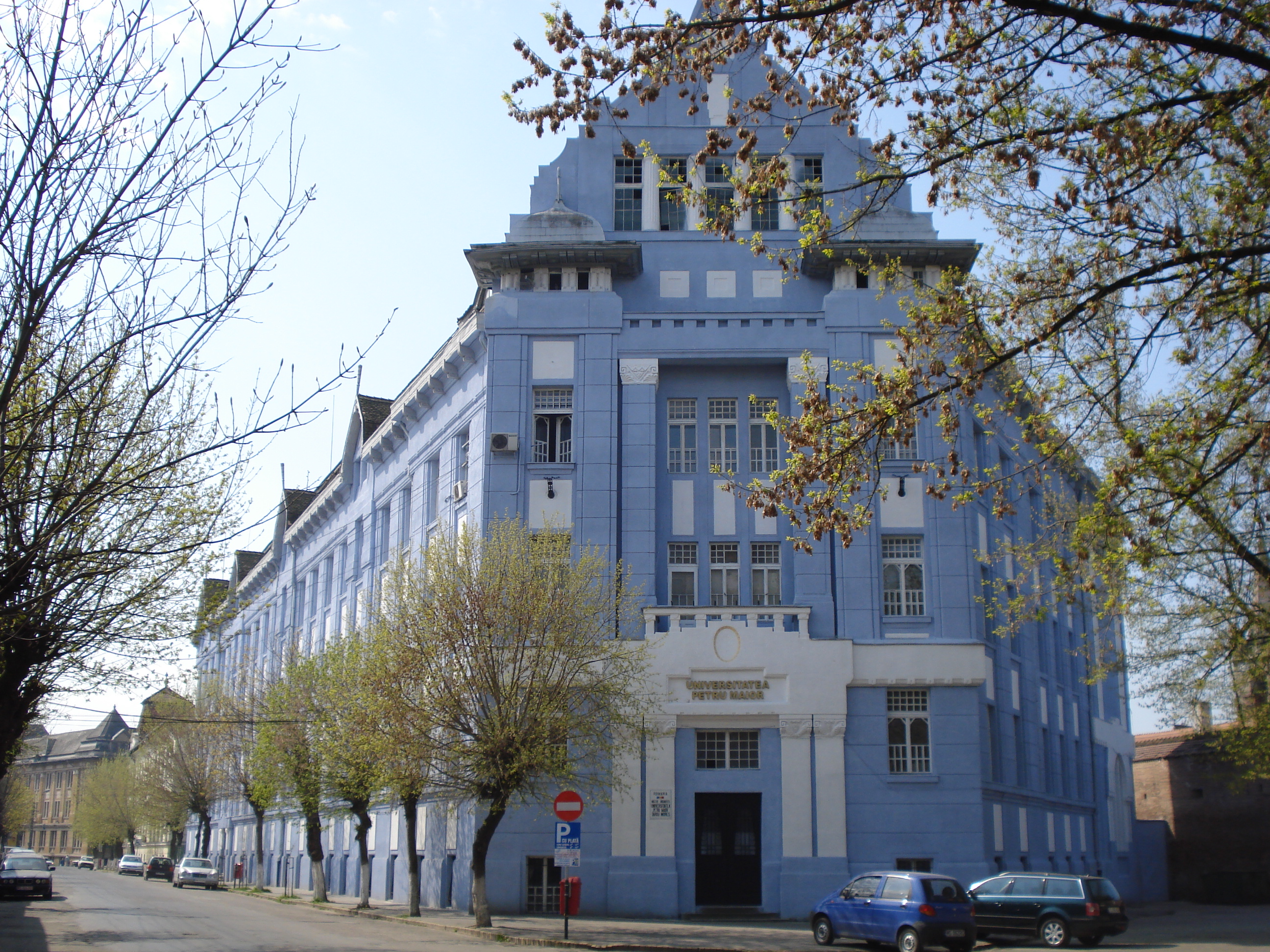
Universitatea Petru Maior
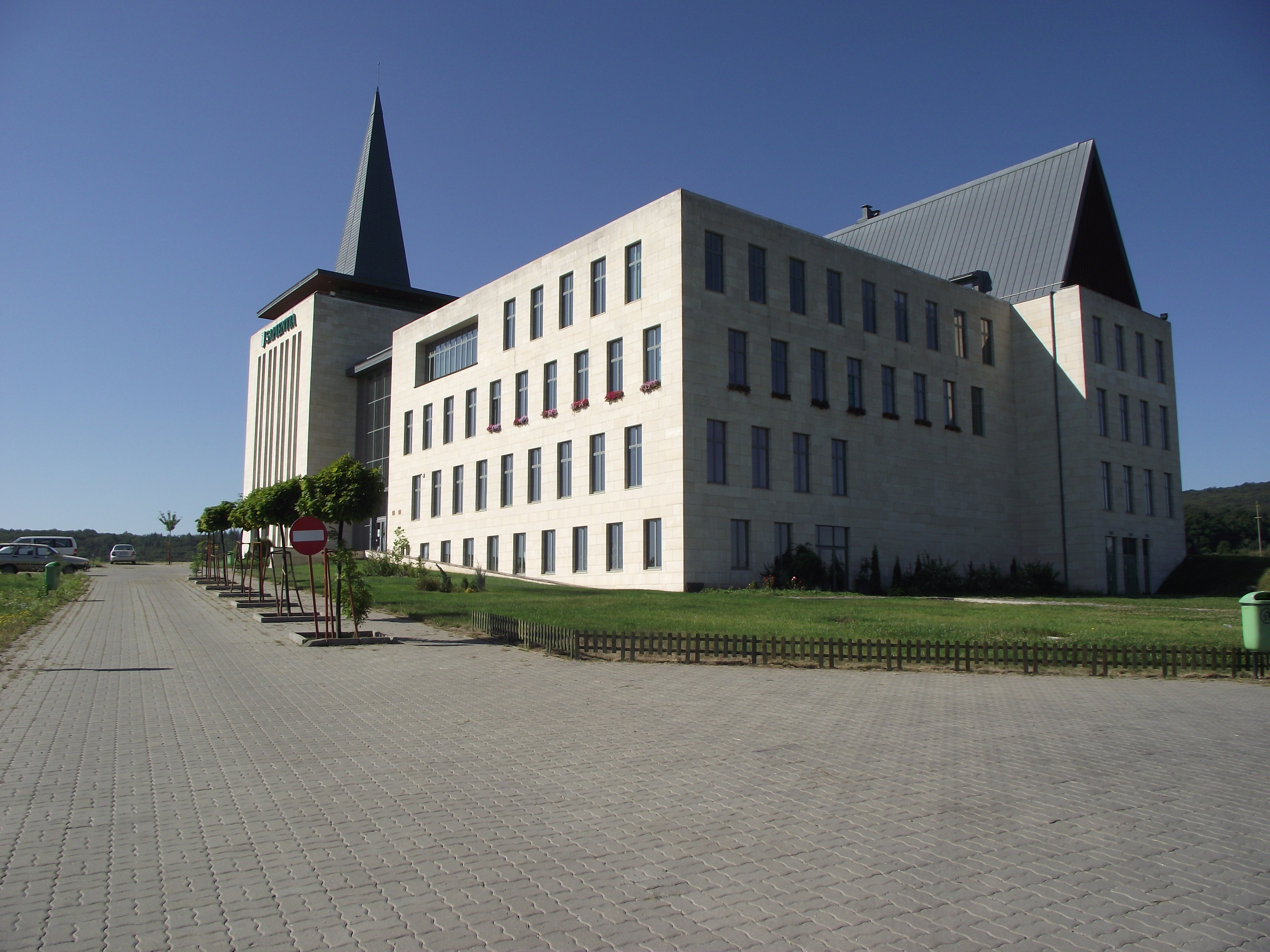
Universitatea Sapientia

### Învățământ mediu
Principalele instituții de învățământ liceal ale orașului sunt: Colegiul „Alexandru Papiu Ilarian”, Colegiul Național „Unirea”, Liceul Vocațional de Artă, Liceul Teoretic „Bolyai Farkas”, Liceul Teoretic „Gheorghe Marinescu”, Liceul Teologic Reformat, Liceul Teologic Romano-Catolic „II. Rákóczi Ferenc”, Liceul Pedagogic, Liceul Economic, și Liceul Tehnologic Electromureș.

Colegiul Național Unirea
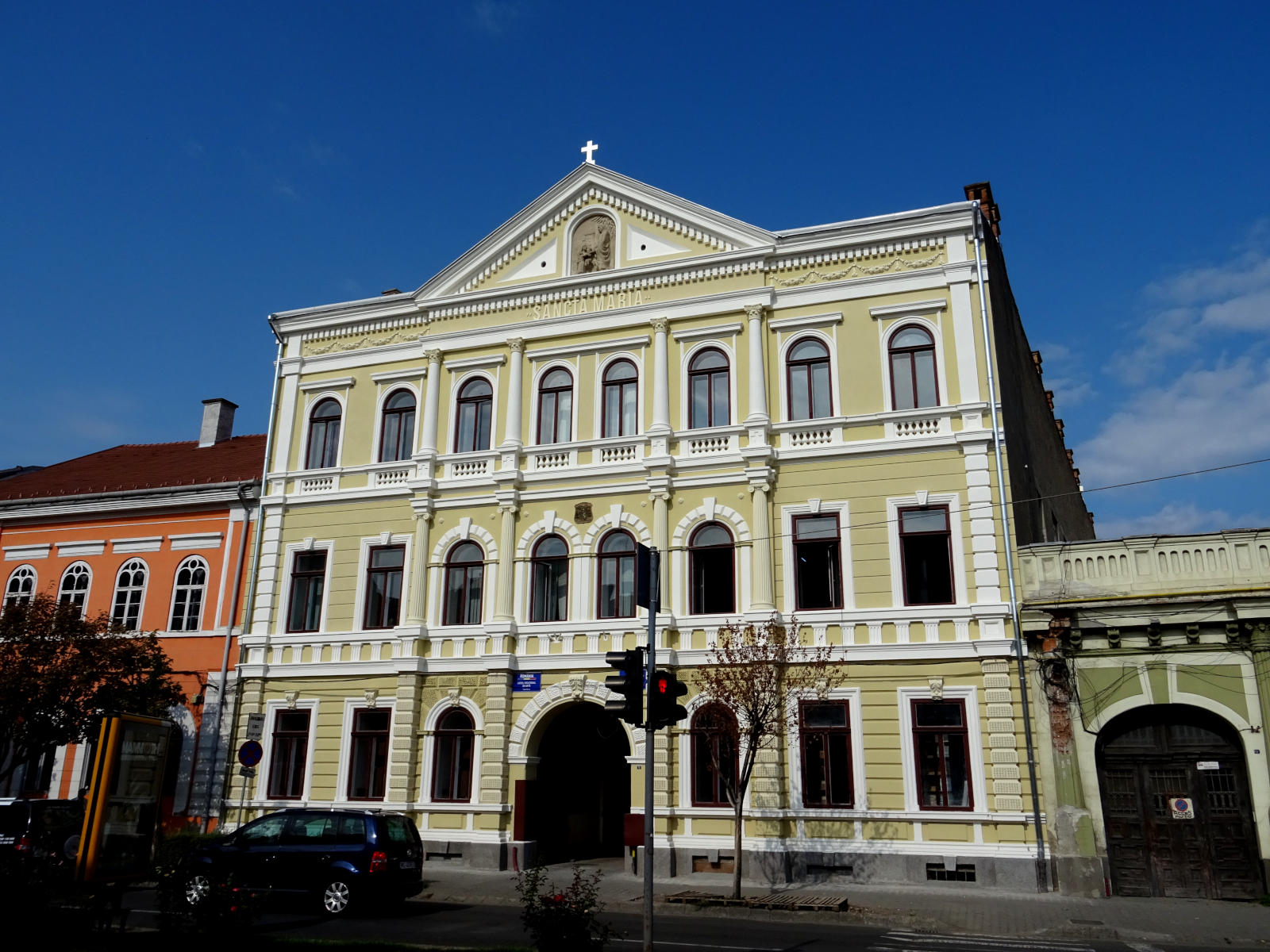
Liceul Vocațional de Artă
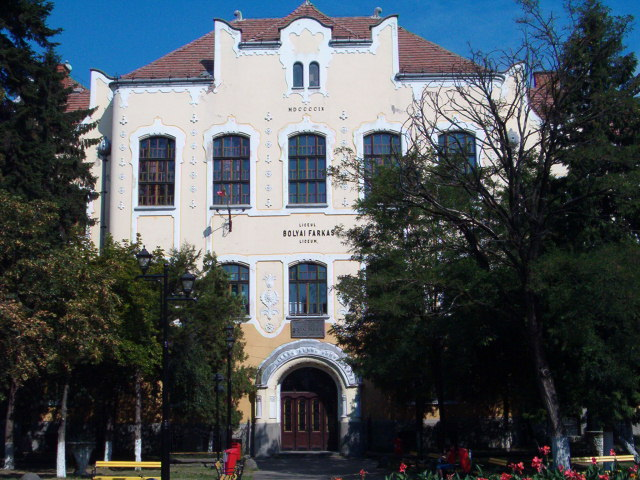
Liceul Teoretic „Bolyai Farkas”
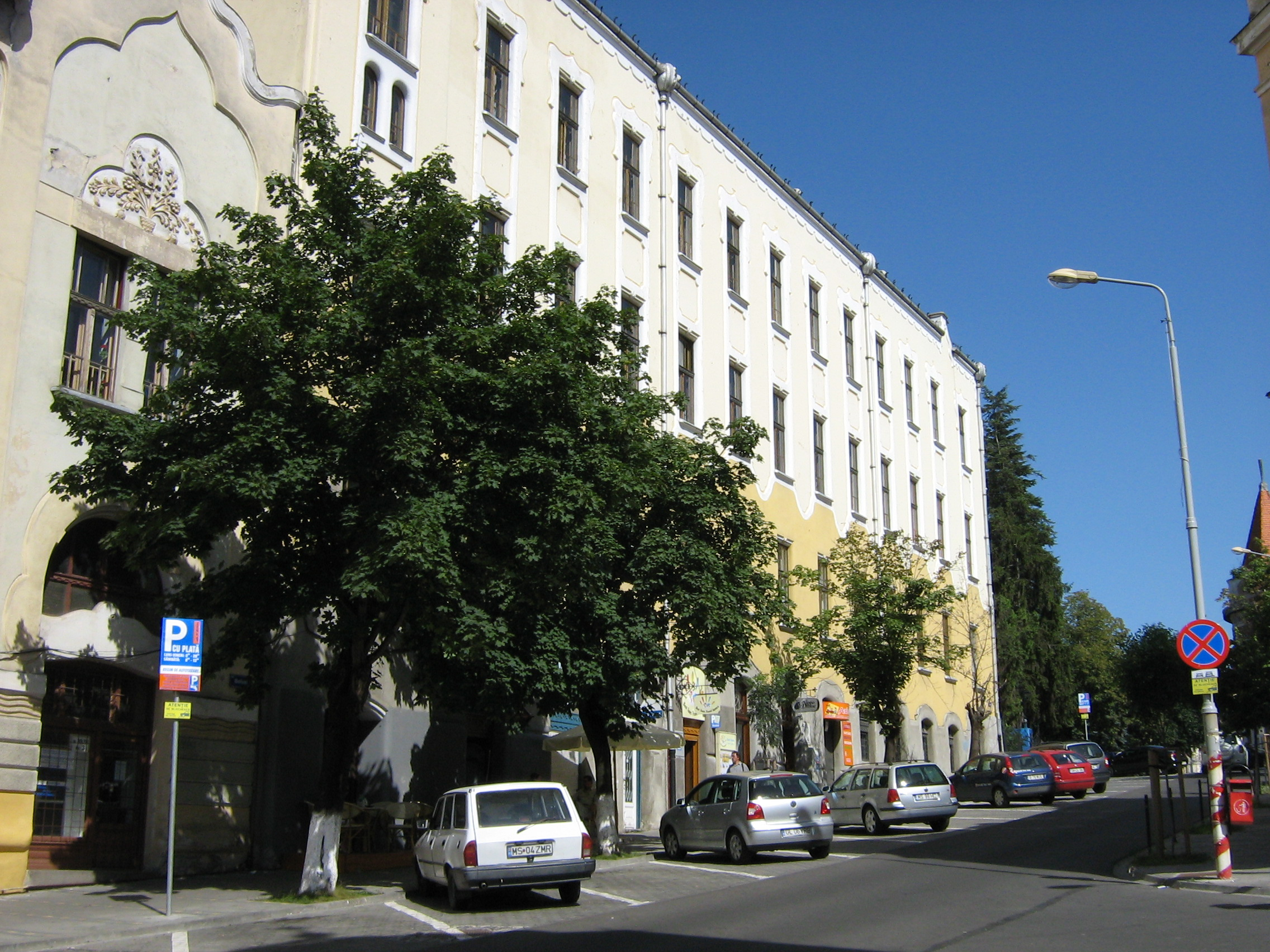
Liceul Teologic Reformat

### Învățământ primar
Învățământul primar din Târgu Mureș este garantat de 26 de unități școlare cu limbile de predare română, maghiară și germană.

## Sănătate

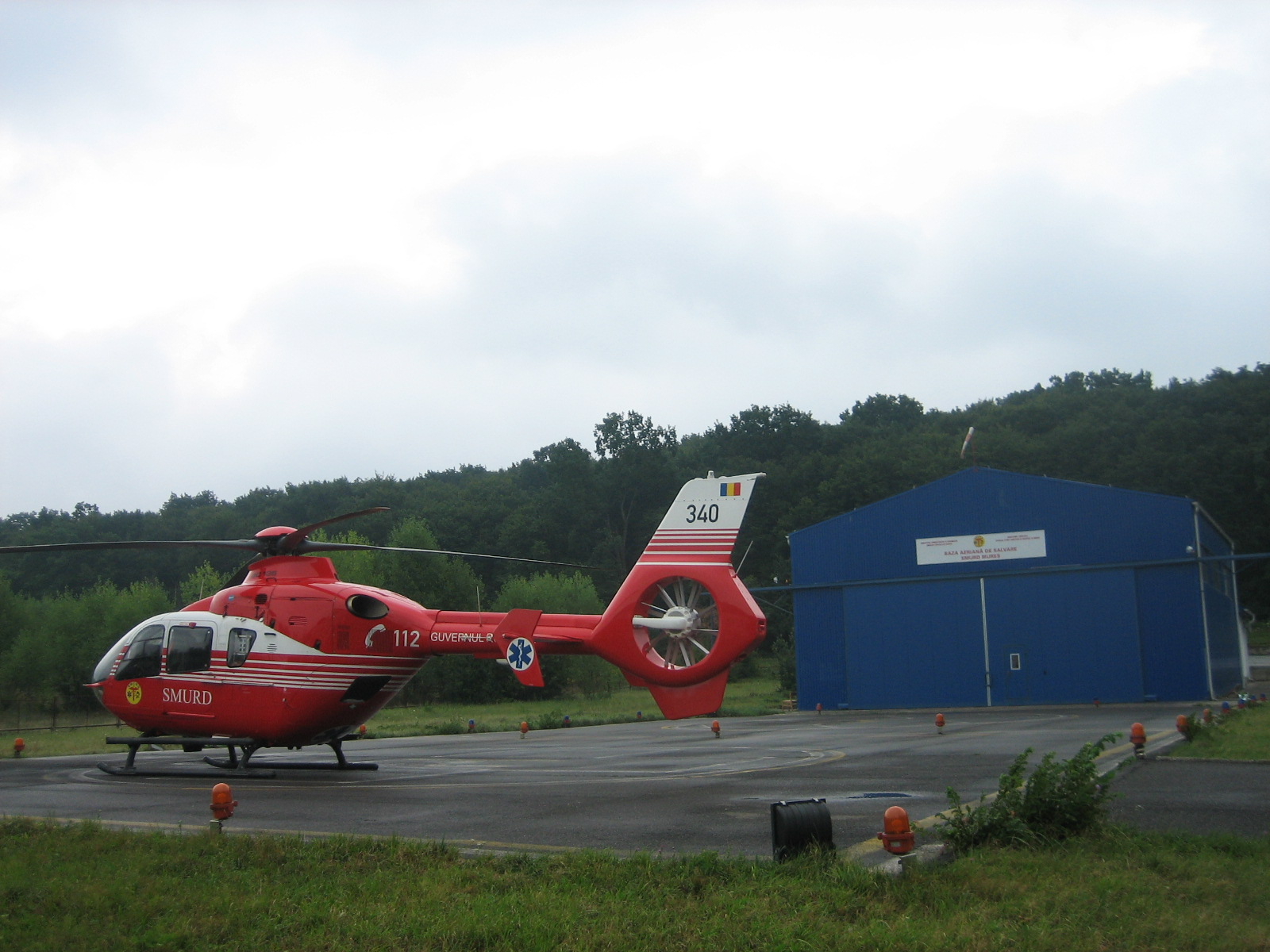
Elicopterul SMURD din Târgu Mureș

În domeniul medicinei, orașul este un centru de excelență nu doar la nivelul județului Mureș, ci unul recunoscut la nivel național și internațional prin calitatea și gradul de specializare al actului medical. În municipiu există unități dotate cu aparatură performantă și cadre medicale cu înaltă specializare, între care se evidențiază: Spitalul Clinic Județean Mureș, Spitalul Clinic Județean de Urgență Târgu Mureș (care este o unitate regională), Institutul de Asistență Medicală de Urgență Pre-spitalicească, Serviciul Mobil de Urgență, Reanimare și Descarcerare (SMURD), care la vremea apariției sale, era un proiect pilot la nivel național și Institutul de Boli Cardiovasculare și Transplant Târgu Mureș, unitate aflată în directa subordonare a Ministerului Sănătății.
Influența pe care o exercită serviciile medicale târgumureșene dincolo de granițele orașului și județului, o arată faptul că mai mult de 30% dintre pacienții spitalizați în Spitalul Clinic Județean de Urgență Târgu Mureș provin din alte județe.
Orașul este un important centru universitar în domeniul medicinei. Universitatea de Medicină și Farmacie oferă o gamă largă de domenii, cum ar fi: medicină generală și medicină militară, farmacie, stomatologie, tehnică dentară și asistență medicală de urgență medico-chirurgicală. Universitatea are un statut multicultural și multilingvistic, conform legii educației naționale. Învățământul este disponibil atât în limba română, cât și în cea maghiară și engleză  . Programele de cercetare se desfășoară atât în cadrul instituției cât și în cadrul spitalicesc, existând mai multe proiecte de cercetare realizate cu instituții partenere din afara țării.

## Armată
Brigada 6 Operațiuni Speciale "Mihai Viteazul" își are sediul la Târgu-Mureș.

## Personalități

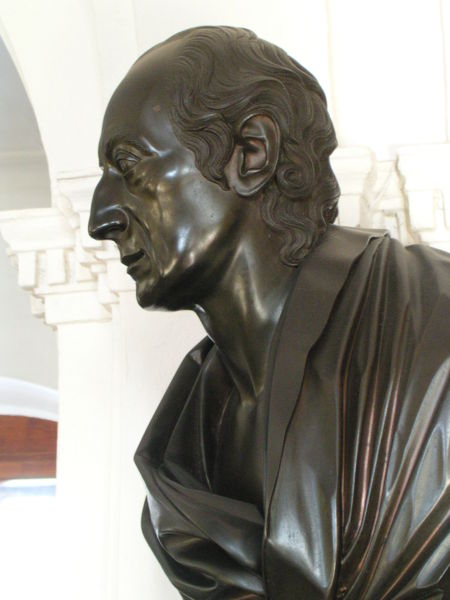
Sámuel Teleki, fondatorul Bibliotecii Teleki-Bolyai

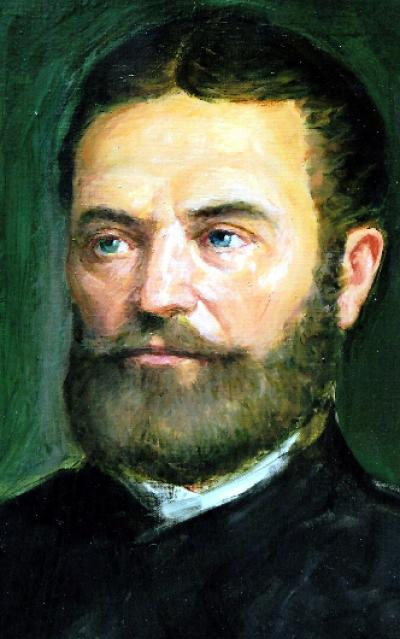
János Bolyai, matematician, creatorul geometriei neeuclidiane

Vezi și Lista primarilor din Târgu Mureș, Lista profesorilor Colegiului Reformat și Lista absolvenților Colegiului Reformat.
Următoarele personalități s-au născut sau au trăit în Târgu Mureș:

### S-au născut la Târgu Mureș
- Tamás Borsos (1566–1634), jude al orașului Târgu Mureș;
- Petru Maior (1756–1821), istoric și filolog român, reprezentant de frunte al Școlii Ardelene, a fost elev al Colegiului Reformat din Târgu Mureș;
- Elek Dósa (1803–1867), jurist, profesor academic, vicepreședintele Adunării Naționale din Budapesta, membrul Academiei Maghiare;
- Farkas Deák (1832–1888), jurist, membrul Academiei Maghiare;
- Vasile Hossu (1866-1916), episcop greco-catolic;
- Gyula Vályi (1855–1913), matematician, profesor universitar, om de știință, membrul Academiei Maghiare;
- Camil Velican (1878–1937), delegat în Marea Adunare Națională de la Alba Iulia 1918;
- Gyula Ostenburg-Moravek (1884–1944), general în Armata Maghiară;
- József Molnár (1907–1983), grafician;
- Ludovic Csupor (1911–1985), demnitar comunist;
- József Dudás (1912–1957) deținut politic;
- József Marx (1914–1992), fotograf;
- Attila Horváth (1920–?), chimist și profesor, unul dintre fondatorii Institutului Medico-Farmaceutic și a fabrici de hârtie fotografică, devenită ulterior Azomureș;
- Sergiu Al-George (1922–1981), filolog, orientalist;
- Adrian Vicol (1923 - 2013), folclorist și etnomuzicolog;
- Alexandru Imre (n. 1924), dirijor, clarinetist și saxofonist;
- Tibor Diamantstein (1925–1995);
- Rozalia Borș (n. 1933), deputat în Marea Adunare Națională;
- Boldizsár Csiky (n. 1937), compozitor;
- Romulus Guga (1939–1983), scriitor, poet, unul din fondatorii revistei Vatra;
- Aurelia Stoie Mărginean (n. 1940), pictoriță;
- Ferenc Asztalos (n. 1945), deputat în perioada 1992-2008;
- Iosif Nagy (1946 – 2018), atlet;
- Vilmos Ágoston (1947 – 2022), scriitor;
- Gabriel Herman (n. 1947), istoric în Israel, profesor la Universitatea Ebraică din Ierusalim;
- Rozália Soós (n. 1947), handbalistă;
- György Frunda (n. 1951), avocat, politician, senator, membru al delegației române la APCE;
- Ladislau Bölöni (n. 1953), sportiv, antrenor, jucător de fotbal la ASA Târgu Mureș și Steaua București;
- Maria Mailat (n. 1953), prozatoare franceză de origine mureșeană;
- László Borbély (n. 1954), politician, fost ministru al dezvoltării, lucrărilor publice și locuințelor, apoi al mediului;
- Gábor Tompa (n. 1957), regizor, director general la Teatrului Maghiar de Stat din Cluj, fiul lui Miklós Tompa, fondatorul Teatrului Secuiesc din Târgu Mureș;
- Ildikó Keresztes (n. 1964), cântăreață, actriță în Ungaria;
- Florin Dan (n. 1979), fotbalist;
- Kata Tisza (n. 1980), scriitoare;
- Anca Petrușca (n. 1986), scriitoare;
- Bernadette Szőcs (n. 1995), campioană la tenis de masă;
- Ilinca Băcilă (n. 1998), cântăreață, concurentă la Eurovision.

### Au locuit în Târgu Mureș
- Cneazul Trif (secolul al XVI-lea), cneaz al românilor din Târgu-Mureș, își menține dregătoria și ocrotește un iobag fugit[55][282][283];
- János Baranyai Decsi (1560–1601), scriitor, traducător, director la Colegiul Reformat; a scris Istoria Transilvaniei, Moldovei și a Țării Românești între 1592–1598;
- Péter Csokás (1587), profesor în Târgu Mureș, a scris partea maghiară a dicționarului în 10 limbi al lui Ambrosius Calepinus;
- Péter Apor (1676–1752), scriitor, istoric;
- György Aranka (1737–1817), scriitor, eseist, promotor al dezvoltării activităților științifice;
- Sámuel Teleki (1739–1832), nobil maghiar, om de cultură, cancelar al Transilvaniei, fondatorul Bibliotecii Teleki;
- Gheorghe Șincai (1754–1816), istoric, filolog, poet, reprezentant al Școlii Ardelene, a fost elev al Colegiului Reformat din Târgu Mureș;
- Farkas Bolyai (1775–1856), matematician, profesor la Colegiul Reformat din Târgu Mureș;
- János Bolyai (1802–1860), fiul lui Farkas Bolyai, matematician, autorul geometriei non-euclidiene;
- Avram Iancu (1824–1872), avocat român, cancelarist la Târgu Mureș, conducător al revoluției de la 1848-1849;
- Alexandru Papiu-Ilarian (1827–1877), revoluționar, avocat, istoric;
- György Bernády (1864–1938), primarul Târgu Mureșului între anii 1900–1912, respectiv 1926–1929. În mandatul lui au fost construite Palatul Prefecturii, Palatul Culturii și alte clădiri reprezentative;
- Károly Molter (1890–1981), scriitor;
- Aurel Filimon (1891–1940), arheolog, fondatorul primei expoziție de folclor românesc, a pus bazele Muzeului Județean Mureș;
- Emil Dandea (1893–1969), om politic, primar al orașului în perioada interbelică;
- János Kemény (1903–1971), scriitor;
- Loránd Lohinszky (1925–2013), actor;
- András Sütő (1927–2006), scriitor maghiar din Transilvania, fondatorul Uniunii Democrate Maghiare din România;
- György Orbán (n. 1947), compozitor;
- Raed Arafat (n. 1964), medic, coordonatorul SMURD Târgu Mureș, subsecretar de stat în Ministerul Sănătății Publice;

## Orașe înfrățite
Municipiul Târgu Mureș se află în relații de parteneriat sau de înfrățire cu unsprezece orașe și un județ. Aceste relații se concretizează printr-o permanență colaborare în plan economic, social, tehnic și cultural, prin schimburi de experiență, parteneriate între societățile comerciale, acțiuni organizate în comun.
- Bournemouth, Regatul Unit[284]
- Baja, Ungaria[284]
- Chișinău, Moldova[284]
- East Renfrewshire, Regatul Unit[284]
- Güzelçamlı, Turcia[284]
- Ilmenau, Germania[284]
- Kecskemét, Ungaria[284]
- Strumeani, Bulgaria[284]
- Szeged, Ungaria[284]
- Újbuda, Ungaria[284]
- Viena, Austria[284]
- Zalaegerszeg, Ungaria[284]